# Personaggi di American Horror Story
Questa voce contiene un elenco dei personaggi presenti nella serie televisiva American Horror Story.

## Personaggi della prima stagione:Murder House

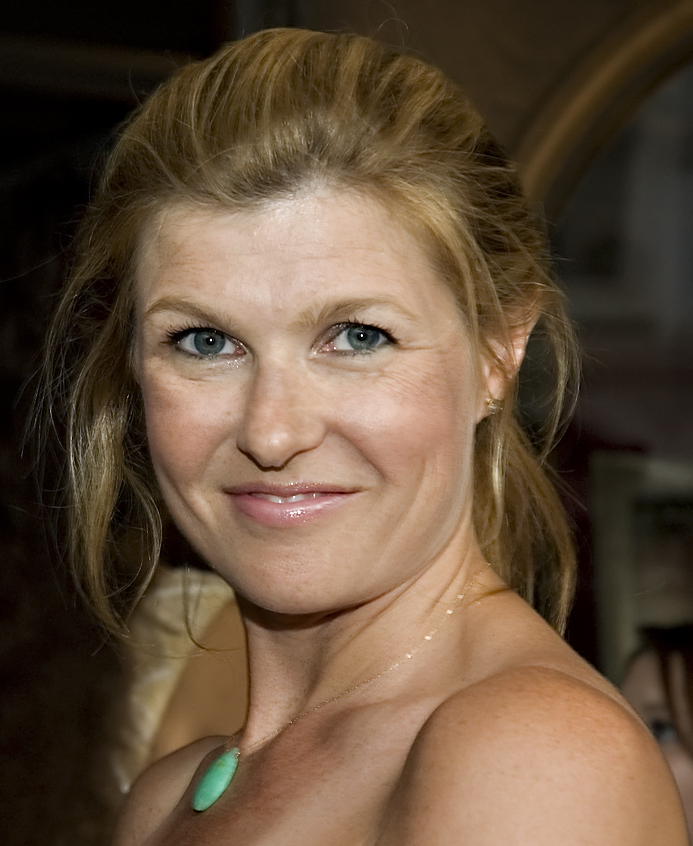
Connie Britton interpreta Vivien Harmon

### Personaggi principali

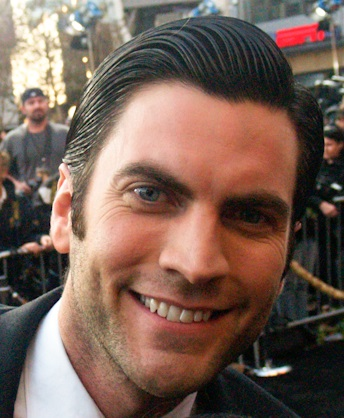
Wes Bentley interpreta il detective John Lowe

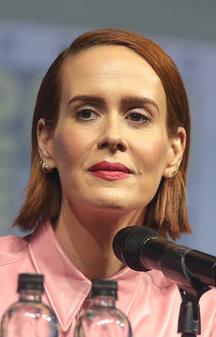
Sarah Paulson interpreta Wilhemina Venable, Cordelia Goode (protagonista della terza stagione) e la medium Billie Dean Howard (apparsa nella prima e quinta stagione).

#### Vivien Harmon
Vivien Harmon, interpretata da Connie Britton, è la moglie di Ben e la madre di Violet. È una ex violoncellista e una donna spigliata ma è rimasta emotivamente segnata dell'aborto spontaneo al 7º mese subìto 6 mesi prima dei fatti presenti - trauma che ha cercato di superare prendendo un cane - e dal tradimento di Ben che l'hanno resa timorosa e insicura. Dopo aver avuto un rapporto sessuale col marito e poi con quello che crede essere il marito con in dosso la tuta di lattice rimane incinta di due gemelli con padri diversi. Nonostante il riavvicinamento al marito, il loro rapporto si incrina nuovamente a causa dell’arrivo di Hayden che le dice di essere incinta – implicando che lei e Ben sono stati insieme di recente – e della diversa paternità di uno dei gemelli. Vivien dà alla luce i gemelli - uno vivo e uno morto poco dopo - nella Casa poi muore diventando un'anima della Casa. Con gli spiriti buoni della Casa si prodiga per far scappare i nuovi acquirenti della Casa e così salvarli.

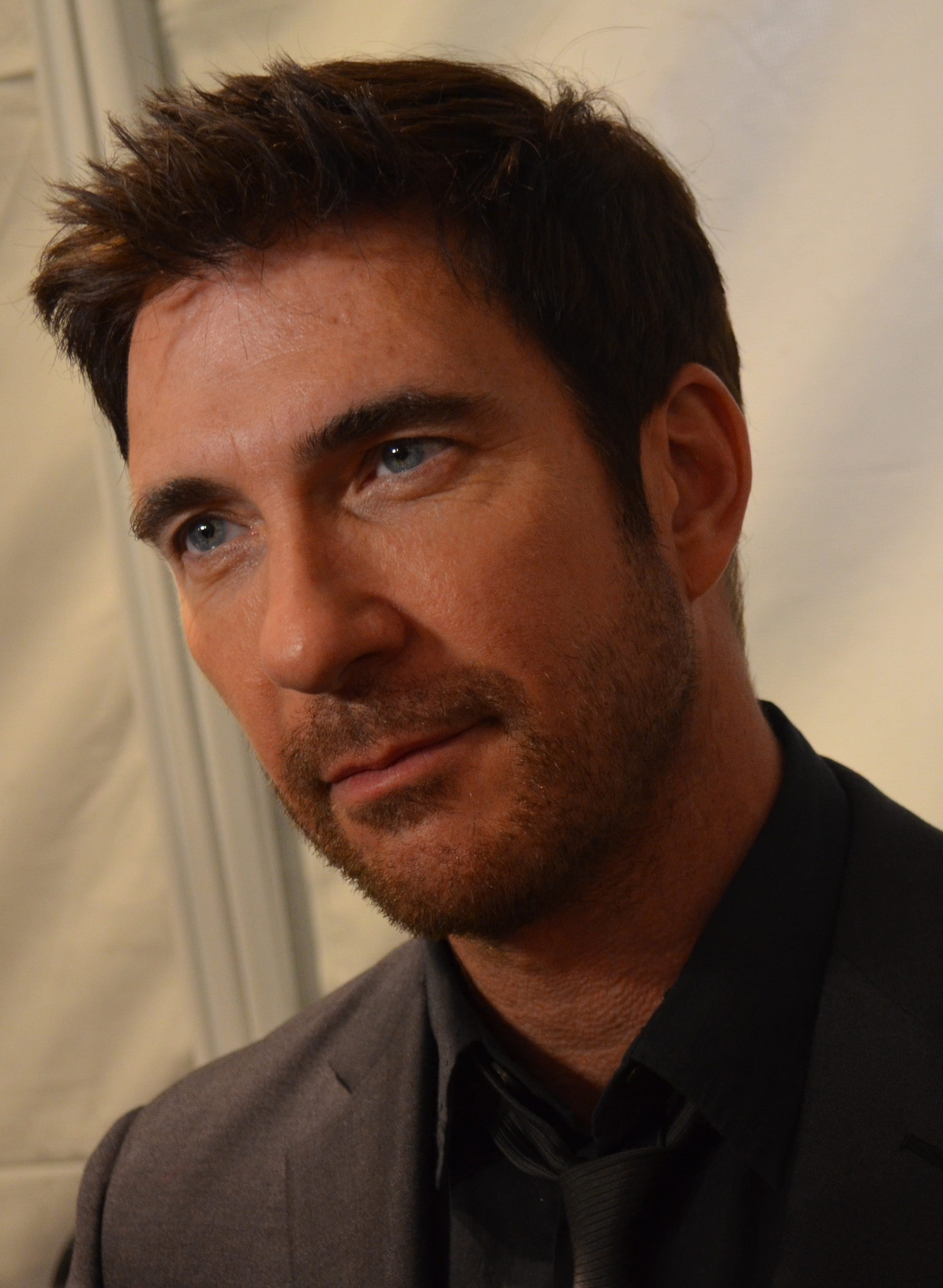
Dylan McDermott interpreta Ben Harmon

#### Dr. Benjamin "Ben" Harmon
Ben Harmon, interpretato da Dylan McDermott, è il marito di Vivien e il padre di Violet. È uno psichiatra. Il suo tradimento con la ventunenne Hayden ha messo in crisi il suo matrimonio già incrinato dall'aborto spontaneo. Decide di trasferirsi per ricominciare un matrimonio onesto ma nella nuova Casa è ossessionato da Moira, inizia a soffrire di sonnambulismo e ad essere attratto dal fuoco inoltre è perseguitato da Larry, un uomo sfigurato, che gli consiglia di lasciare la Casa perché è malvagia. Nonostante si riavvicini alla moglie, che mette incinta, il rapporto con la donna si incrina nuovamente a causa dell’arrivo di Hayden che dice a Viv di essere incinta – implicando che i due sono stati insieme di recente – e della diversa paternità di uno dei gemelli. Dopo aver scoperto che la moglie è stata veramente stuprata e aver assistito alla sua morte, Ben, medita il suicidio ma la moglie e la figlia lo convincono a fuggire col gemello sopravvissuto ma Hayden lo impicca. Con gli spiriti buoni della Casa si prodiga per far scappare i nuovi acquirenti della Casa e così salvarli.

#### Tate Langdon
Tate Langdon, interpretato da Evan Peters, è un adolescente in cura da Ben per le sue manie psicopatiche. Tate si innamora di Violet ed è ricambiato, così Ben lo allontana. In realtà Tate è un'anima della Casa. Nel 1994 aveva dato fuoco a Larry – amante della madre e assassino del fratello – e aveva ucciso quindici persone tra studenti e insegnanti nel suo liceo; a seguito di questi avvenimenti sconcertanti, è seguito dalla polizia fino a casa e, dopo un tentativo d'arresto vano, viene ucciso. Tate è l'"Uomo di Gomma" il responsabile dell'assassinio di Chad e Patrick nel 2010 e dello stupro di Vivien nel 2011. A causa delle sue innumerevoli bugie perde l’amore di Violet,che però’ riesce a riacquisire nel viaggio temporale nella stagione “apocalypse” dove riparla con Violet e suo padre.

#### Violet Harmon
Violet Harmon, interpretata da Taissa Farmiga, è la figlia adolescente di Ben e Vivien. È una ragazza problematica che ricorre all’autolesionismo per sopperire alla mancanza di attenzione dei genitori troppo occupati a ricucire il loro matrimonio. Nella Casa Violet trova sostegno in Tate, un ragazzo in cura dal padre, ma quando scopre che ha commesso una strage a scuola e che è un fantasma ha un crollo e si suicida. Scoperto di essere anche lei un fantasma – Tate ha nascosto il suo cadavere – si impegna a proteggere i gemelli che la madre aspetta dai vari fantasmi della Casa che vogliono impossessarsene. Salva il figlio dei nuovi proprietari della Casa da Tate che vuole ucciderlo per darle un compagno.

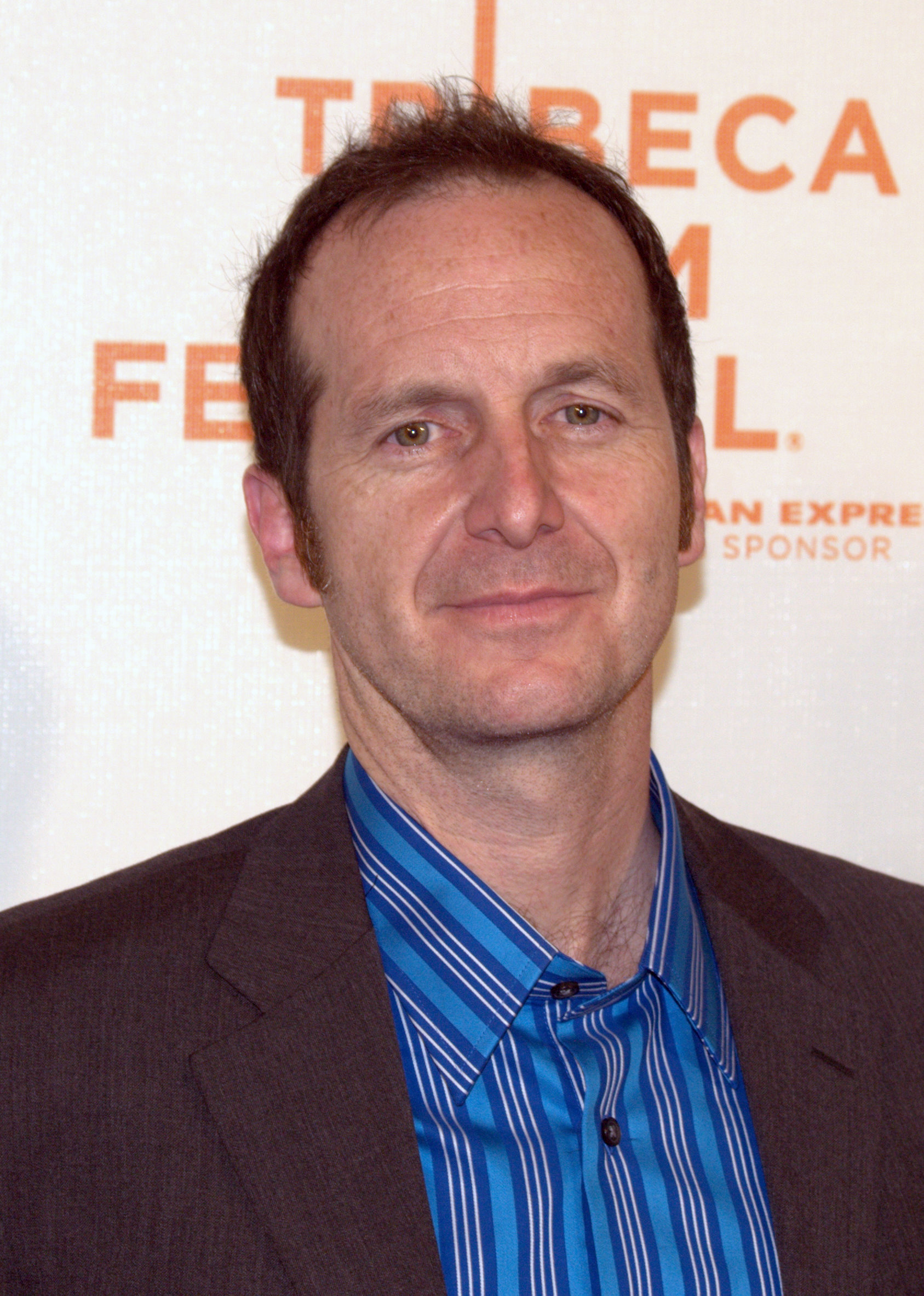
Denis O'Hare interpreta
Lawrence "Larry" Harvey

#### Lawrence "Larry" Harvey
Larry Harvey, interpretato da Denis O'Hare, è un uomo sfigurato che avvicina Ben e inizia a perseguitarlo perché vuole riacquistare la Casa per riconquistare Constance. Per convincere Ben a lasciare la Casa, Larry gli dice che l'ha spinto a dar fuoco alla famiglia nei primi anni novanta ma in realtà fu la moglie Lorraine che incendiò la Casa morendo e uccidendo le loro figlie Margareth e Angela perché abbandonata dall’uomo per Constance (l'uomo non riportò nessuna ustione). Rimasto solo, Larry ospitò Constance i suoi figli e, nel 1994, su richiesta della donna, uccise Beau e per questo Tate gli diede fuoco in ufficio. Per pagare per ciò che ha fatto alla moglie si costituisce per l'omicidio di Trevis – anche se non l'ha commesso. Larry ha sempre voluto recitare o cantare ma non ne ha mai avuto la possibilità.

#### Constance Langdon
Constance Langdon, interpretata da Jessica Lange, è la melliflua, arrogante e invadente vicina degli Harmon. Vive con la figlia Adelaide e il giovane amante Travis nella casa accanto alla Villa ma in passato ha vissuto anche lei nella Casa dove ha perso la sua famiglia. Constance è la madre di Tate, Adelaide, Beauregard e un altro figlio tutti avuti con Hugo e tutti affetti da qualche malattia fisica o mentale. Nel 1983 – mentre abitava nella Casa – uccise il marito e la domestica Moira perché avevano una storia e poco dopo perse la Casa. Nei primi anni ‘90 seduce il nuovo proprietario della Casa, Larry, che per lei caccia la moglie. Nel 1994 chiede a Larry di uccidere il figlio deforme Beau perché rischia di perderlo a causa dei servizi sociali poi assiste all'omicidio del figlio Tate da parte della polizia. Nel 2011 perde anche la figlia Adelaide ma lontano dalla Casa. Rapisce Michael, figlio di Vivien e Tate, e lo cresce.

### Personaggi ricorrenti

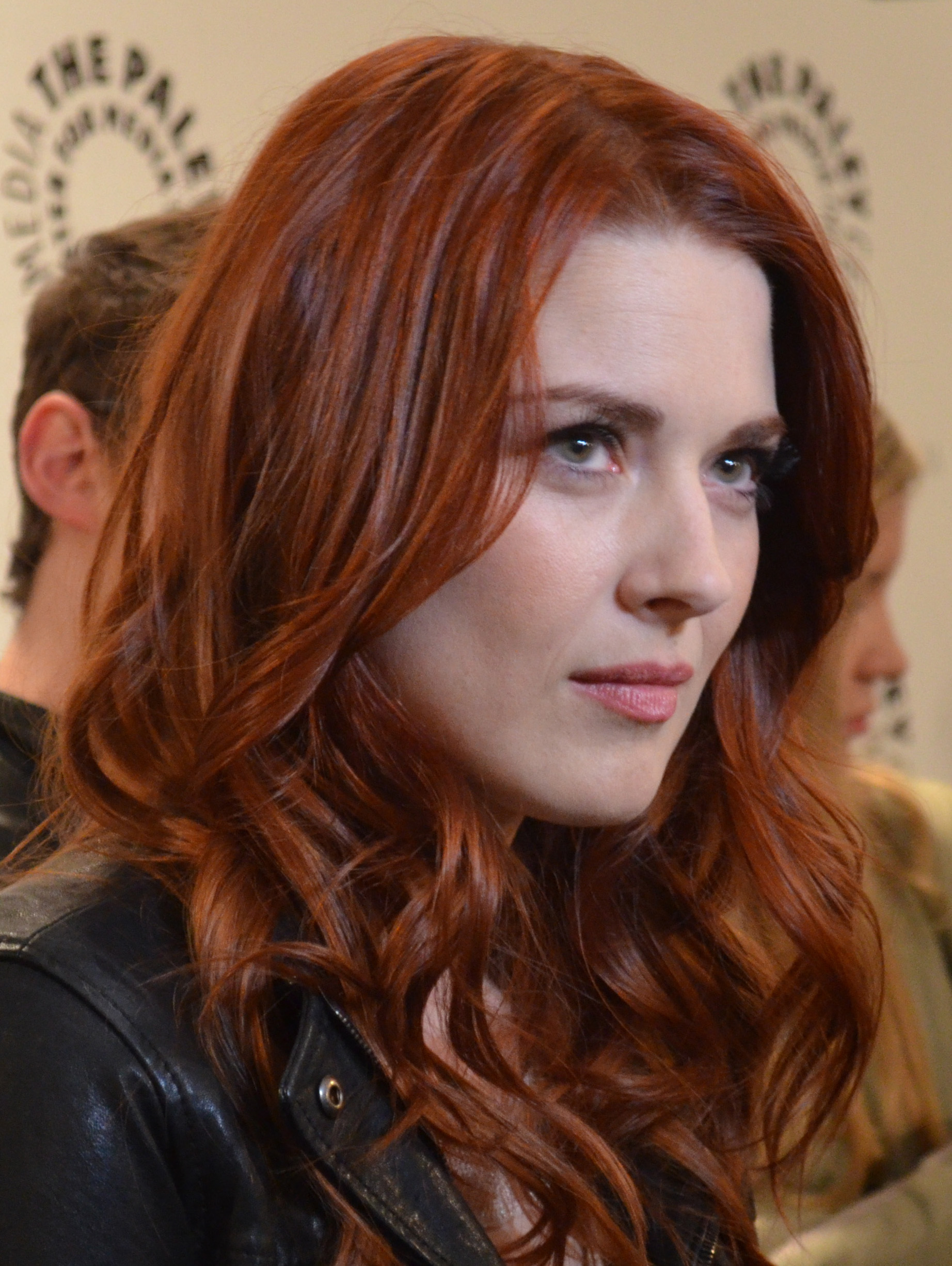
Alexandra Breckenridge interpreta Moira O'Hara nella versione giovane

#### Moira O'Hara
Moira, interpretata da Frances Conroy e da Alexandra Breckenridge, è una governante che da anni lavora nella Casa perché è una delle sue anime. Morì nel 1983 uccisa da Constance che le sparò in un occhio dopo averla scoperta col marito. Alle donne - che vedono le cose come sono - appare come un'anziana signora con un occhio di vetro, mentre agli uomini - che vedono solo ciò che vogliono - come una ragazza sexy e provocante. Alla fine della stagione Vivien le chiede di far da madrina a Jeffrey.

#### Hayden McClaine
Hayden, interpretata da Kate Mara, è ex allieva ed ex amante di Ben. Quando lui si trasferisce da Boston a Los Angeles, lo chiama per informarlo che è incinta e poi lo raggiunge per dirgli che non ha abortito e vuole dire tutto a Vivien. Larry la uccide nel giardino della Casa rendendola un'anima intrappolata. Tormenta Vivien ad Halloween, uccide Travis e partecipa all'omicidio di Ben.

#### Adelaide "Addy" Langdon
Adelaide, interpretata da Jamie Brewer, è l'unica dei figli di Constance e Hugo ancora in vita. È affetta da Sindrome di Down. Dato che nel 1978 sembra avere circa 5 anni, ora dovrebbe averne una trentina. Conosce a memoria la Casa, nella quale entra a piacimento ed è l'unica che riesce a interagire pacificamente con la maggior parte della anime che la infestano. La notte di Halloween del 2011 muore investita da un pirata della strada mentre fa dolcetto o scherzetto vestita da "bella ragazza". Parla con la madre attraverso la medium Billie Dean Howard e dopo averla perdonata per la sua freddezza la ringrazia per non averla fatta morire nella Casa.

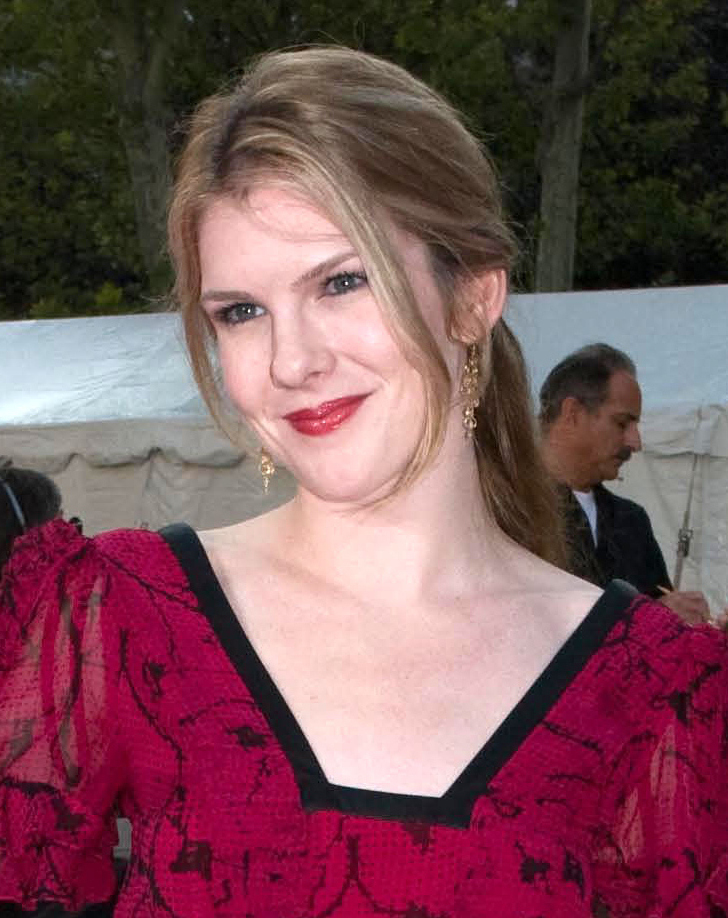
Lily Rabe interpreta
Nora Montgomery

#### Nora Montgomery
Nora, interpretata da Lily Rabe, è la moglie di Charles e madre di Thaddeus. Era abituata alla vita mondana di Philadelphia così quando il marito cade in disgrazia lo spinge a praticare aborti per mantenere un alto tenore di vita. Rimane inorridita quando scopre che Charles ha riassemblato il figlio fatto a pezzi dai rapitori ma è felice quando scopre che l'ha anche riportato in vita. Purtroppo Thaddeus è un mostro così tenta di ucciderlo ma, non riuscendoci, prima uccide il marito sparandogli e poi rivolge l'arma verso sé stessa, diventando così uno spirito della Casa.

#### Chad Warwick
Chad, interpretato da Zachary Quinto, è il proprietario della Casa prima degli Harmon in cui viveva col compagno Patrick. Amava a tal punto la Casa da metterla al primo posto causando litigi col compagno che inizia a tradirlo su un sito on-line per feticisti. È così che Chad compra la tuta di lattice che però non piace a Patrick. Le continue liti fanno capire a Tate che i due non adotteranno più un figlio così, poco prima dell'Halloween del 2010, li uccide entrambi inscenando poi un omicidio suicidio. Nel 2011 appare agli Harmon per aiutarli ad addobbare la Casa per Halloween. Chad vorrebbe rapire i gemelli di Vivien e ucciderli per creare una famiglia con Patrick ma quando scopre che lui lo stava lasciando prima di essere ucciso ci rinuncia.

#### Billie Dean Howard
Billie Dean, interpretata da Sarah Paulson, è una medium ed amica di Constance che esercita la professione a Los Angeles. Cerca di disinfestare la Casa, dice a Violet che Tate è un fantasma e le racconta la storia di Roanoke, mette in comunicazione Costance e Adelaide e rivela a Constance che l’Anticristo sarà il figlio di un essere vivente e uno spirito.

#### Patrick
Patrick, interpretato da Teddy Sears, è il compagno di Chad che tradisce continuamente ed è pronto a lasciarlo quando viene ucciso da Tate

#### Marcy
Marcy, interpretata da Christine Estabrook, è l'agente immobiliare che vende la casa prima a Chad, poi agli Harmon e infine ai Ramos. Dimostra grande irrequietezza nei confronti dell'abitazione in quanto, a causa della sua tetra storia, è difficile da vendere. Adotta Hallie, il cane degli Harmon.

#### Dr. Charles Montgomery
Charles, interpretato da Matt Ross, è uno stimato chirurgo delle star nonché marito di Nora e padre di Thaddeus che ha fatto costruire la Casa nel 1922. Caduto in disgrazia inizia ad abusare di alcol ed etere e a fare bizzarri esperimenti sugli animali così la moglie lo sprona a praticare aborti nello scantinato della Casa per guadagnare soldi extra. A causa di tali aborti nel 1926 gli rapiscono il figlio e lo fanno a pezzi. Sconvolto, Charles, lo riassembla usando parti di animale e la Casa lo riporta in vita ma dato che è un mostro immortale Nora lo uccide sparandogli in testa rendendolo la prima anima intrappolata della Casa.

### Personaggi secondari
- Hallie, interpretata da Lamb Chop, è la cagnolina che Vivien prende dopo l'aborto. Viene adottata da Marcy dopo la morte di Ben.
- Travis Wanderly, interpretato da Michael Graziadei, è il giovane amante di Constance. È un ragazzo affascinante e solare che aspira a diventare una donna . Il suo affetto è spesso conteso tra Adelaide e Constance. Viene ucciso da Hayden in Casa in un impeto d'ira: lui ha un rapporto sessuale con lei ma dice di amare Constance. Charles divide il suo corpo facendolo diventare il ragazzo Dahlia e Larry se ne sbarazza.
- Derrick, interpretato da Eric Stonestreet, è un paziente di Ben che è terrorizzato dalla leggenda metropolitana dell'Uomo Maiale. Ben capisce che il caso di Derrick è grave, visto che l'uomo non riesce più a spacchiarsi o a radersi. Ben raccomanda a Derrick di farsi la barba e di distrarsi. Grazie a Ben, Derrick affronta la sua paura per l'Uomo Maiale ma viene ironicamente ucciso subito dopo da un ladro nascosto nella doccia del bagno di casa sua.
- Luke, interpretato da Morris Chestnut, è un agente di sicurezza ingaggiato da Vivien.
- Granger, interpretato da Charles S. Dutton, è il detective della squadra omicidi che indaga sulla morte di Trevis.
- Maria, interpretata da Rosa Salazar, è una giovane laureanda in scienze infermieristiche che nel 1968 viveva nella Casa – allora alloggio per studentesse universitarie – dove venne uccisa dal serial killer R. Franklyn con l'infermiera Gladys. Franklyn obbligò Maria a indossare un uniforme da infermiera per poi accoltellarla brutalmente. Nel 2011, con Gladys, salva Vivien e Violet da tre psicopatici che vogliono ricreare il suo omicidio poi aiuta Vivien a partorire.
- Gladys, interpretata da Celia Finkelstein, è un'infermiera di mezza età che nel 1968 viveva con Maria e altre ragazze nella Casa – allora alloggio per studentesse universitarie. La donna venne affogata in una vasca dal serial killer Franklyn che poi uccise anche Maria. Nel 2011, con Maria, salva Vivien e Violet da tre psicopatici che vogliono ricreare il suo omicidio poi aiuta Vivien a partorire.
- Fiona, interpretata da Azura Skye, è una psicopatica che vuole ricreare l'omicidio di Maria e Gladys uccidendo Vivien e Violet con Bianca e Dallas nella Casa. Uccisa da Maria e Gladys diventa un'anima della Casa. Impicca Ben.
- Dallas, interpretato da Kyle Davis, è uno psicopatico che vuole ricreare l'omicidio di Maria e Gladys uccidendo Vivien e Violet con Bianca e Fiona nella Csa. Ucciso da Maria e Gladys diventa un'anima della Casa. Impicca Ben.
- Bianca Forest, interpretata da Mageina Tovah, è una psicopatica che si presenta come paziente dal Dr. Harmon allo scopo di rubare i telefoni e in seguito uccidere Vivien e Violet con Fiona e Dallas per ricreare l'omicidio di Maria e Gladys nella Casa. Mangia il cupcake avvelenato e poi viene ferita con un'ascia da Tate ma muore lontano dalla Casa.

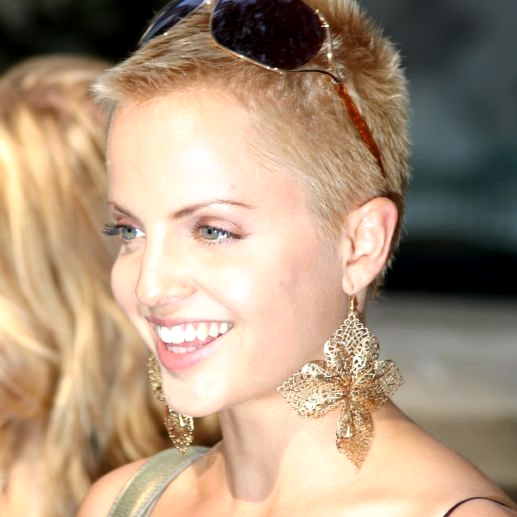
Mena Suvari interpreta
Elizabeth Short

- Elizabeth Short, interpretata da Mena Suvari, è un’aspirante attrice che accettava ogni compromesso pur di far decollare la sua carriera. Nel 1947 offre prestazioni sessuali come pagamento ad un dentista, il Dr. Curran, che aveva lo studio nella Casa. Il sovradosaggio dell'anestetico causa però il suo decesso per overdose e il fantasma di Charles Montgomery ne seziona il cadavere rendendola la famosa Dalia Nera.
- Leah, interpretata da Shelby Young, è una compagna di Violet che la tormenta ma che cambia atteggiamento dopo essere stata terrorizzata da Infantata aizzato da Tate.
- Thaddeus "Thaddy" Montgomery / Infantata, interpretato da Ben Woolf, è il figlio di Charles e Nora. Nel 1926 fu rapito e fatto a pezzi, poi riassemblato da Charles e riportato in vita dalla Casa che lo ha reso immortale.
- Troy e Bryan, interpretati da Bodhi Schulz e Kai Schulz, sono due gemelli che nel 1978, mentre vandalizzano la Casa al tempo disabitata, furono uccisi da Infantata nel seminterrato. Appaiono di tanto per fare dispetti.
- Hugo Langdon, interpretato da Eric Close, è il ricco marito di Constance e padre di Beauregard, Adelaide, Tate e un altro figlio. Nel 1983 Constance lo uccide sparandogli tre colpi al petto perché la tradiva con la domestica poi dà il suo corpo in pasto ai cani e inscena la sua fuga con Moira. ha un rapporto sessuale con Hayden ma teme che la moglie lo scopra cosa che lascia pensare che non sappia di essere un fantasma.
- Beauregard "Beau" Langdon, interpretato da Sam Kinsey, è uno dei figli di Constance e Hugo. Ha gravi malformazioni fisiche e mentali e per questo ha vissuto tutta la sua vita relegato in soffitta, finché Constance, accusata dalle autorità locali di maltrattamenti, lo fa soffocare da Larry nella soffitta della Casa nel 1994.
- Lorraine Harvey, interpretata da Rebecca Wisocky, è la moglie di Larry e madre di Margaret e Angela. Quando nei primi anni novanta Larry annuncia di volerla lasciare per Constance e di volere per sé la Casa, la donna perde la ragione e si suicida insieme alle figlie bruciando la Casa.
- Joe Escandarian, interpretato da Amir Arison, è l'acquirente che vuole comprare la Casa quando gli Harmon la mettono in vendita per raderla al suolo e farne degli appartamenti. Quando lo scopre Constance lo fa uccidere da Larry lontano dalla Casa perché teme di perdere la famiglia.
- Miguel Ramos, interpretato da Anthony Ruivivar, è il marito di Stacy e padre di Gabe. Compra la Casa dopo la morte degli Harmon ma loro e le anime buone lo fanno fuggire.
- Stacy Ramos, interpretata da Lisa Vidal, è la moglie di Miguel e madre di Gabe. Compra la Casa dopo la morte degli Harmon ma loro e le anime buone la fanno fuggire.
- Gabriel "Gabe" Ramos, interpretato da Brennan Mejia, è l'unico figlio dei Ramos. Tate cerca di ucciderlo per dare un fidanzato a Violet ma lei lo salva.
- Stephanie Boggs, interpretata da Alessandra Torresani, è la prima vittima della sparatoria del 1994 alla Westfield High a morire nella biblioteca. Tate le spara in testa.
- Kevin Gedman, interpretato da Jordan David è la seconda vittima della sparatoria del 1994 alla Westfield High a morire nella biblioteca. Indossa una giacca di pelle nera.
- Amir Stanley, interpretato da Alexander Nimetz, è la terza vittima della sparatoria del 1994 alla Westfield High a morire nella biblioteca. Non parla perché la sua mascella è stata spaccata da un proiettile sparato da Tate.
- Kyle Greenwell, interpretato da Brando Eaton, è la quarta vittima della sparatoria del 1994 alla Westfield High a morire nella biblioteca. Era un giocatore di football.
- Chloe Stapleton, interpretata da Ashley Rickards, è la quinta e ultima vittima della sparatoria della Westfield High a morire nella biblioteca. Era una cheerleader.
- Michael Langdon, interpretato da Asher Gian Starita, è il figlio di Vivien e Tate. Viene rapito da Constance che lo cresce. Nel 2014 uccide la tata.
- Jeffrey Harmon è il figlio di Vivien e Ben. Muore poco dopo il parto e viene rapito da Nora che poi lo affida a Vivien perché piange sempre.
- Dr. David Curran, interpretato da Joshua Malina, è il dentista che lavorava nella Casa nel 1947 e ha ucciso Elizabeth Short.
- R. Franklin, interpretato da Jamie Harris, è un serial killer che uccise Maria e Gladys nella casa nel 1968.
- Stan, interpretato da David Anthony Higgins, è la guida dell'Eternal Darkness Tour che racconta la storia della Murder House e di altri luoghi famigerati di Los Angeles ai turisti.
- L'Uomo di Gomma, interpretata da Riley Schmidt, è la figura misteriosa che uccide Chad e Patrick nel 2010 e violenta Vivien nel 2011. In realtà dietro alla maschera si cela Tate.
- L'Uomo Maiale, interpretato da uno stunt-man, è il protagonista di una leggenda metropolitana che terrorizza Derrick, uno dei pazienti di Ben. L'Uomo Maiale è una creatura antropomorfe col corpo di un uomo e la testa di un maiale. Secondo la leggenda metropolitana, chi chiama l'Uomo Maiale di fronte allo specchio riceverà la sua visita e verrà ucciso. Derrick è così terrorizzato dall'Uomo Maiale che non riesce più a specchiarsi o a farsi la barba. Grazie a Ben, riesce a superare la sua fobia ma viene ironicamente ucciso subito dopo da un ladro nascosto nella doccia del suo bagno. La leggenda metropolitana dell'Uomo Maiale è basata sulla storia di Kincaid Polk, uno spirito antropomorfe che infesta la landa di Roanoke (vedi American Horror Story: Roanoke). Come raccontato da Derrick, l'Uomo Maiale cioè Kincaid Polk, era un sadico assassino che si divertiva ad appendere la gente per dei ganci come se fossero maiali e che si era persino fatto una maschera con la pelle di uno dei suoi porci, che teneva in un recinto. All'Esposizione Universale a Chicago, Kincaid cadde nel recinto e venne divorato dai suoi maiali. Da quel momento in poi, l'anima di Kincaid si lega alla terra di Roanoke, perciò diventa lo spirito chiamato l'Uomo Maiale, che ancora oggi appare nella terra di Roanoke, in North Carolina.
- Det. Barrios, interpretato da Malaya Rivera Drew, è la partner del Det. Grenger.
- Det. Webb, interpretato da Scott Lawrence, è il detective che indaga sull’aggressione ai danni di Vivien e Violet.
- Det. Collier, interpretato da Drew Powell, è il partner del Det. Webb.
- Harry Goodman, interpretato da Derek Richardson, è l’avvocato di Constance quando viene sospettata dell’omicidio di Travis.
- Dr. Hall, interpretata da Eve Gordon, è la ginecologa di Vivien a Los Angeles.
- Dr. Day, interpretato da Andy Umberger, è il ginecologo di Vivien a Boston.
- Dr. Marchesi, interpretato da Steven Anderson, è lo psichiatra che ha in cura Vivien al manicomio.
- nurse Angela, interpretata da Missy Doty, è l’infermiera che sviene facendo l’ecografia a Vivien e che poi le dice che il figlio che aspetta ha le corna.
- Marla McClaine, interpretata da Tanya Clarke, è la sorella di Hayden.
- Margaret Harvey, interpretata da Shyloh Oostwald, è la figlia di Larry e Lorraine. Morta nell’incendio della Casa.
- Angela Harvey, interpretata da Katelynn Rodriguez, è la figlia di Larry e Lorraine. Morta nell’incendio della Casa.
- Sally Freeman, interpretata da Adina Porter, è un paziente di Ben che sparisce.
- Helen, interpretata da Meredith Scott Lynn, è la parrucchiera di Constance.
- L'uomo della disinfestazione, è un uomo che viene chiamato da Ben per disinfestare la casa dagli insetti. Quando trova il cadavere di Violet, Tate lo uccide per evitare che lo dica a qualcuno, diventando così un fantasma che infesta la casa. nell'ultimo episodio della prima stagione, insieme a tutti i fantasmi "buoni", cerca di spaventare e di far scappare via la famiglia Ramos per evitare che anche loro diventino dei fantasmi della casa

## Personaggi della seconda stagione:Asylum

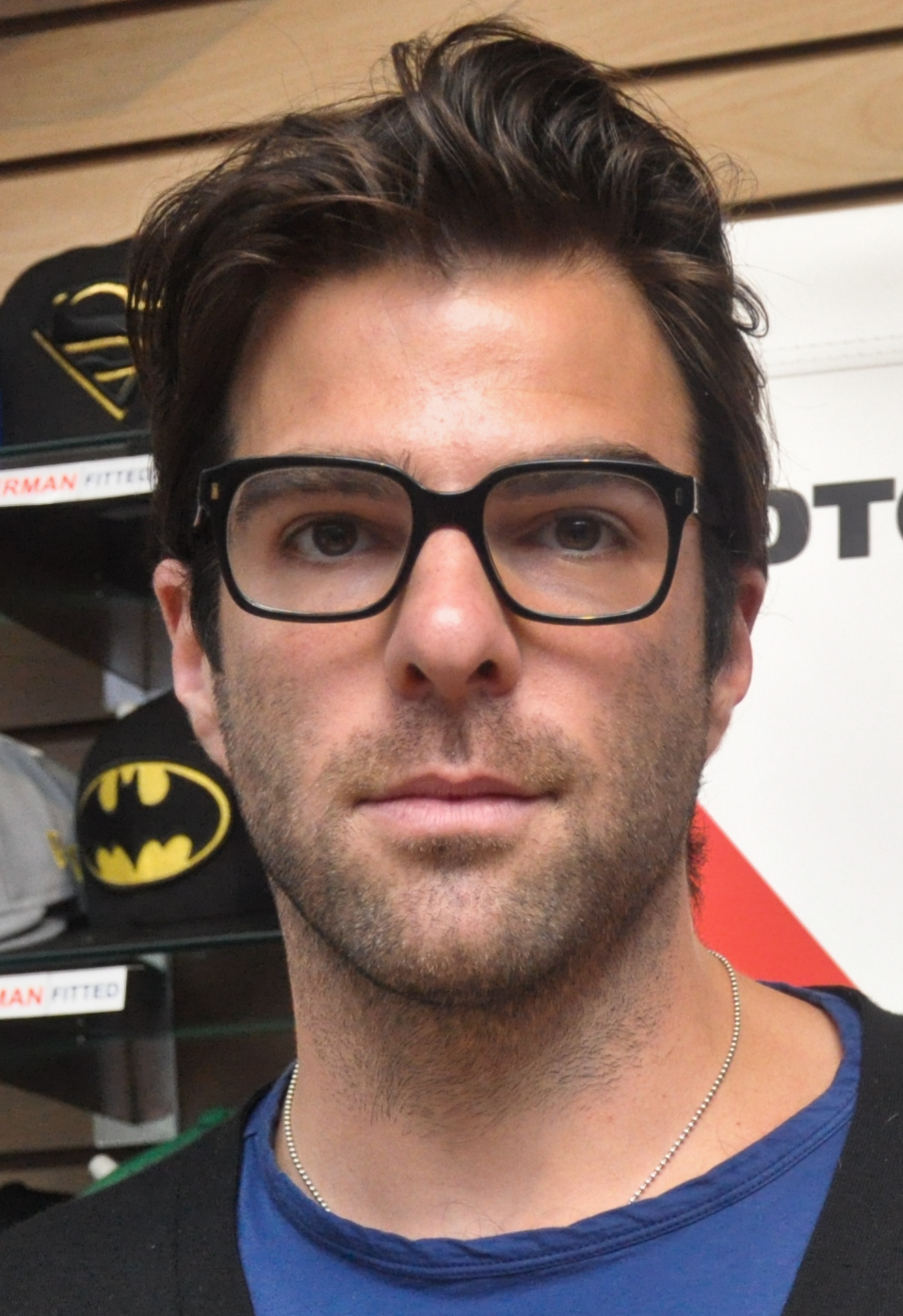
Zachary Quinto interpreta
Oliver Thredson

### Personaggi principali

#### Dr. Oliver Thredson
Oliver Thredson, interpretato da Zachary Quinto, è lo psichiatra inviato al Briarcliff per decidere se Kit Walker è sano di mente – e quindi da giustiziare – o pazzo – e quindi da rinchiudere per sempre. Le sue vedute alternative lo fanno entrare spesso in conflitto con suor Jude. La sua identità nascosta è quella del serial killer Bloody Face.

#### Monsignor Timothy Howard
Timothy Howard, interpretato da Joseph Fiennes, è il monsignore a capo del Briarcliff. Ambizioso. Pur nutrendo buone intenzioni, Howard si ritrova ad essere in combutta con Arden e ad omettere determinati avvenimenti. Viene crocefisso da Emerson e violentato da suor Mary Eunice. Uccide Shelley per proteggere il Dr. Arden e suor Mary Eunice per liberarla dal demone che la possiede. Mente a Lana dicendole che Judy è morta e a Judy dicendole che la libererà. Viene nominato Cardinale di New York, ma quando Lana fa i reportage sul Briarcliff e sul Dr Arden, lui si suicida.

#### Lana Winters
Lana Winters, interpretata da Sarah Paulson, è una giornalista lesbica che viene fatta ricoverata da suor Jude al Briarcliff dopo che si è introdotta di nascosto per intervistare il serial killer Bloody Face. Fatta scappare da Thredson scopre che è lui Bloody Face. Violentata dall'uomo dà alla luce suo figlio nel 1965,ma lo dà in adozione. Pubblica un libro rivelazione sulla sua esperienza e – convinta da Kit – registra un reportage di denuncia sul Briarcliff e uno sull'operato del Dr. Arden. Nel 2013 rilascia un'intervista poi incontra il figlio e lo uccide.

#### Kit Walker
Kit Walker, interpretato da Evan Peters, è appena stato rinchiuso al Briarcliff perché accusato di essere il serial killer Bloody Face, ma lui si professa innocente e dice di essere stato rapito dagli alieni con la moglie Alma, una donna di colore. Cercherà in tutti i modi di scappare dal manicomio insieme a Grace, una ragazza conosciuta lì. È sposato con Alma.

#### Suor Mary Eunice McKee
Mary Eunice, interpretata da Lily Rabe, è una giovane suora ingenua e impacciata che lavora al Briarcliff come assistente di suor Jude, dalla quale è terrorizzata. Sarà proprio sua la purezza d'animo a renderla vittima di un demone che si impossesserà del suo corpo.

#### Grace Bertrand
Grace, interpretata da Lizzie Brocheré, è una paziente del Briarcliff reclusa per aver ucciso il padre che abusava di lei e la matrigna con un’ascia. Parla correntemente il francese. Ha un rapporto sessuale con Kit e viene rapita dagli alieni che le praticano un’isterectomia. Riportata sulla Terra moribonda viene salvata da Arden. Si sacrifica per salvare Kit,ma gli alieni la salvano e quando la riportano sulla Terra è incinta. Dà alla luce il figlio di Kit, Thomas. Nel 1965 viene liberata e va a vivere con Kit, Thomas, Alma e Julie ma nel 1967 viene uccisa da Alma con un’ascia perché teme che faccia tornare gli alieni.

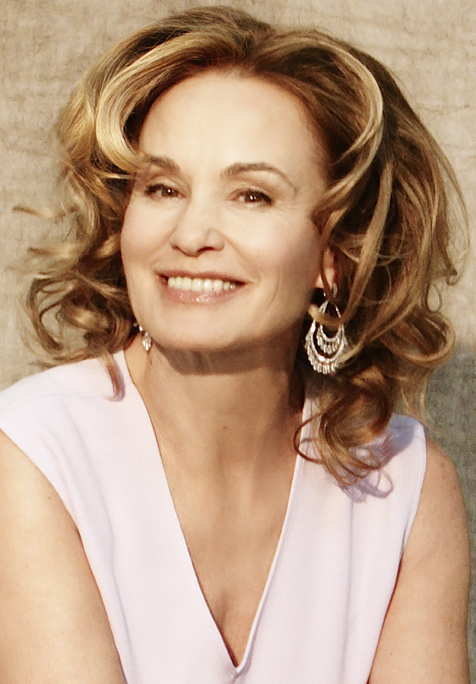
Jessica Lange interpreta
suor Jude

#### Dr. Arthur Arden
Arthur Arden, interpretato da James Cromwell, è un dottore del Briarcliff. Il suo vero nome è Hans Grupėr, medico nazista presso Auschwitz. Arden pratica sadici esperimenti segreti sui pazienti mescolando la sifilide con la tubercolosi al fine di curare quest'ultima. Si innamora di suor Mary Eunice,ma rimane vittima del demone che la possiede. Mutila e infetta Shelley. Si suicida buttandosi nel forno crematorio col cadavere di suor Mary Eunice.

#### Suor Jude Martin
Judy "Jude" Martin, interpretata da Jessica Lange, è la suora che dirige il Briarcliff. Sebbene sia rigida e severa, suor Jude ha un passato spregiudicato, fatto di eccessi e sregolatezze. Nel 1949, Judy si mette al volante ubriaca dopo essersi esibita come cantante e investe una ragazzina con un cappottino blu – Missy – e ciò l’ha condotta a prendere i voti. Sotto la sua tonaca indossa della provocante biancheria rossa. È segretamente innamorata di monsignor Howard.
Nel 1964 fa ricoverare con l’inganno Lana. Quando sospetta che Arden sia un nazista assume il cacciatore di nazisti Sam Goodman che però viene ucciso da Mary Eunice così Jude decide di suicidarsi,ma prima vuole scusarsi coi genitori della bambina che uccise e così scopre che è viva. Rinvigorita da quello che vede come un miracolo, Jude decide di liberare Mary Eunice dal demonio,ma la suora le aizza contro il killer Emerson. Per fortuna Jude ha la meglio sull’uomo,ma viene ricoverata al Briarcliff con l’accusa di aver ucciso Frank e di aver tentato di uccidere Emerson. Jude rimane al Briarcliff fino al 1970 quando Kit la fa dimettere e la porta a casa con sé dove i figli la guariscono dalla pazzia che anni di elettroshock le hanno indotto. Nel 1971 muore tranquilla e in pace dopo aver salutato Thomas, Julia e Kit.

### Personaggi ricorrenti

#### Pepper
Pepper, interpretata da Naomi Grossman, è una microcefala paziente del Briarcliff perché accusata di aver annegato Lucas, il figlio neonato della sorella, dopo avergli tagliato le orecchie – in realtà sono stati la sorella e suo marito. Viene rapita dagli alieni e quando riappare è guarita. Viene detto che è morta nel 1966.

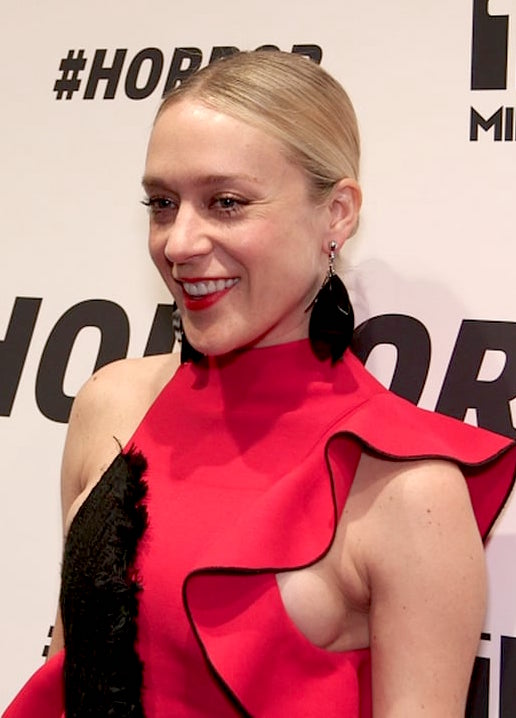
Chloë Sevigny interpreta Shelley

#### Shelley
Shelley, interpretata da Chloë Sevigny, è un paziente del Briarcliff affetta da ninfomania. Viene usata come cavia dal Dr. Arden che le amputa le gambe e le inocula la sifilide e la tubercolosi. Abbandonata da Mary Eunice in una scuola viene uccisa da Howard.

#### Shachath
Shachath, interpretata da Frances Conroy, è l’Angelo della Morte chiamato al Briarcliff dai degenti. Scoperto che Mary Eunice è posseduta chiede a monsignor Howard di liberarla. Nell’arco della vita di Jude le è apparsa tre volte: la prima quando vuole uccidersi dopo che il fidanzato la lasciò perché resa sterile da una malattia venerea contratta da lui stesso, la seconda quando vuole uccidersi per aver investito Missy e la terza nel 1964 quando viene cacciata da Briarcliff e trova Sam Goodman morto. Alla fine prende Jude nel 1971 quando muore di cancro. Nel 1964 prende l’anima di suor Mary Eunice e il demone che la possiede.

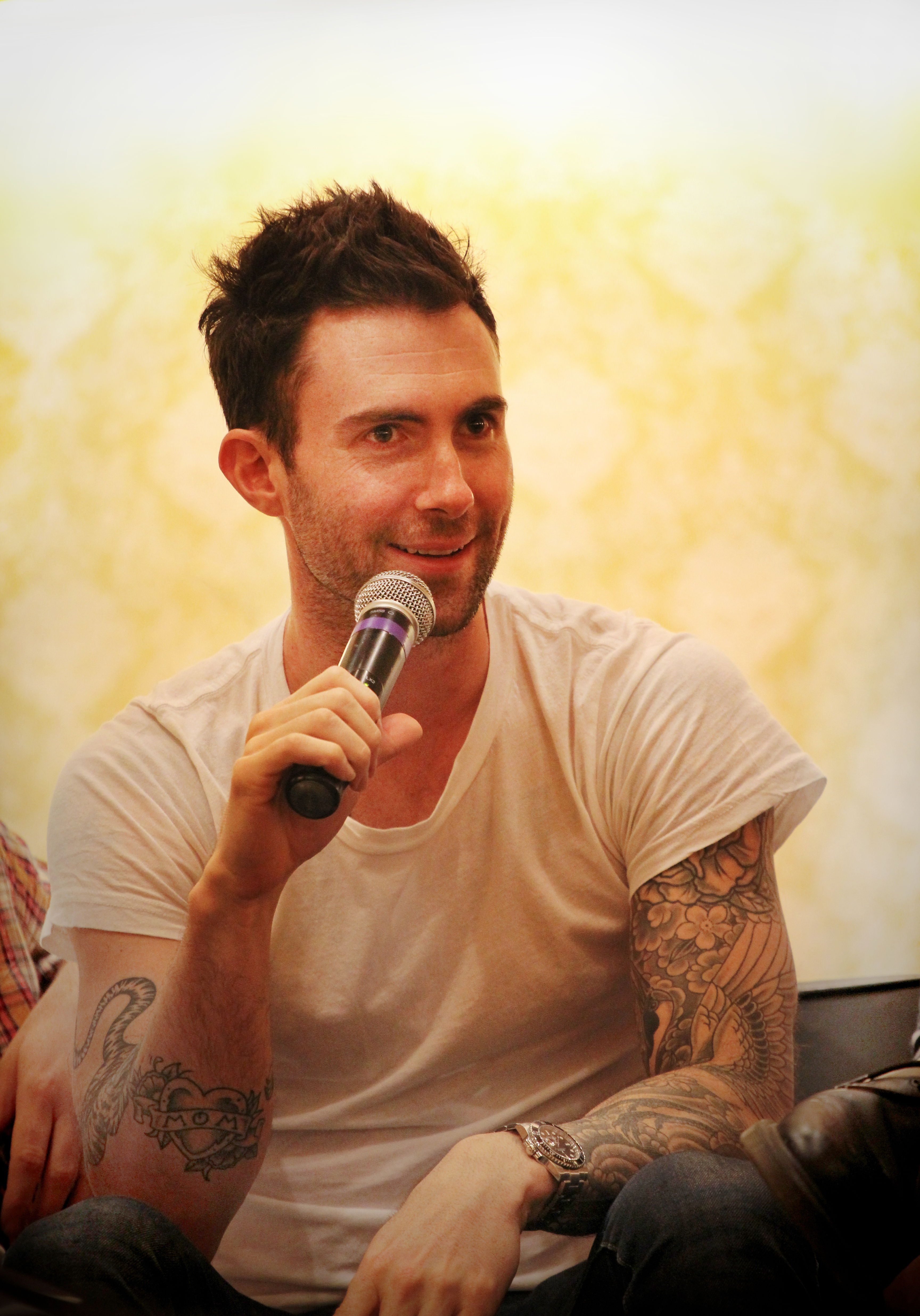
Adam Levine interpreta Leo

#### Leo e Teresa Morrison
Leo e Teresa, interpretati rispettivamente da Adam Levine e Jenna Dewan, sono una coppia di sposi in luna di miele. Entrano al Briarcliff nel 2012 e vengono aggrediti e uccisi rispettivamente dagli emulatori di Bloody Face e dal figlio di Bloody Face.

#### Wendy Peyser
Wendy, interpretata da Clea DuVall, è la compagna di Lana. Lavora come insegnante di scienze in una scuola elementare. Suor Jude la ricatta affinché faccia ricoverare Lana. Viene uccisa da Bloody Face.

#### Frank McCann
Frank, interpretato da Fredric Lehne, è il capo della sicurezza al Briarcliff. Spara a Kit, ma uccide Grace e ciò lo tormenta al punto da voler chiamare la polizia così sorella Mary Eunice lo uccide tagliandogli la gola.

#### Spivey
Spivey, interpretato da Mark Consuelos, è un paziente del Briarcliff con un atteggiamento particolarmente incline alla violenza.

#### Alma Walker
Alma, interpretata da Britne Oldford, è la moglie di Kit, che ha sposato in segreto perché di colore. Viene rapita dagli alieni e quando riappare ha avuto una figlia, Julia, da Kit. Nel 1967 uccide Grace perché teme attiri gli alieni e per questo viene rinchiusa al Briarcliff dove muore, presumibilmente d'infarto, nel 1968.

#### John "Johnny" Morgan
Johnny, interpretato da Dylan McDermott, è il figlio di Oliver Thredson e Lana Winters. Deciso a proseguire l'opera di Bloody Face, suo padre, seguendone il suo modus operandi entra al Briarcliff dove taglia un braccio a Leo, uccide i falsi Bloody Face e cerca di scuoiare Teresa. Johnny uccide anche una psichiatra e paga una prostituta che ha appena partorito per berne il latte materno. Nel 2013 ha un confronto con la madre che l'ha abbandonato e lei lo uccide.

#### Leigh Emerson
Leigh, interpretato da Ian McShane, viene rinchiuso al Briarcliff dopo aver ucciso nella notte di Natale del 1962 diciotto persone indossando un costume da Babbo Natale – da giovane, dopo essere stato arrestato per aver rubato del cibo, venne violentato da dei poliziotti la notte di Natale. Messo in isolamento da suor Jude, viene liberato nel 1964 da suor Mary Eunice che spera uccida Jude,ma è lei ad avere la meglio. Crocefigge monsignor Howard poi fugge da Briarcliff. Si dice abbia iniziato a uccidere le suore.

#### Madre Superiora Claudia
Claudia, interpretata da Barbara Tarbuck, è la madre superiora del convento in cui suor Jude ha preso i voti. Fa scappare Lana dal Briarcliff.

#### Charlotte Cohen Brown
Charlotte Cohen in Brown, interpretata da Franka Potente, è una donna ebrea che crede di essere Anna Frank e per questo viene rinchiusa al Briarcliff dove riconosce nel Dr. Arden il medico nazista Hans Grüper. Arden la sottopone a lobotomia trans-orbitale per farle perdere la memoria.

### Personaggi secondari
- Carl, interpretato da Mark Englehardt, è un infermiere del Briarcliff che riceve favori sessuali da Shelley.
- Daniel, interpretato da Casey Wyman, è un paziente del Briarcliff che Thredson usa per cercare di curare Lana.
- Sam, interpretato da Mark Margolis, è un cacciatore di nazisti che conferma a suor Jude che Arden è Hans Grüper. Viene ucciso da suor Mary Eunice.
- Missy Stone, interpretata da Chelsey Valentine da bambina e da Kristin Slaysman da adulta, è la ragazzina con il cappotto blu che Judy investì nel 1949.
- La Messicana, interpretata da Gloria Laino, è un'anziana ispanica ricoverata al Briarcliff. È la prima a capire che suor Mary Eunice è posseduta così la suora la uccide.
- Jed Potter, interpretato da Devon Graye, è un ragazzo posseduto portato al Briarcliff dai genitori. Sottoposto a esorcismo ricorda a Jude dell'incidente e a Oliver l'abbandono poi muore e il Demone entra in suor Mary Eunice.
- Padre Malachi, interpretato da John Aylward, è il prete paraplegico arrivato al Briarcliff per compiere l'esorcismo su Jed.
- Jenny Reynolds, interpretata da Nikki Hahn, è una bambina abbandonata dalla madre al Briarcliff perché ha ucciso un'altra bambina. Dopo aver parlato con sorella Mary Eunice posseduta, scappa e uccide la famiglia.
- Miles, interpretato da Tongayi Chirisa è un paziente del Briarcliff che soffre di allucinazioni uditive che lo indicono ad uccidersi. Si taglia i polsi e la sua anima viene presa dall'Angelo della Morte.
- Dr. Gardener, interpretata da Brooke Smith, è una psichiatra che prende in cura Johnny ma che lui uccide.
- Pandora, interpretata da Jill Marie Jones, è una prostituta che ha avuto da poco un bambino e che viene pagata da Johnny per bere il suo latte.
- Dr. Miranda Crump, interpretata da Robin Bartlett, è la direttrice del Briarcliff nel 1968 dopo che la Chiesa l’ha donato allo Stato. Spiega a Jude che Howard è stato promosso nel 1965 e che Pepper è morta nel 1966.
- prostituta, interpretata da Jenny Wade, arriva a casa del Dr. Arden per cena e viene pagata per vestirsi da suora ma scappa quando vede delle foto spaventose e cimeli nazisti.
- Jim Brown, interpretato da David Chisum, è il marito di Charlotte Cohen.
- April, interpretata da Camille Chen, è la giornalista che intervista Lana nel 2013.
- Marion, interpretata da Joan Severance, è la fidanzata di Lana nel 2013.
- Billy, interpretato da Joe Egender, è un conoscente di Kit che non accetta che stia con una donna di colore.

## Personaggi della terza stagione:Coven

### Personaggi principali

#### Cordelia "Delia" Foxx
Cordelia, interpretata da Sarah Paulson, è la strega che dirige la Miss Robichaux Academy for exceptional young ladies, una struttura che offre rifugio e istruzione a giovani streghe. È la figlia di Fiona Goode e la moglie di Hank Foxx. Avendo sempre vissuto nell'ombra di una madre anaffettiva e che la sminuiva di continuo, Cordelia è estremamente insicura. Sconvolta dall’aver scoperto che non può avere figli chiede aiuto alla magia di Marie ma la strega le nega il rito perché figlia di Fiona. Resa cieca dal padre del marito acquista la vista suprema e vede che la madre ha ucciso Madison. Guarita da Myrtle perde il nuovo potere così si acceca usando delle cesoie così vede la strage di streghe che Fiona sta per commettere e corre ai ripari. Delia aizza L’Uomo con l’accetta contro Fiona poi fa uccidere l’uomo e organizza le Sette Meraviglie per Misty, Zoe, Madison e Queenie. Dato che sembra essere Madison la prossima Suprema e ciò sarebbe una tragedia per la Congrega, Delia tenta anche lei il rito e scopre di essere la prossima Suprema. Il suo inferno è non avere il consenso della madre.

#### Kyle Spencer
Kyle, interpretato da Evan Peters, è un universitario di cui Zoe si innamora ma che rimane vittima di un incidente causato da Madison. Zoe e Madison lo riportano in vita ma non è più lo stesso finché Fiona lo cura. Uccide la madre che abusava di lui. Inizia una relazione a tre con Zoe e Madison. Uccide Madison perché, pur potendo, non ha riportato in vita Zoe.

#### Zoe Benson
Zoe, interpretata da Taissa Farmiga, è una vedova nera. Scopre di essere una strega quando uccide il suo ragazzo, Charlie, provocandogli un aneurisma cerebrale mentre ha un rapporto sessuale. Viene mandata all'Accademia da sua madre, Nora, che era a conoscenza della possibilità che Zoe fosse una strega come sua nonna. A New Orleans conosce e si innamora di Kyle che però viene ucciso così Zoe e Madison lo resuscitano. Muore mentre tenta le Sette Meraviglie e non riesce a resuscitarsi così si scopre che non è la prossima Suprema. Il suo inferno è essere lasciata da Kyle. Viene resuscitata da Cordelia e poi nominata membro del Consiglio della Stregoneria. 

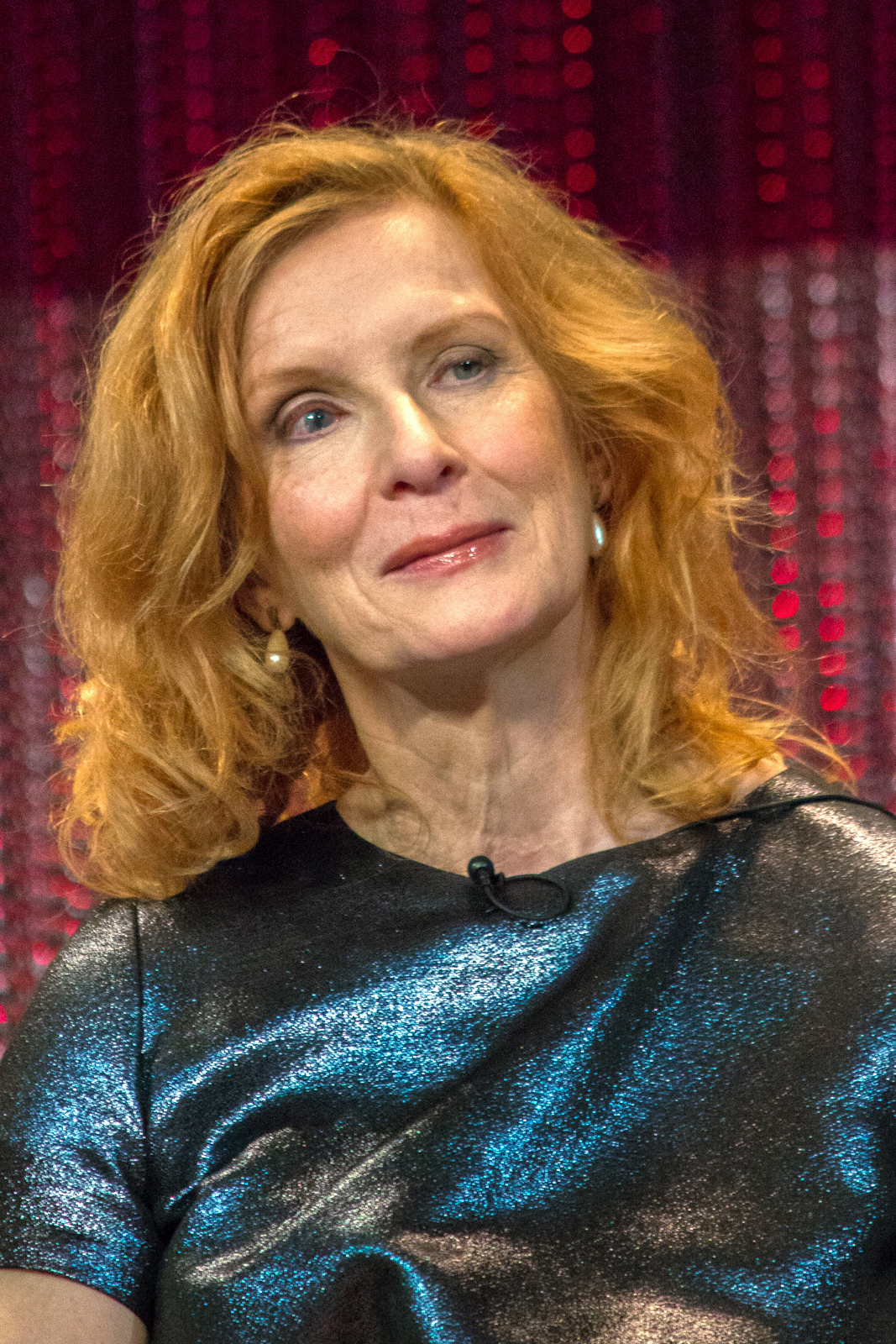
Frances Conroy interpreta Myrtle Snow

#### Myrtle Snow
Myrtle, interpretata da Frances Conroy e da Michelle Page (da giovane), è una strega eccentrica che è in grado di individuare le menzogne. In quanto membro del Consiglio della Stregoneria ha il compito di scovare le giovani streghe. Ha sempre creduto che Fiona avesse ucciso la precedente Suprema e l'accusa di aver ucciso anche Madison ma Fiona porta le prove che ha accecato Cordelia, così Myrtle viene bruciata sul rogo ma riportata in vita da Misty Day. Muore arsa sul rogo nuovamente per sua stessa scelta.

#### Misty Day
Misty, interpretata da Lily Rabe, è una strega dotata di poteri taumaturgici e di resurrezione. Viene bruciata dalla sua comunità ma risorge grazie ai suoi poteri. Misty è una donna molto sensibile e ingenua, vive tra le paludi e ha una vera e propria adorazione per Stevie Nicks, cantante dei Fleetwood Mac. Muore tentando le Sette Meraviglie bloccata nel suo inferno: uccidere una rana durante la lezione di scienze e riportarla in vita.

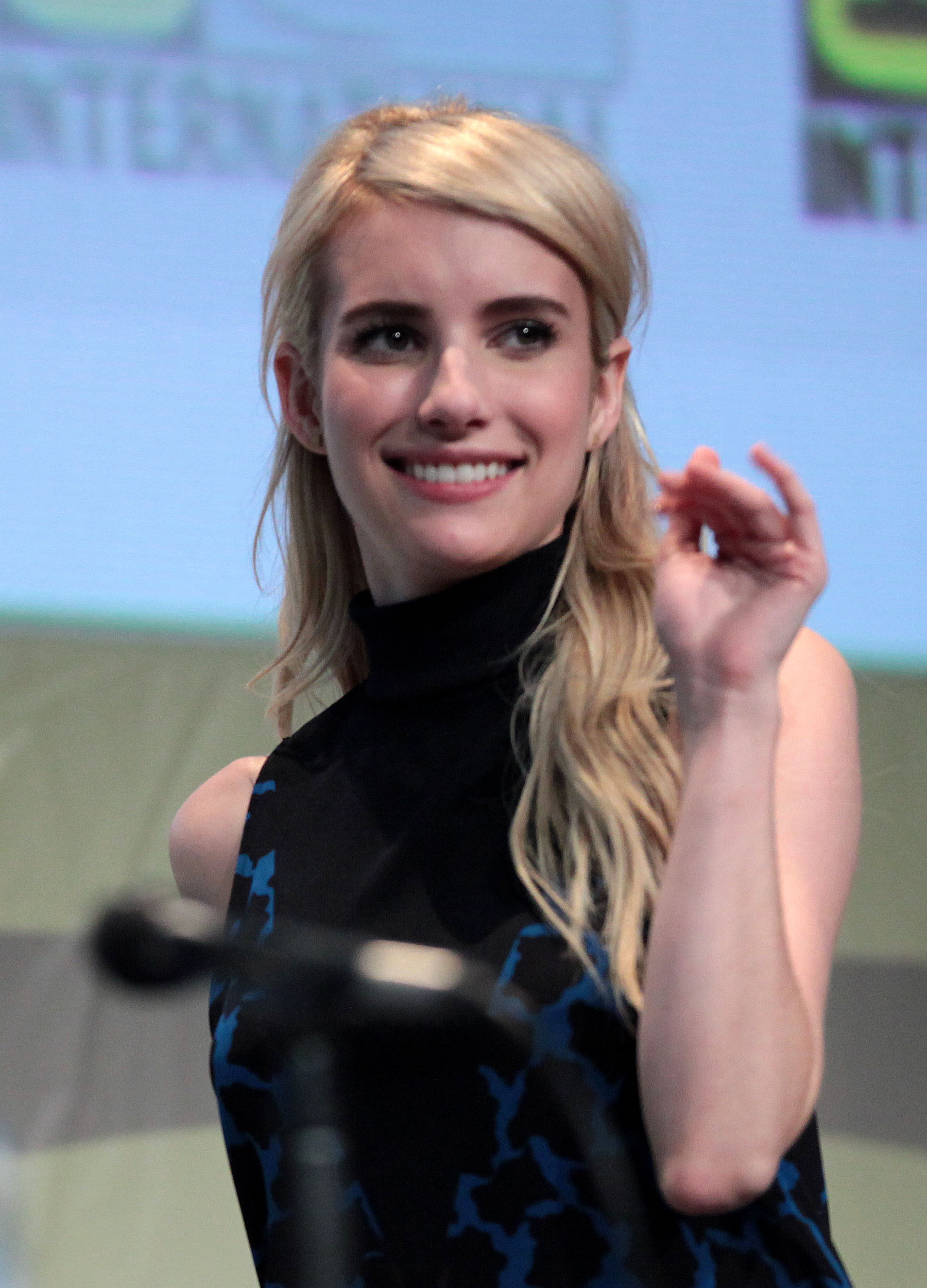
Emma Roberts interpreta
Madison Montgomery

#### Madison Montgomery
Madison, interpretata da Emma Roberts, è una giovane strega col potere della telecinesi che frequenta l'Accademia. È un'attrice che non si fa scrupoli ad usare le proprie capacità per fare male al prossimo. Viene uccisa da Fiona perché pensa sia la prossima Suprema, ma Misty Day la resuscita. Il suo inferno è non essere la protagonista di un film. Muore strangolata da Kyle perché, pur potendo, non ha salvato Zoe e Spalding occulta il suo cadavere.

#### Spalding
Spalding, interpretato da Denis O'Hare, è il maggiordomo al servizio dell'Accademia. Spalding è un uomo misterioso ed eccentrico che colleziona bambole di porcellana. Nel 1971 ha assistito all'omicidio della Suprema da parte di Fiona e quando Myrtle gli fece un incantesimo che l'avrebbe costretto a tradire Fiona lui si taglia la lingua così ora non può parlare. Muore ucciso da Zoe.

#### Delphine LaLaurie
Marie Delphine LaLaurie, interpretata da Kathy Bates, è una famosa serial killer realmente esistita nell'epoca coloniale a New Orleans. Delphine era una sadica che torturava e uccideva i suoi schiavi ed era tormentata dal fatto che il marito prediligesse donne molto più giovani e belle. Resa immortale e tumulata da Marie Laveau nel 1800 viene liberata nel 2013 da Fiona che le fa fare da serva all'Accademia. Queenie la uccide e lei si ritrova all’inferno: è rinchiusa in una gabbia e deve guardare Marie Laveau che tortura le sue figlie.

#### Fiona Goode
Fiona, interpretata da Jessica Lange e da Riley Voelkel (da giovane), è la Suprema della Congrega di streghe di New Orleans ed è la madre di Cordelia. È narcisista, manipolatrice, senza scrupoli e anaffettiva. Fiona sta morendo di cancro così torna all’Accademia alla ricerca della next Supreme che le sta succhiando la vita e scopre che ma.me Delphine LaLaurie è stata resa immortale dalla strega voodoo Marie Laveau ma la strega si rifiuta di aiutarla. Uccide Madison credendo che sia la next Supreme – così come da giovane uccise la precedente Suprema per prenderne il posto. Ha una relazione con The Axeman, l’unico uomo che ormai la guarda. Quando Marie le confessa che la sua immortalità deriva da un patto con Papa Legba, Fiona lo invoca ma dato che non ha un’anima da barattare uccide Nan ma la sua anima non è pura così l’accordo con Papa Legba sfuma. Dato che progetta di sterminare tutte le streghe della Congrega, Delia le aizza contro The Axeman che la uccide. In realtà Fiona ha finto la sua morte per prendere la next Supreme alla sorpresa ma scoperto che si tratta di sua figlia non la uccide. Fiona muore tra le braccia di Delia e si ritrova nel suo inferno: vive in una catapecchia puzzolente con The Axeman.

### Personaggi ricorrenti

#### Marie Laveau

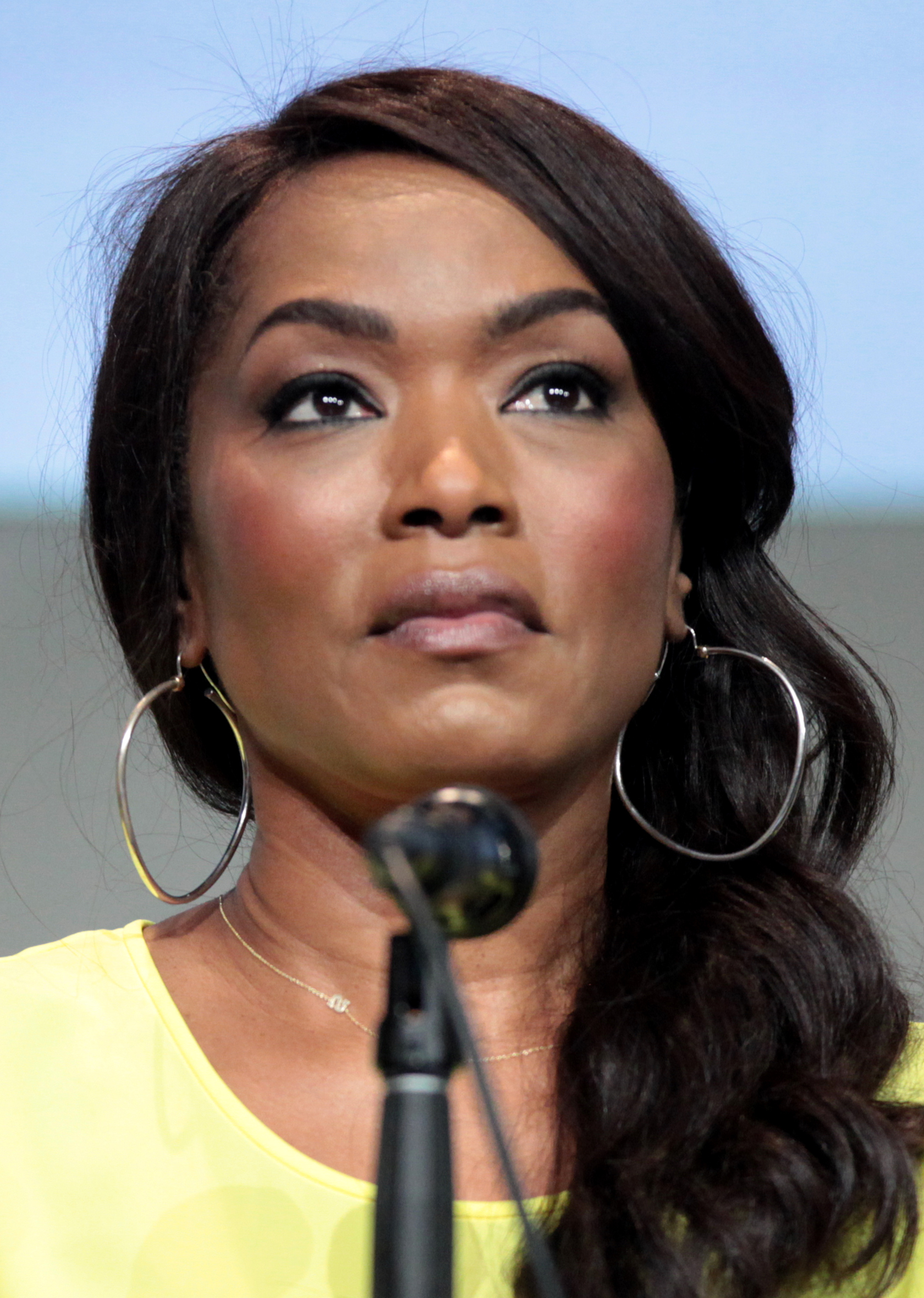
Angela Bassett interpreta
Marie Laveau

Marie, interpretata da Angela Bassett, è una strega voodoo che ha ottenuto l'immortalità da Papa Legba in cambio del suo primogenito e della sua anima. Nell'800 punì la sadica ma.me LaLaurie per aver ucciso uno dei suoi amanti rendendola immortale e seppellendola nella sua casa. Attualmente gestisce un salone di bellezza. Ha assunto il marito di Cordelia perché uccida le streghe della Congrega di Fiona ma lui invece stermina le streghe voodoo. Si allea con Fiona contro i Cacciatori di streghe. Viene cucinata da ma.me Delphine LaLaurie così Papa Legba la fa morire e lei si ritrova nel suo inferno: deve torturare le figlie di Delphine mentre lei la guarda.

#### Queenie
Queenie, interpretata da Gabourey Sidibe, è una bambola voodoo vivente che frequenta l'Accademia. Anche se è nera appartiene alla Congrega di Fiona e non a quella di Marie Laveau perché è una diretta discendente di Tituba, strega che nel XVII secolo insegnò alle streghe di Salem le arti sciamaniche africane. Uccide Hank e ma.me LaLaurie. Non supera le Seven Wonders perché non riesce a resuscitare Zoe – anche se aveva resuscitato Misty Day. Il suo inferno è lavorare in un fast food – lavoro che svolgeva a Detroit prima di arrivare all’Accademia.

#### Nan
Nan, interpretata da Jamie Brewer, è una strega con il potere della telepatia che frequenta l'Accademia. Nan si innamora del vicino Luke e quando la madre lo uccide Nan induce la donna a suicidarsi. Fiona e Marie l'affogano per dare la sua anima a Papa Legba come merce di scambio.

#### Joan Ramsey
Joan, interpretata da Patti LuPone, è la bigotta madre di Luke che si è appena trasferita accanto all'Accademia. La sua compulsione religiosa si ripercuote sul figlio, del quale è estremamente gelosa e che arriva a punire con lassativi e reclusioni perché ha fatto visita a Nan. Uccide il figlio in coma soffocandolo quando scopre da Nan che sa che uccise il marito traditore. Nan la induce al suicidio.

#### L'uomo con l'accetta
L'uomo con l'accetta (o The Axeman), interpretato da Danny Huston . L'uomo con l'accetta è un serial killer realmente esistito che ha perpetrato massacri a New Orleans nel 1919. Nel 1919 le streghe della Congrega lo attirano nell'Accademia dove lo uccidono. Il suo spirito rimane intrappolato nellAccademia. Nel 2013 viene rievocato e liberato da Zoe in cambio della locazione del cadavere di Madison. Diventa l'amante di Fiona. Dopo aver presumibilmente ucciso Fiona viene uccisa dalle giovani streghe della Congrega.

#### Papa Legba
Papa Legba, interpretato da Lance Reddick, è uno spirito voodoo dell'aldilà. In cambio della sua anima, del suo primo figlio e di un neonato ogni anno ha concesso la vita eterna a Marie Leveau. Rifiuta la vita eterna a Fiona perché questa non ha un'anima da dargli. Prende l'anima di Nan.

#### Hank Foxx
Hank, interpretato da Josh Hamilton, è il marito di Cordelia. Il suo vero nome è Henry Renard ed è un Cacciatore di streghe, proveniente da una stirpe di cacciatori, che si è infiltrato nell'Accademia con lo scopo di uccidere le streghe della Congrega, fingendo di lavorare per Marie Laveau, e le streghe voodoo. Dato che nel profondo Hank ama Cordelia decide di uccidere le streghe di Marie ma Queenie lo uccide prima che uccida Marie stessa.

### Personaggi secondari
- Luke Ramsey, interpretato da Alexander Dreymon, è un ragazzo che si è trasferito da poco vicino all'Accademia e diventa l'interesse amoroso di Nan. Viene ferito da Hank e ucciso dalla madre.
- Cecily Pembroke, interpretata da Robin Bartlett, è un membro del Consiglio della Stregoneria. Assieme a Quentin decide di giustiziare Myrtle. Myrtle da un suo occhio a Delia.
- Quentin Fleming, interpretato da Leslie Jordan, è un membro del Consiglio della Stregoneria. Assieme a Cecily decide di giustiziare Myrtle. Myrtle da un suo occhio a Delia.
- Anna-Lee Leighton, interpretata da Christine Ebersole, è stata la precedente Suprema. Firmò la tregua con Marie Laveau. Venne uccisa nel 1971 da Fiona.
- Harrison Renard, interpretato da Michael Cristofer, è il padre di Hank e titolare di una fittizia multinazionale finanzia che cela una società di cacciatori di streghe.
- Bastien/Minotauro, interpretato da Ameer Baraka, è lo schiavo ucciso da Delphine con una testa di toro per aver fatto sesso con una delle sue figlie. Viene resuscitato da Marie – che è la sua fidanzata – ma ha la testa di toro. Viene inviato da Marie a uccidere le streghe nel 2013 ma Fiona lo uccide e ne spedisce la testa a Marie.
- Chantal, interpretata da Dana Gourrier, è l'assistente di Marie e gestisce il suo salone di bellezza, e talvolta allestisce i rituali voodoo.
- Alicia Spencer, interpretata da Mare Winningham, è la madre di Kyle Spencer.
- Millie, interpretata da Grace Gummer, è una strega della Congrega che negli anni venti uccise The Axeman e intrappolò la sua anima nell'Accademia.
- Kaylee, interpretata da Alexandra Breckenridge, è una strega col potere della pirocinesi che rifiuta l'opportunità offerta da Cordelia di unirsi alla Congrega in quanto vuole vivere una vita quanto più normale possibile. Viene sedotta e uccisa da Hank.
- Stevie Nicks, interpretata da sé stessa, è una cantante famosa e una strega bianca.
- Marie Delphine “Borquita” Lopez, interpretata da Jennifer Lynn Warren, è la prima figlia di Delphine avuta dal primo marito. Delphine la ricorda come una ragazza brutta e dimessa. Viene uccisa da Marie Laveau. Appare come zombie la notte di Halloween 2013.
- Marie Luoise Jeanne LaLaurie, interpretata da Raeden Greer, è la seconda figlia di Delphine avuta dal secondo marito, Louis. Viene uccisa da Marie Laveau. Appare come zombie la notte di Halloween 2013.
- Marie Luoise Pauline LaLaurie, interpretata da Ashlynn Ross, è la terza figlia di Delphine avuta dal secondo marito, Louis. ha un rapporto sessuale con lo schiavo Bastien che per questo verrà punito. Viene uccisa da Marie Laveau. Appare come zombie la notte di Halloween 2013.
- Louis LaLaurie, interpretato da Scott Jefferson, è il secondo marito di Delphine e padre di Jeanne e Pauline. Ama intrattenersi con le schiave.
- Archibald "Archie" Brener, interpretato da Grey Damon, è uno degli stupratori di Madison. Rimane ferito nell’incidente e viene ucciso da Zoe.
- Dr. David Zhong, interpretato da Ian Anthony Dale, è lo scienziato che Fiona paga per creare l’elisir della giovinezza ma che viene ucciso dalla donna perché ha fallito.
- Helen, interpretata da Lyndsay Kimball, è una giovane strega che schernisce la piccola Fiona.
- Cora, interpretata da Tonea Stewart, è la madre del ragazzino ucciso e vendicato da Marie Laveau.
- Winifred, interpretata da Molly Conarro, è una delle streghe della Congrega che nel 1919 uccise The Axeman.
- Charles "Charlie" Taylor, interpretato da Kurt Krause, è il fidanzato di Zoe che lei uccide con un rapporto sessuale.
- Det. Sanchez, interpretato da Lance E. Nichols, è il detective che indaga sull'incidente d'autobus causato da Madison.
- David, interpretato da Mike Colter, è la guardia del corpo di Harrison Renard.
- Chinwe, interpretato da Philip Fornah
- Gummy, interpretato da Darcel Moreno

## Personaggi della quarta stagione:Freak Show

### Personaggi principali

#### Bette e Dot Tattler
Elizabeth “Bette” e Dorothy “Dot” Tattler, interpretate da Sarah Paulson, sono gemelle siamesi che si uniscono al Freak Show di Elsa per scampare all'accusa di aver ucciso la madre che le ha tenute rinchiuse per tutta la vita – in realtà è stata solo Bette. Bette e Dot hanno personalità opposte: Bette è solare, curiosa e ingenua mentre Dot è diffidente, irascibile e molto sveglia. Dot si innamora subito di Jimmy mentre Bette di Dandy. Elsa le vende a i Mott ma quando Jimmy va a prenderle loro tornano al circo. Vengono nascoste da Ethel che ha sentito Elsa e Stanley progettare il loro omicidio ma la donna le ritrova. Stanley promette loro di dividerle – in realtà vuole ucciderle e venderle al museo – ma loro cambiano idea e tornano al circo dove iniziano una relazione con Chester che interrompono quando Dandy dice loro che ha ucciso la moglie. Vengono rapite da Dandy che sposa Bette ma poi lo narcotizzano e insieme a Desiree e Jimmy lo uccidono. Nel 1960 Dot sta con Jimmy dal quale lei e Bette aspettano almeno una figlia.

#### Jimmy Darling
Jimmy Darling, interpretato da Evan Peters, è un'attrazione del Freak Show di Elsa nota come il ragazzo aragosta a causa di una malformazione congenita alle mani, che sono molto simili a delle chele. Arrotonda gli introiti dando piacere a delle donne borghesi usando le mani. Riporta al circo le gemelle, suscitando l’ira di Dandy che, per vendetta, uccide le donne a cui Jimmy dà piacere facendo poi ricadere la colpa su di lui. In prigione riceve la visita di Stanley che gli propone di “dargli” una mano per pagare un avvocato ma poi l’uomo gliele taglia entrambe e lo lascia in prigione. Fatto evadere da Dell ed Eve, Elsa chiama Massimo Dolcefino in modo che gli faccia delle protesi. Si innamora di Maggie ma la lascia quando scopre che era in combutta con Stanley. Uccide Dandy con Desiree e le gemelle. Nel 1960 sta con Dot e da lei e Bette aspetta almeno una figlia.

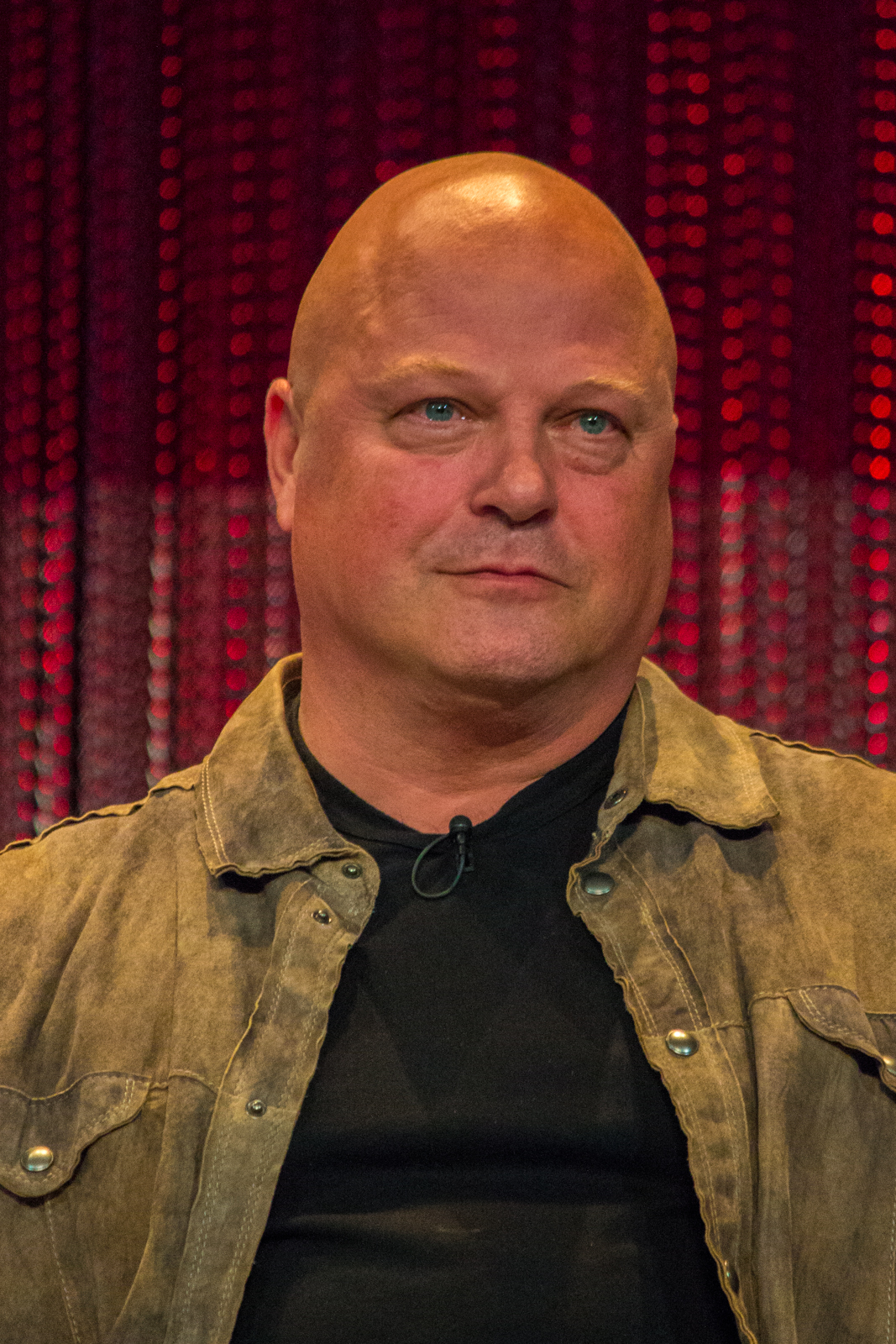
Michael Chiklis interpreta Dell Toledo

#### Dell Toledo
Dell, interpretato da Michael Chiklis, si unisce al Freak Show di Elsa nel 1952 dopo aver lasciato Chicago con la moglie Desiree. È un'attrazione nota come l'uomo forzuto per le sue abnormi doti ginniche. È il padre di Jimmy avuto con Ethel. È da lui che Jimmy ha ereditato le mani. È gay e, per non farlo sapere, uccide Ma Petite, ricattato da Stanley. Tenta il suicidio ma Desiree lo salva. Viene ucciso da Elsa.

#### Gloria Mott
Gloria Mott, interpretata da Frances Conroy, è la madre di Dandy. È una donna colta ed elegante ma emotivamente instabile. Dà la colpa della malattia mentale del figlio all'endogamia (l'unione tra consanguinei) che per decenni è stata perpetrata nella sua famiglia e da lei stessa – il padre di Dandy era suo cugino e anche lui era schizofrenico. Viene uccisa da Dandy.

#### Stanley
Stanley, interpretato da Denis O'Hare, è un truffatore complice di Maggie. Gay. È un freak anche lui, infatti è superdotato. Col nome di Richard Spencer si finge impresario televisivo e propone a Elsa di uccidere le gemelle. Minaccia Dell. Taglia le mani a Jimmy. Scoperto dai freaks viene mutilato ma prima di soccombere rivela che è stata Elsa a uccidere Ethel.

#### Maggie Esmerelda
Maggie Esmerelda, interpretata da Emma Roberts, è una truffatrice complice di Stanley. Si infiltra nel Freak Show di Elsa fingendosi indovina per aiutare Stanley a ottenere un freak da vendere. Si innamora di Jimmy e tradisce Stanley. Viene uccisa da Chester che la sega a metà.

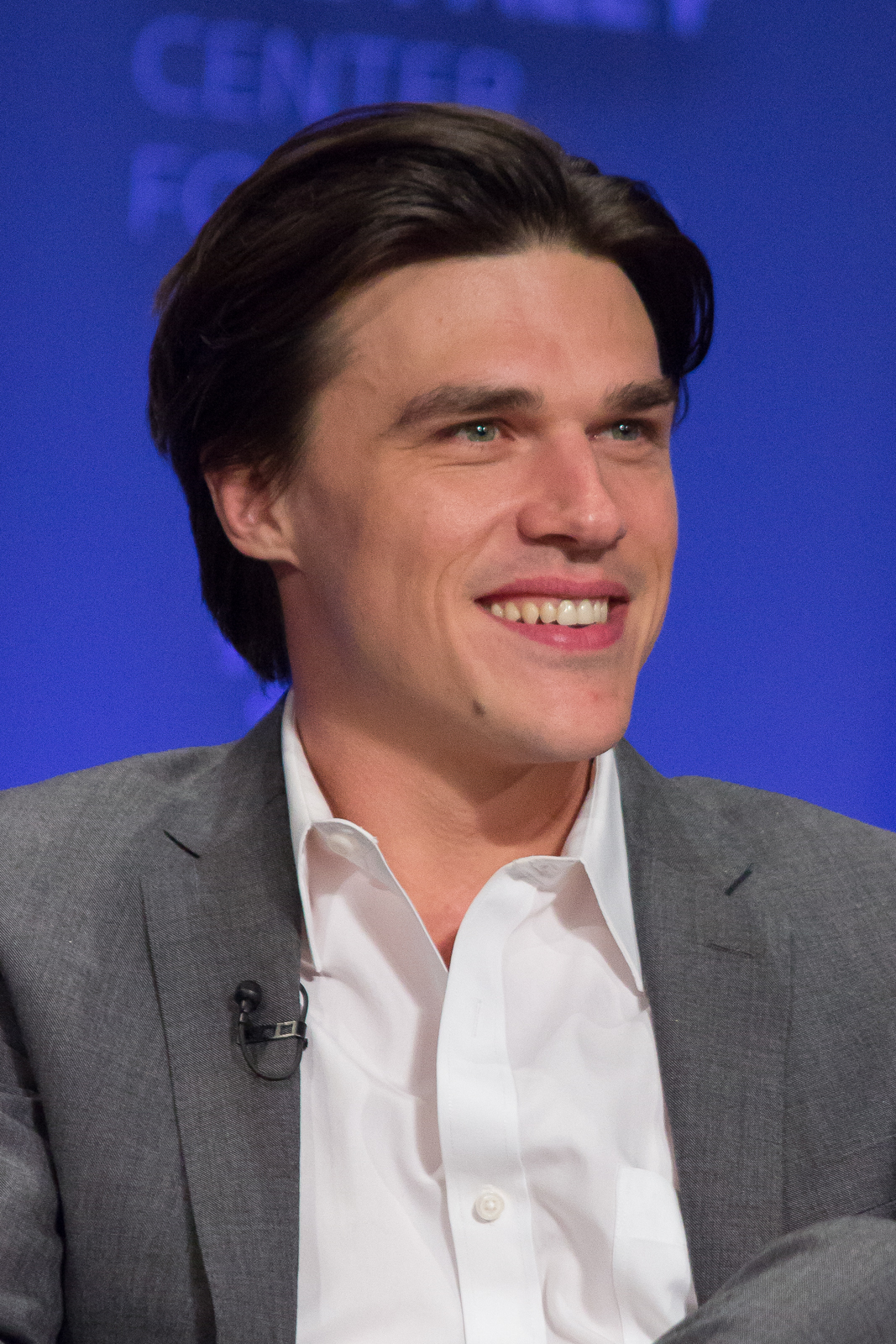
Finn Wittrock interpreta
Dandy Mott

#### Dandy Mott
Dandy Mott, interpretato da Finn Wittrock, è il figlio di Gloria Mott e del suo psicopatico cugino di secondo grado. Viziato e collerico, sogna di diventare una star del cinema, ma la madre glielo proibisce. A causa della sua indole schizofrenica, che fin dall'infanzia ha fatto di Dandy un soggetto estremamente pericoloso, si unisce a Twisty nei suoi crimini. Uccide Dora, la madre e una rappresentante Avon. Fa uccidere la figlia della domestica perché vuole indagare sulla scomparsa della madre. Compra il Freak Show da Elsa e uccide tutte le attrazioni – tranne Jimmy e Desiree – poi rapisce le gemelle. Sposa Bette ma le gemelle lo narcotizzano e aiutate da Jimmy e Desiree lo affogano nella vasca di Houdini.

#### Desiree Dupree
Desiree Dupree, interpretata da Angela Bassett, (nata Derek) si unisce al Freak Show di Elsa nel 1952 dopo aver lasciato Chicago con il marito Dell. È un'attrazione nota come la donna con tre seni. Creduta un maschio alla nascita e battezzata Derek, pensa di avere sia gli organi sessuali maschili che femminili ma in realtà ha solo un enorme clitoride. Lascia Dell quando scopre che ha abbandonato il figlio. Nel 1960 ha sposato Angus e hanno avuto due figli.

#### Ethel Darling
Ethel Darling, interpretata da Kathy Bates, è un'attrazione del Freak Show di Elsa nota come la donna barbuta per il suo considerevole irsutismo facciale. È la madre di Jimmy, avuto con Dell. In gioventù è stata membro di una compagnia teatrale comica finché non ha conosciuto Dell che l'ha indirizza verso il teatro drammatico portandolo al fiasco. La coppia visse per molto tempo di stenti culminata con la mercificazione della nascita di Jimmy. Dopo l'ennesimo comportamento violento di Dell, questa volta a danno di Jimmy, Ethel lo lascia. Sta per morire di cirrosi epatica. Scoperto che Elsa e Stanley progettano l’omicidio delle gemelle cerca di uccidere Elsa ma è lei a ucciderla lanciandole un coltello in un occhio.

#### Elsa Mars
Elsa Mars, interpretata da Jessica Lange, è la titolare del Freak Show. Elsa è una tedesca rifugiatasi negli Stati Uniti ai tempi della Seconda guerra mondiale. È una donna egoista, narcisista e spietata che per tutta la sua vita ha cercato di diventare famosa ma senza fortuna (a suo dire per colpa di Marlene Dietrich). Negli anni ’30 era una famosa dominatrice in Germania poi diventata pornostar ma durante uno snuff movie il nazista Hans Grüper le fa tagliare le gambe e Massimo Dolcefino le costruisce delle protesi. Elsa è spesso crudele coi suoi dipendenti, anche se poi dice di amarli come figli. È solita esibirsi come protagonista assoluta del suo show, finendo però spesso derisa per la sua età. Quando Stanley propone sia a lei che alle gemelle uno show Tv decide di vendere le ragazze ai Mott ma Jimmy le riporta al circo così con l’uomo progetta di ucciderle ma Ethel la sente e le spara a una gamba. Alla fine è Elsa a uccidere Ethel, per poi inscenare un suicidio. Convinta di stare per andare a Hollywood, Elsa porta Pepper dalla sorella segnandone il destino fatto di un duro ricovero al manicomio Briarcliff (vedi American Horror Story: Asylum). Quando scopre che Dell ha ucciso la sua adorata Ma Petite gli spara poi lascia che i freak mutilino Stanley che però l'accusa di essere l’assassina di Ethel. Le gemelle avvisano Elsa che i freaks vogliono ucciderla così lei fugge ma prima vende il circo a Dandy. Nel 1960 è una star con una stella sulla Hollywood Walk of Fame ma, scoperto che il suo snuff movie sta per uscire e che i suoi freaks sono morti, si esibisce ad Halloween ed Edward Mordake la uccide, ma non la prende. Elsa si ritrova nel suo circo con i suoi freaks.

### Personaggi ricorrenti

#### Twisty il Clown
Twisty, interpretato da John Carroll Lynch, è un serial killer psicopatico che ha sequestrato a Jupiter una ragazza e un ragazzino dopo aver ucciso il fidanzato della ragazza e i genitori del bambino. In passato, Twisty era un brav'uomo, ritardato a causa di una caduta causatagli dalla madre ubriaca, che esercitava il mestiere del clown. Twisty adorava i bambini ma i suoi colleghi nani mettono in giro la voce che sia un pedofilo e Twisty si dedica alla costruzione di giocattoli, ma è un fallimento così tenta il suicidio. L'uomo sopravvisse ma rimane orribilmente sfigurato. Accusato da Edward Mordake di essere un assassino si giustifica dicendo di aver liberato i bambini così la seconda faccia demonica lo uccide.

#### Pepper
Pepper, interpretata da Naomi Grossman, è una microcefala. Fu la prima ad entrare nel Freak Show di Elsa che la trovò in un orfanotrofio. Quando il marito Salty muore di ictus Elsa la riporta dalla sorella Rita che nei primi anni ’60 la fa rinchiudere nel manicomio di Briarcliff (vedi American Horror Story: Asylum) accusandola dell'omicidio del figlio Lucas.

#### Edward Mordrake
Edward Mordrake o Mordake, interpretato da Wes Bentley, è un nobiluomo vissuto nell'800 che era nato con una seconda faccia sulla nuca. Fu così che Edward cercò il suo posta in un freak show ma un Halloween la sua seconda faccia lo istigò a uccidere gli altri circensi poi si impiccò in carcere. Il suo spirito appare ogni volta che un freak si esibisce ad Halloween e prende con sé un freak malvagio. Nel 1952, evocato da Elsa, prende l’anima di Twisty il clown. Nel 1960, sempre evocato da Elsa, uccide proprio la donna ma non la prende con sé perché il suo è un suicidio.

#### Regina Ross
Regina, interpretata da Gabourey Sidibe, è la figlia di Dora, la domestica dei Mott. Quando la madre scompare fa visita ai Mott con un agente che, pagato da Dandy, la uccide.

#### Eve
Eve, interpretata da Erika Ervin, è un'attrazione del Freak Show di Elsa nota come l'amazzone per la sua altezza. È una donna di indole gentile ed è molto protettiva verso la compagnia, soprattutto verso Jimmy e Ma Petite. Fa evadere Jimmy. Viene uccisa da Dandy.

#### Suzi
Suzi, interpretata da Rose Siggins, è un'attrazione del Freak Show di Elsa conosciuta come la senzagambe. Le furono amputate le gambe all'età di due anni a causa di una malattia e che e per questo fu abbandonata dai genitori. Durante la Grande Depressione si ritrovò per strada e uccise un uomo perché invidiosa delle sue gambe. Viene uccisa da Dandy.

#### Paul
Paul, interpretato da Mat Fraser, è un'attrazione del Freak Show di Elsa noto come l'uomo foca perché affetto da focomelia. Si è fatto ricoprire il corpo di tatuaggi ma non il volto perché bello. È l’amante di Elsa ma s’innamora di Penny così lei lo ferisce sulla ruota. Viene ucciso da Dandy.

#### Ma Petite
Ma Petite, interpretata da Jyoti Amge, è un'attrazione del Freak Show di Elsa. È una donna indiana di piccolissima statura che venne venduta a Elsa da un maharajah in cambio di tre casse di Dr Pepper. È la più amata della compagnia. Viene uccisa da Dell e Il suo corpo venduto da Stanley al museo.

#### Penny
Penny, interpretata da Grace Gummer, è un'infermiera attratta al circo da Elsa dove conosce e si innamora di Paul. Il padre le si oppone perché vuole difendere la reputazione della famiglia e la lascia andare solo dopo averle fatto tatuare il viso come una pelle di lucertola. Penny diventa un'attrazione del Freak Show di Elsa nota come la donna lucertola. Medita di uccidere il padre con Desiree, Suzi ed Eve ma Maggie le fa cambiare idea. Viene uccisa da Dandy.

#### Lillian Hemmings
Lillian, interpretata da Celia Weston, è la direttrice dell'American Morbidity Museum di Philadelphia. Viene uccisa da Desiree perché connivente con Stanley e Maggie.

#### Massimo Dolcefino
Massimo, interpretato da Danny Huston è un esperto di effetti speciali cinematografici italiano che durante la seconda guerra mondiale conosce Elsa e per la quale crea delle protesi alle sue gambe. Deciso a vendicare la donna che ama viene rapito e torturato da Hans Grüper. Liberato fugge negli USA dove nel 1952 crea delle protesi per le mani a Jimmy. Nel 1960 – dopo essere stato in Nevada – confessa a Elsa di essere affetto da una malattia mortale.

#### Marjorie
Marjorie, interpretata da Jamie Brewer, è la marionetta di legno di Chester Crebb ma che nella mente distorta dell’uomo è una donna reale e molto perfida che lo incita a uccidere chiunque arrechi un torto all'uomo.

#### Chester Creb

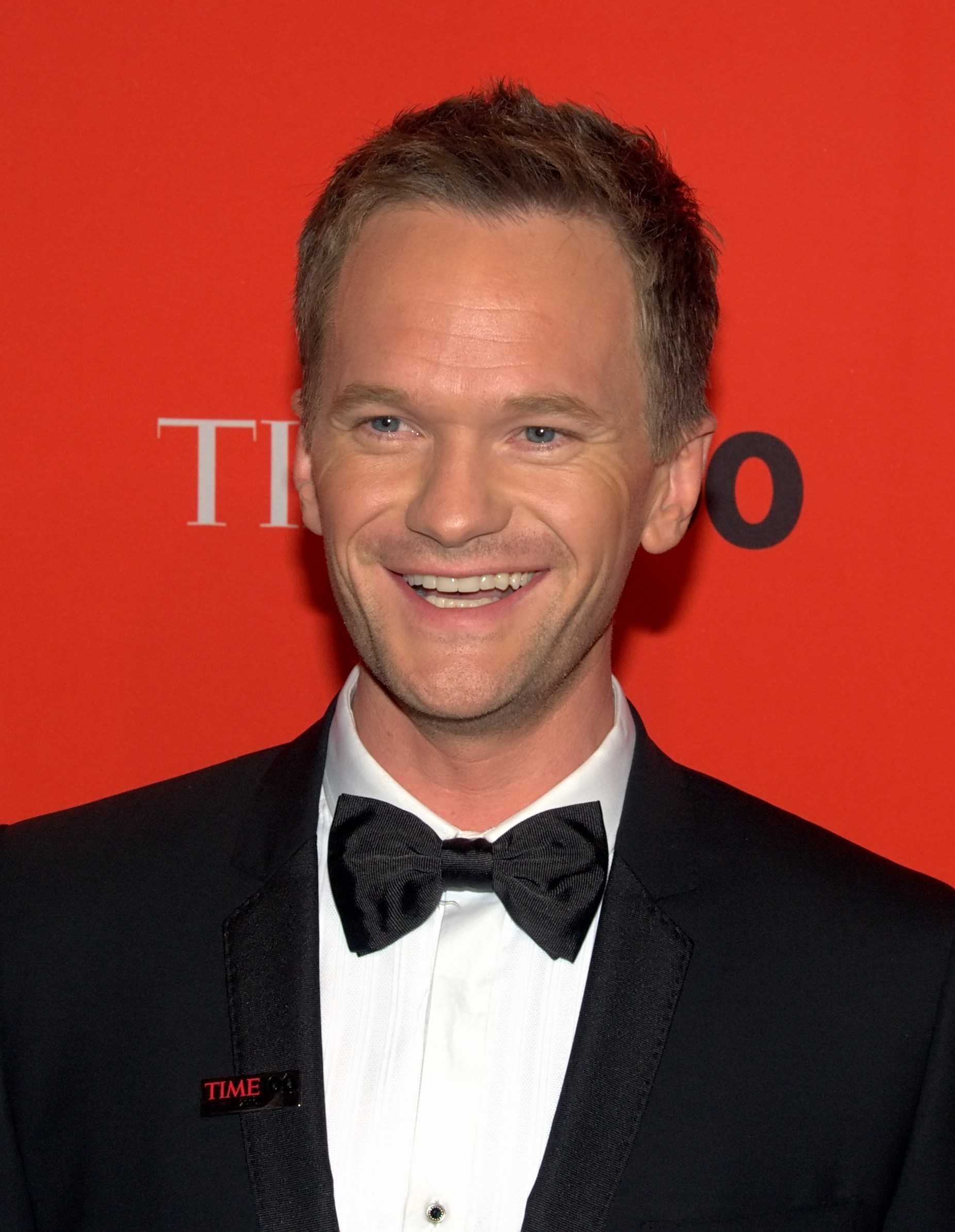
Neil Patrick Harris interpreta Chester Creb

Chester Creb, interpretato da Neil Patrick Harris, è un illusionista e ventriloquo con problemi psichici causati dalla guerra. È infatti ossessionato dalla sua marionetta, Marjorie, che immagina come una persona vere e che incolpa dell'omicidio della moglie e della amante della donna. Unitosi al Freak Show di Elsa nel 1952 ha una storia con Bette e Dott. Uccide Maggie segandola in due. Accoltella la sua marionetta e, convinto di averla uccisa, si costituisce alla polizia.

### Personaggi secondari
- Dora Ross, interpretata da Patti LaBelle, è la domestica dei Mott. È l'unica a tenere testa a Dandy che però alla fine la uccide. Ha una figlia, Regina.
- Bonnie, interpretata da Skyler Samuels, è stata prigioniera di Twisty ma, grazie all'aiuto di Jimmy e Maggie, riesce a scappare.
- Salty, interpretato da Christopher Neiman, è un freak affetto da microcefalia e il marito di Pepper. Muore di ictus.
- Barbara, interpretata da Chrissy Metz è una freak conosciuta col nome d'arte di Ima Wiggles o la donna cannone. Gravemente obesa, viene assunta da Elsa dopo la morte di Ethel per dare un supporto morale a Jimmy, del quale poi diventerà amante
- Andy, interpretato da Matt Bomer, è un ragazzo gay che si prostituisce in un locale di Jupiter. Diventa l’amante di Dell. Viene ucciso da Dandy.
- Meep, interpretato da Ben Woolf, è un freak che si diletta a decapitare a morsi i polli. Viene ucciso in prigione.
- Toulouse, interpretato da Drew Rin Varick, è un nano del circo di Elsa.
- Mary Eunice, interpretata da Lily Rabe, è una giovane suora che lavora al Briarcliff, il manicomio in cui viene rinchiusa Pepper negli anni ‘60.
- Rita Gayheart, interpretata da Mare Winningham, è la sorella di Pepper. Snaturata e alcolizzata. Quando mette al mondo un bambino deforme, Luke, col marito uccide il figlio e incolpa la povera Pepper.
- Larry, interpretato da Matthew Glave, è il marito di Rita e cognato di Pepper. Violento e ottuso. Quando la moglie mette al mondo un bambino deforme, Luke, uccide il figlio e incolpa la povera Pepper.
- Angus T. Jefferson, interpretato da Malcolm-Jamal Warner, è lo spasimante de Desiree. Nel 1960 lui e Desiree sono sposati e hanno due figli.
- Lucy Creb, interpretata da Shauna Rappold, è la moglie di Chester. Uccisa dal marito.
- Det. Jack Colquitt, interpretato da P.J. Marshall, è l’agente che Regina chiama per indagare sulla morte della madre e che la uccide.
- Corey Bachman, interpretato da Major Dodson, è il bambino rapito da Twisty.
- Vince, interpretato da Lee Tergesen, è il padre di Penny che la fa tatuare. Rischia di essere ucciso da Penny, Desiree, Suzy ed Eve.
- Dr. Bonham, interpretato da Jerry Leggio, è il medico che cura Ethel. Si offre di operare Desiree ma Dell gli rompe le mani.

## Personaggi della Quinta Stagione:Hotel

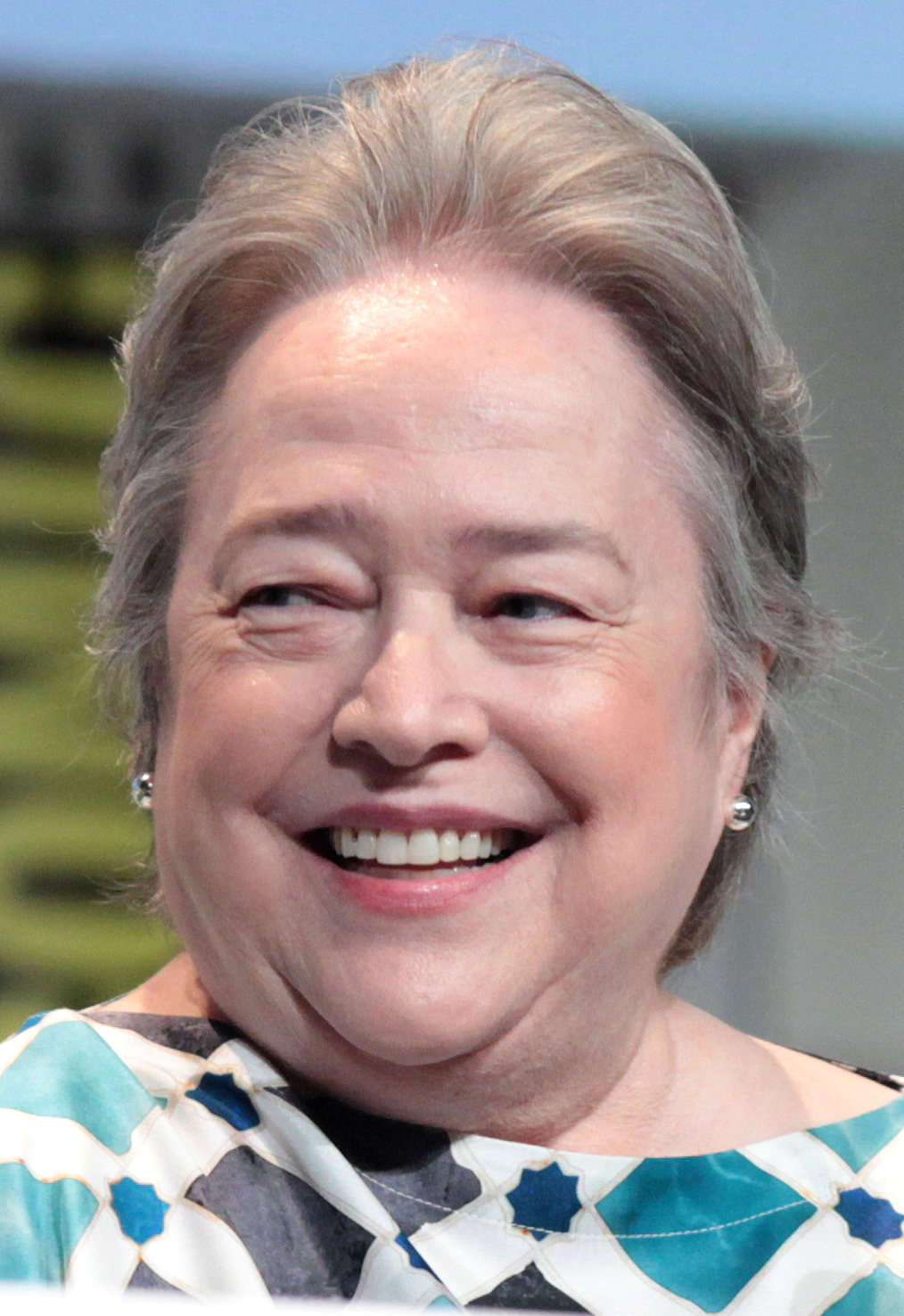
Kathy Bates interpreta Iris

### Personaggi principali

#### Det. John Lowe
John, interpretato da Wes Bentley, è un detective del dipartimento di polizia di Los Angeles squadra omicidi che lavora al caso di un serial killer che si suppone risiedere presso l'Hotel Cortez. È un uomo molto provato dalla tensione che si è creata nella sua famiglia dopo la scomparsa del figlio maggiore Holden, del quale sono ignote le sorti. Spinto da Mr. March diventa il killer dei dieci comandamenti.

#### Alex Lowe
Alex, Interpretata da Chloë Sevigny, è la moglie del detective Lowe. Alex è un medico pediatra che in seguito alla scomparsa del figlio Holden si chiude in sé stessa è ciò causa ripercussioni sul suo matrimonio. Quando scopre che Holden è stato infettato e vive all'Hotel Cortez si fa infettare anche lei.

#### Sally McKenna
Sally, interpretata da Sarah Paulson, nota anche come Hipodermic Sally, è una tossicodipendente che risiede all'Hotel Cortez ed è solita a tormentare la clientela. Di natura molto volubile, è spesso in disputa con Iris in quanto la reputa ipocrita e sadica, oltre ad essere responsabile della propria morte. Nel 1994 fu uccisa da Iris che la spinse giù dal 6º piano dell'Hotel in cui ora è intrappolata.

#### Mr. James Patrick March
James Patrick March, interpretato da Evan Peters, è il costruttore dell'albergo. Era un uomo di umili natali arricchitosi con l'industria mineraria che nel 1925 costruì l'Hotel Cortez. Tale edificio fu progettato appositamente affinché James potesse dilettarsi a uccidere le sue vittime senza che potesse essere scoperto, ma tuttavia un giorno le autorità di Los Angeles vengono a capo dei suoi massacri e costringono l'uomo a suicidarsi insieme a Miss Evers, la sua complice, per sottrarsi all'arresto. È il marito della Contessa ed è lui a iniziare il progetto del killer dei dieci comandamenti.

#### Donovan
Donovan, interpretato da Matt Bomer, è il figlio di Iris e l'amante de La Contessa che l'ha infettato nel 1994 quando stava per morire di overdose dopo aver assunto un potente tipo di eroina comprata da Sally.

#### Liz Taylor
Liz, interpretato da Denis O'Hare, è una transgender nata col nome di Nicholas “Nick” Pryor che dal 1984 lavora come barista e receptionist all'Hotel Cortez. È spesso sgarbata con la clientela e sovente si intromette nelle loro questioni. Si innamora di Tristan ma questi viene ucciso dalla Contessa perché non concede loro di vivere la loro storia.

#### Will Drake
Will, interpretato da Cheyenne Jackson, è uno stilista newyorkese di successo che diviene il nuovo proprietario dell'Hotel Cortez. Reduce di un passato di alcol e sregolatezze, Will decide di voltare pagina e condurre una vita tranquilla per il bene del figlio Lachlan. Sposa la Contessa la quale, con la complicità di Mr. March, lo fa murare vivo e in seguito viene ucciso da Ramona, anch'essa intrappolata.

#### Ramona Royale
Ramona, interpretata da Angela Bassett, è un'attrice di film di serie B. Fu infettata da La Contessa nel 1977 ma poi le due si divisero e divennero acerrima nemica.

#### Iris
Iris, interpretata da Kathy Bates, è la receptionist del turno di giorno dell'Hotel Cortez. È una donna spesso insofferente e melliflua che gestisce l'albergo in vece di Elizabeth sotto ogni aspetto. Si reputa di rigorosi principi e non sopporta in alcun modo i tossicodipendenti o le persone immorali. È la madre di Donovan, amante della Contessa, che la disprezza. Nel 1994 è lei a causare la morte di Sally spingendola giù da una finestra dell'hotel Cortez dopo che lei ha causato la morte per overdose di Donovan. Si suiciderà dopo che Donovan andrà via dall'hotel ma lo stesso le trasmetterà il virus.

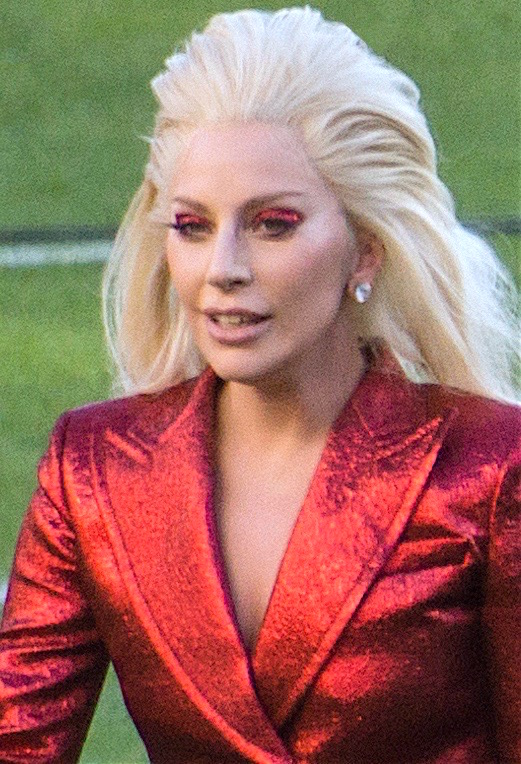
Lady Gaga interpreta La Contessa

#### La Contessa (Elizabeth Johnson)
La Contessa, interpretata da Lady Gaga, è la proprietaria dell'Hotel Cortez. È una Afflicted (o vampira) nata umana nel 1904 col nome di Elizabeth Johnson. La Contessa è tanto misteriosa quanto inquietante, ama l'arte e la mondanità. Nel 1925 ebbe una relazione a tre con Rodolfo Valentino e Natacha Rambova ma la morte dell'uomo la fece avvicinare a Mr. March che sposò nel 1926. Qualche mese dopo però la donna scopre che Rodolfo non è morto e così, dopo essere stata infettata da lui, progetta la fuga. Mr. March fa però murare vivi Rodolfo e Natacha dentro l'Hotel Cortez a insaputa della Contessa. Nel 1926 la Contessa da alla luce nella Murder House (vedi American Horror Story: Murder House) Bartholomew, un bambino metà umano e metà Afflicted avuto con Mr. March. Rimane vedova di Mr. March nel 1926 e nel 2015 sposa Will Drake che poi dà in pasto a Ramona. Nella sua vita ha infettato varie persone - tra cui Ramona Royale, Donovan e Tristan - e molti bambini - tra cui Holden Lowe. Muore uccisa da John Lowe che le spara.

### Special guest stars

#### Miss Evers

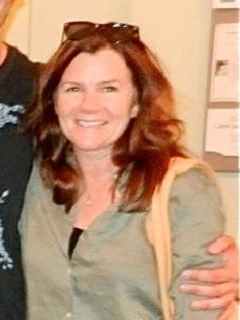
Mare Winningham interpreta Hazel Evers

Hazel Evers, interpretata da Mare Winningham, è una cameriera dell'Hotel Cortez, costantemente dedita alle pulizie. Tra il 1925 e il 1926 fu complice del suo datore di lavoro, Mr. March, aiutandolo ad occultare cadaveri e tracce. Quando i crimini di Mr. March furono scoperti nel 1926, la Evers gli chiede di fare di lei la sua ultima vittima prima di uccidersi. Ad Halloween del 1925 ha perso il figlio Arthur a causa del serial killer che commise i gli omicidi della Wineville Chicken Coop. Nel 2015 confessa a Mr. March di aver fatto lei la soffiata alla polizia per averlo tutto per sé così lui la caccia e lei si sente libera per la prima volta.

#### Rodolfo Valentino
Rodolfo, interpretato da Finn Wittrock, è un famoso attore degli anni venti che diventa l'amante di Elizabeth. Infettato nel 1926 viene dato per morto ma torna per infettare Elizabeth. Mr. March lo fa rinchiudere nell'Hotel Cortez nel 1926 ma poi viene liberato nel 2015. Ucciso da Donovan.

#### Aileen Wuornos
Aileen Wuornos, interpretata da Lily Rabe, è una famosa serial killer che partecipa alla Devil's Night di Mr. March all'Hotel Cortez.

#### Queenie
Queenie, interpretata da Gabourey Sidibe, è una delle streghe della Congrega di New Orleans (vedi American Horror Story: Coven). Ramona l'attacca ma lei le resiste però poi viene uccisa da Mr. March sul quale la sua magia non ha potere dato che è un fantasma.

#### Billie Dean Howard
Billie Dean, interpretata da Sarah Paulson, è una medium (vedi American Horror Story: Murder House) che mette in contatto Iris con Donovan nel 2015 e che nel 2022 incontra Lowe e i serial killer durante la Devil's Night all'Hotel Cortez.

#### Claudia Bankson
Claudia, interpretata da Naomi Campbell, è una giornalista di moda. Uccisa, diventa un fantasma dell'Hotel Cortez.

### Personaggi ricorrenti

#### Tristan Duffy
Tristan, interpretato da Finn Wittrock, è un modello e cocainomane. Durante una sfilata di Drake all'Hotel Cortez, cattura l'attenzione de La Contessa, che decide di infettarlo e farne il suo nuovo amante. Si innamora di Liz e per questo La Contessa gli taglia la gola. Diventa un fantasma dell'Hotel Cortez ma appare a Liz solo quando anche lei muore.

#### Andrew "Andy" Hahn
Andy, interpretato da Richard T. Jones, è il partner di John e poi sua vittima.

#### Scarlett Lowe
Scarlett, interpretata da Shree Crooks, è la figlia minore di John e Alex Lowe.

#### Holden Lowe
Holden, interpretato da Lennon Henry, è il figlio maggiore di John e Alex Lowe. Rapito e infettato da La Contessa.

### Personaggi secondari
- The Addiction Demon, interpretato da Alexander Ward e Mark Steger, è il demone che perseguita Sally.
- Gabriel, interpretato da Max Greenfield, è un ospite tossicodipendente che viene rapito e torturato da Sally.
- Agnetha, interpretata da Helena Mattsson, è una ospite dell'Hotel. Uccisa dai bambini vampiro diventa un fantasma dell'Hotel.
- Vendela, interpretata da Kamilla Alnes, è una ospite dell'Hotel. Uccisa da La Contessa diventa un fantasma dell'Hotel.
- Marcy, interpretata da Christine Estabrook, è l'agente immobiliare (vedi American Horror Story: Murder House) che ha venduto l'Hotel a Drake. Uccisa da Rodolfo e Natacha, diventa un fantasma dell'Hotel.
- Dr. Charles Montgomery, interpretato da Matt Ross, è il primo proprietario della Murder House di Los Angeles (vedi American Horror Story: Murder House).
- Lachlan Drake, interpretato da Lyric Lennon, è il figlio di Will.
- Wren, interpretata da Jessica Belkin, è una bambina infettata da La Contessa nel 1986. Su richiesta di Sally segue Lowe. Arrestata da Andy viene messa in un ospedale ma Lowe la fa scappare e lei si suicida.
- John Wayne Gacy, interpretato da John Carroll Lynch, è un famoso serial killer che partecipa alla Devil's Night di Mr. March.
- Jeffrey Dahmer, interpretato da Seth Gabel, è un famoso serial killer che partecipa alla Devil's Night di Mr. March.
- Richard Ramirez, interpretato da Anthony Ruivivar, è un famoso serial killer che partecipa alla Devil's Night di Mr. March.
- Max Ellison, interpretato da Anton Lee Starkman, è un bambino malato che ALex infetta per salvare ma che inizia a infettare i compagni di scuola così Alex e John li chiudono nell'ala chiusa dove Ramona se ne ciba.
- Mrs. Ellison, interpretata da Mädchen Amick, è la madre di Max.
- Natacha Rambova, interpretata da Alexandra Daddario, è la moglie di Rodolfo Valentino. Infettata nel 1926 viene rinchiusa nell’Hotel da Mr. March ma viene liberata nel 2015 e poi uccisa da La Contessa all'interno del hotel.
- Justin, interpretato da Darren Criss, è un ospite dell'Hotel. Ucciso con Bebe, diventa un fantasma dell'Hotel.
- Babe, interpretata da Jessica Lu, è una ospite dell'Hotel. Ucciso con Justin, diventa un fantasma dell'Hotel.
- Mr. Wu, interpretato da Charles Melton, ucciso diventa un fantasma dell'Hotel.
- Cassie Royale, interpretata da Marla Gibbs, è la madre di Ramona.
- Mr. Royale, interpretato da Henry G. Sanders, è il padre di Ramona. La donna lo infetta dopo la morte della madre ma quando capisce che il virus non cura l’Alzheimer lo uccide.
- Douglas Pryor, interpretato da Josh Braaten, è il figlio di Nick/Liz Taylor.
- Friedrich Wilhelm Murnau, interpretato da Henrik Rutgersson, è un famoso regista che infetta Rodolfo Valentino.
- Craig, interpretato da Nico Evers-Swindell
- Detective Albano, interpretata da Liana Mendoza
- Dr. Kohan, interpretata da Roxana Brusso
- Mr. Samuels, interpretato da David Naughton
- Mrs. Pritchard, interpretata da Kristen Ariza
- Lieutenant, interpretato da Robert Knepper
- nurce Leena, interpretata da Mouzam Makkar
- Dr. Kaplan, interpretato da David Barrera

## Personaggi della sesta stagione:Roanoke
Il cast principale della sesta stagione è costituito da:
- Sarah Paulson
- Cuba Gooding Jr.
- Lily Rabe
- André Holland
- Denis O'Hare
- Wes Bentley
- Evan Peters
- Cheyenne Jackson
- Angela Bassett
- Kathy Bates

### Personaggi principali

#### Audrey Tindall
Audrey, interpretata da Sarah Paulson, è l'attrice che interpreta Shelby Miller in My Roanoke Nightmare (la versione reale di Shelby è interpretata da Lily Rabe). Durante le riprese del programma sboccia l'amore tra lei e l'attore che interpreta Edward Philippe Mott, Rory Monahan. L'anno seguente si sposano con una cerimonia molto bizzarra a cui partecipano gli attori del programma. Nel 2016 Audrey prende parte al sequel del programma anche insieme a Rory. In seguito all'uccisione e alla scomparsa del corpo del marito, Audrey pensa che quest'ultimo sia scappato. In seguito all'aggressione di Shelby da parte di Agnes, l'attrice si precipita nella foresta, insieme a Monet e Lee, per cercare aiuto, ma ciò che trova è, prima, il corpo di Rory e, in seguito, quello di Sidney e della sua troupe. Viene rapita insieme a Monet dalla famiglia Polk, che costringe le due donne a mangiare la carne della gamba di Lee. Prigioniera di Mamma Polk e i suoi figli, Audrey riesce a scappare dalla casa dei cannibali e ad uccidere la matriarca della famiglia, grazie all'aiuto di Lee. Giunti presso la casa, le due donne trovano il corpo senza vita di Matt e Shelby, e credendo colpevole del duplice omicidio Dominic, lasciano l'uomo preda della furia omicida di Mister Piggy. La mattina seguente si svegliano, e sono consapevoli di essere le uniche due sopravvissute alla carneficina, ma devono tornare nella fattoria dei Polk per recuperare i video che vedono lei e Lee uccidere altre persone. Davanti alla porta di casa trovano Dylan (l'attore che ha interpretato Ambrose nel documentario), e insieme a lui giungono alla fattoria, dove Audrey trova Monet prigioniera. Essendo Dylan stato aggredito da uno dei Polk, e lasciata Lee nei boschi, Audrey e Monet tornano nella casa. Lee viene impossessata dallo spirito di Scathach, e, giunta nella casa, uccide Monet. Audrey scappa nella cantina davanti alla casa, dove viene fatta cadere nel vuoto e lasciata lì da Lee. La mattina seguente, quando la polizia giunge nella casa, Audrey, non sapendo che Lee la notte precedente era stata impossessata, ruba una pistola a un poliziotto e tenta di uccidere Lee, ma, prima che sferri il colpo, Audrey viene uccisa dalla polizia.

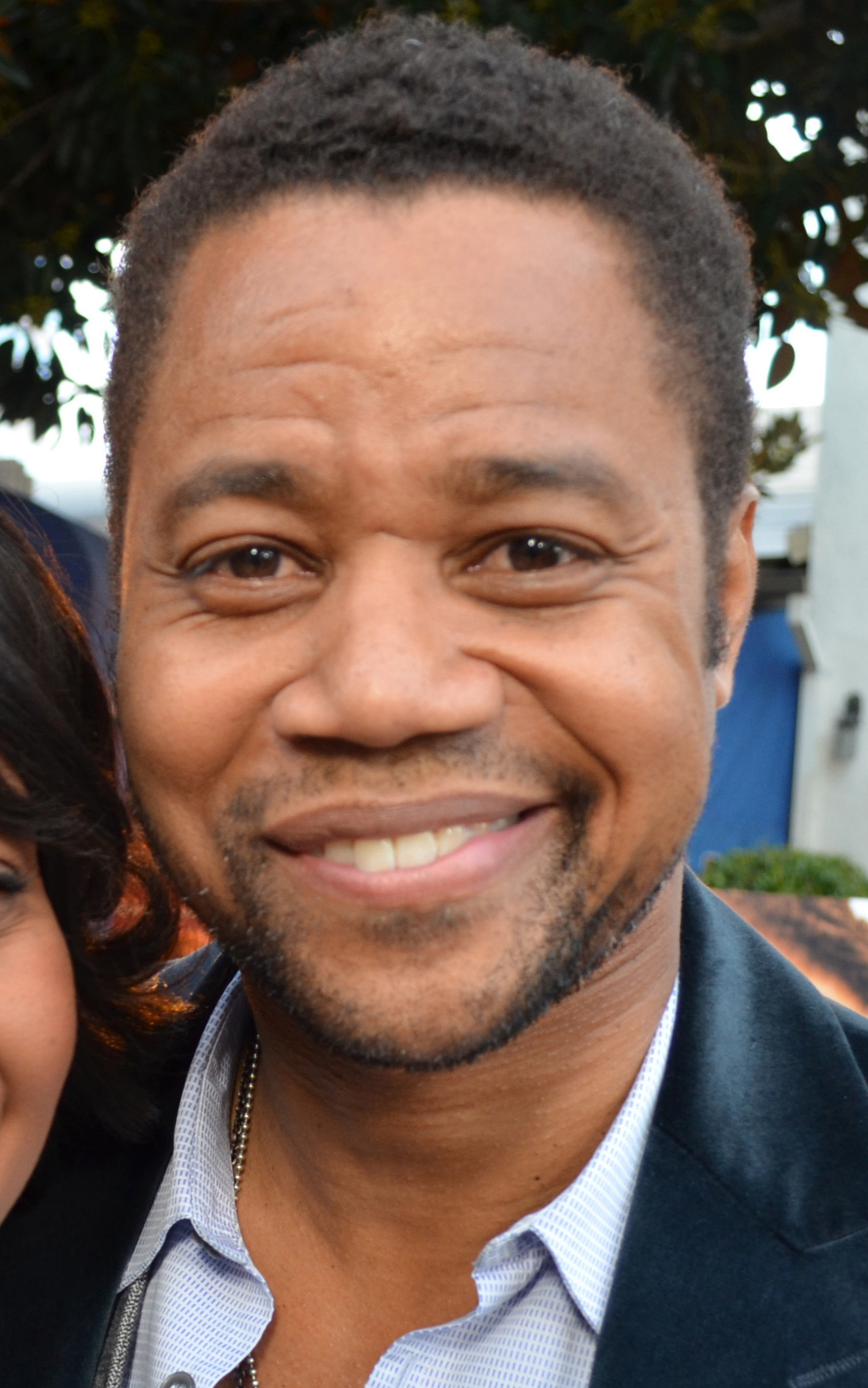
Cuba Gooding Jr. interpreta Dominic Banks

#### Dominic Banks
Dominic, interpretato da Cuba Gooding Jr., è l'attore che interpreta Matt Miller in My Roanoke Nightmare (la versione reale di Matt è interpretata da André Holland). L'attore durante le riprese conosce Shelby Miller e con quest'ultima ha una breve relazione, che porterà alla separazione, nel 2016, della donna con Matt. Sidney, il produttore della serie e del sequel, aveva promesso a Shelby di non richiamare Dominic per la partecipazione, cosa che non farà. Infatti, nel momento in cui Dominic arriva nella casa, ha una breve disputa con Matt. Il motivo per cui l'uomo è tornato nella casa è per l'amore nei confronti di Shelby. Dominic salva la vita alla ragazza fermando Agnes, la quale, presa da una furia omicida, sta per uccidere Shelby con una mannaia. La stessa sera scopre nella cantina della casa (insieme a Shelby) Matt fare l'amore con Scathach. Assiste, dopo pochi minuti all'uccisione di Agnes da parte della vera Macellaia. Cercando di consolare Shelby per l'omicidio del marito, Dominic e la ragazza partecipano direttamente all'invasione della casa da parte degli spiriti che infestano la casa, e ne segue il suicidio di Shelby. Quando Audrey e Lee tornano nella casa credono l'uomo colpevole degli omicidi, e, lasciato preda della spirito dell'Uomo Maiale, viene ucciso dalla creatura. Il corpo di Dominic viene trovato la mattina seguente dalla polizia.

#### Shelby Miller
Shelby, interpretata da Lily Rabe e Sarah Paulson, moglie di Matt, è un'insegnante di yoga che si trasferisce insieme al marito, nel 2015, nella casa colonica di Roanoke. I coniugi Miller sono vittime nella casa di continui eventi paranormali, che descrivono attentamente nel documentario My Roanoke Nightmare, divenendo, insieme agli attori che li interpretano i protagonisti del programma. Alla conclusione del documentario le tensioni tra Shelby e Matt continuano, fino a portare Shelby a tradire l'uomo con l'attore che lo ha interpretato nel programma (Dominic Banks) e alla definitiva separazione dei due. Nel 2016, inizialmente restia a partecipare alla seconda stagione del programma (Return to Roanoke: Three Days in Hell), viene convinta dal produttore delle serie, Sidney, di partecipare, come modo per riconciliarsi con Matt, promettendole di non far partecipare anche Dominic, anche se parteciperà ugualmente. Durante il programma, Shelby viene aggredita nella casa da Agnes, l'attrice che, diventata pazza, ha interpretato la Macellaia. Salvata da Dominic, la stessa sera trova Matt a fare l'amore con Scathach, e, presa da una furia omicida, lo uccide. Quando vede che dopo poche ore i veri spiriti di Roanoke, guidati dalla vera Macellaia, stanno per insediare la casa, Shelby, presa anche dal rimorso per aver ucciso Matt, si suicida. Il corpo della donna viene trovato prima da Audrey e Lee, e, dopo due giorni, dalla polizia.

#### Matt Miller
Matt, interpretato da André Holland e Cuba Gooding Jr., marito di Shelby, è rappresentante di prodotti farmaceutici che si trasferisce insieme alla moglie, nel 2015, nella casa colonica di Roanoke. I coniugi Miller sono vittime nella casa di continui eventi paranormali, che descrivono attentamente nel documentario My Roanoke Nightmare, divenendo, insieme agli attori che li interpretano i protagonisti del programma. Alla conclusione del documentario le tensioni tra Shelby e Matt continuano, fino a portare Shelby a tradire Matt con l'attore che lo ha interpretato nel programma (Dominic Banks) e alla definitiva separazione dei due. Nel 2016 accetta di partecipare alla seconda stagione del programma (Return to Roanoke: Three Days in Hell) apparentemente per riconciliarsi con Shelby, ma il vero motivo per cui Matt torna nella casa è per l'amore che prova nei confronti di Scathach, la vera leader della colonia dei Roanoke da cui era rimasto folgorato nel 2015 nella casa. La seconda sera durante la permanenza nella casa, Matt viene richiamato nella casa da Scathach e fa l'amore con la donna. Quando viene scoperto da Dominic e Shelby, Matt viene scoperto da quest'ultima e ucciso con un piede di porco. Il corpo dell'uomo viene trovato prima da Audrey e Lee, e, dopo due giorni, dalla polizia.

#### William van Henderson
William, interpretato da Denis O'Hare, è un attore che interpreta Elias Cunningham, il precedente proprietario della casa la cui uccisione avviene sotto gli occhi di Matt e Shelby da parte dei Polk, nel documentario My Roanoke Nightmare. Dopo la proposta di Sidney di tornare per Return to Roanoke: Three Days in Hell, William rifiuta l'offerta perché non vuole avere a che fare con la casa di Roanoke e i presunti spiriti.

#### Dylan
Dylan, interpretato da Wes Bentley, è un attore che interpreta Ambrose White, il figlio della Macellaia, nel documentario My Roanoke Nightmare (la versione reale di Ambrose è interpretata da Jesse La Flair). Non partecipa in un primo momento al programma Return to Roanoke: Three Days in Hell, ma, quando Audrey e Lee stanno per uscire per tornare alla fattoria dei Polk, trovano fuori dalla casa Dylan che si cela sotto a un abito da Piggy Man. Dylan, infatti, era stato ingaggiato inizialmente da Sidney per spaventare i partecipanti del programma, ma, arrivato nella casa colonica, trova vive solo Audrey e Lee. Insieme alle due donne, giunge nella fattoria dei Polk, e tenta, per scappare, di mettere un moto una delle auto della famiglia. Nel momento in cui la macchina va in moto, Dylan viene aggredito a morte da Lot Polk e, con il soccombere degli spiriti della colonia di Roanoke, viene lasciato lì morente sia dai Polk che da Audrey, Lee (che scappa nei boschi) e Monet (tenuta prigioniera dai Polk). Catturato dalla Macellaia e dai suoi sudditi viene ucciso da questi davanti alla casa colonica, che lo sventrano. Il corpo di Dylan viene trovato la mattina seguente dalla polizia.

#### Rory Monahan
Rory, interpretato da Evan Peters, è l'attore che interpreta Edward Philippe Mott, il primo proprietario della casa, in My Roanoke Nightmare (la versione reale di Edward è interpretata da Elliott Ehlers). Si innamora dell'attrice Audrey Tindall, che conosce durante le riprese, con cui si sposa. Nel 2016 Rory partecipa al sequel della serie, e, sfortunatamente, l'incubo inizia immediatamente per lui: la sera stessa che giunge nella casa, insieme al resto del cast, viene ucciso dalle due infermiere che infestano la casa colonica, che, in questa maniera possono completare la propria opera: aggiungere la lettera finale R alla parola MURDE. Le due infermiere nascondono il corpo di Rory nella foresta di Roanoke, e viene ritrovato sventrato e appeso a un albero da Audrey, Monet e Lee e mai trovato dalla polizia.

#### Sidney Aaron James
Sidney, interpretato da Cheyenne Jackson, è il produttore che sta dietro alle riprese del programma My Roanoke Nightmare, con il quale ha ricevuto una notevole fama per il successo che la serie ha avuto nel 2015. L'anno seguente decide di dare l'avvio per la realizzazione di una sequel: Return to Roanoke: Three days in Hell, non credendo alle storie sulle anime che infestano la casa colonica raccontate dai coniugi Miller. Preoccupato per la saluta mentale di Agnes le vieta di entrare a fare parte della seconda stagione del programma. Quest'ultima, mentre Sidney sta osservando le prime riprese del documentario, lo uccide con una mannaia insieme al cameraman e all'aiuto-produttrice Alissa. Il corpo di Sidney sventrato viene ritrovato prima da Audrey, Monet e Lee e poi da Sophie, Milo e Todd.

#### Monet Tumusiime
Monet, interpretata da Angela Bassett, è l'attrice che interpreta Lee Harris in My Roanoke Nightmare (la versione reale di Lee è interpretata da Adina Porter). In seguito all'interpretazione della donna, Monet ebbe problemi di alcolismo, tanto da essere immessa in un centro per persone con problemi di alcol. Nel 2016 partecipa al sequel del programma. All'interno della casa inizia fin dal primo momento ad essere in contrasto con la vera Lee, forse perché entrambe hanno sofferto di alcolismo. Quando Shelby viene aggredita da Agnes, Monet, insieme ad Audrey e Lee, va nella foresta a cercare aiuto. In seguito alla scoperta del corpo sventrato di Rory e Sidney, le tre donne sono rapite dai Polk, che forzano Monet e Audrey a mangiare brandelli di carne umana, che appartengono a Lee. Lasciando Audrey sola con i Polk, Monet riesce a scappare nella foresta, ma viene inseguita e catturata da due componenti della famiglia di cannibali. Dopo essere stata tenuta prigioniera da Ishmael e Cain Polk, Monet viene liberata da Audrey il giorno seguente. Le due donne ritornano nella casa colonica. Quando Lee ritorna nella casa, non sapendo che era stata impossessata dallo spirito della Macellaia, scaraventa Monet dalla scala del piano superiore, dove, cadendo, viene trafitta da un palo di ferro, e muore. Il corpo di Monet viene trovato la mattina seguente dalla polizia.

#### Lee Harris
Lee, interpretata da Adina Porter e Angela Bassett, è la sorella di Matt Miller e cognata di Shelby ed è un ex poliziotta. Partecipa al programma My Roanoke Nightmare. Dopo il successo che ha avuto la serie torna a far parte della seconda stagione del programma, Return to Roanoke: Three Days in Hell, dove partecipa insieme a Matt, Shelby e gli attori che hanno interpretato i personaggi protagonisti nella ricostruzione delle vicende. Dopo l'aggressione di Shelby da parte di Agnes Winstead, Lee, insieme a Audrey e Monet, cercando aiuto nella foresta, finisce preda dei Polk. In particolar modo Lee subisce torture (le viene tolta la pelle dalla coscia destra e le viene tagliato l'orecchio sinistro) da parte di Mama Polk e Jether Polk. Riuscendo ad uccidere Jether, Lee salva Audrey, e le due donne tornano nella casa, dove Lee trova i corpi senza vita del fratello e della cognata. Quando Lee, insieme a Audrey e Dylan, ritornano nella fattoria dei Polk, per nascondere le prove dove Lee confessava in un video di Jether di aver ucciso il proprio marito, la donna viene lasciata da Audrey e Monet (che era tenuta prigioniera dai Polk) nella foresta, dove viene salvata da Scathach, a cui affida la propria anima, e viene impossessata dallo spirito della Macellaia. Sotto questo effetto Lee, tornata nella casa, uccide Monet e tenta di uccidere Audrey. Uccide anche uno dei tre ragazzi (Todd) che si trovano quella notte presso la casa colonica per assistere agli eventi e consegna gli altri due (Sophie e Milo) alla Macellaia e ai coloni, che li bruciano vivi. La mattina seguente Lee viene trovata dalla polizia svenuta davanti alla casa colonica, non avendo memoria di ciò che è successo la notte precedente. Audrey, sopravvissuta, non sapendo che Lee era stata impossessata la notte precedente, tenta di ucciderla, ma viene salvata dalla polizia, che uccide Audrey. Lee, dopo ciò che è successo diventa una star mondiale, sia in negativo che in positivo. Dopo essere stata assolta per l'omicidio di Mason, Monet e Todd, Lee viene rilasciata dal carcere, ma la custodia della propria figlia Flora, viene affidata ai genitori di Mason, e la figlia non è intenzionata a riagganciare i rapporti con la madre. Durante l'intervista con Lana Winters, Lee viene a sapere della scomparsa di sua figlia, e, dopo due settimane di ricerche, trova Flora nella casa di Roanoke, che non vuole andare via perché vuole diventare anche lei uno spirito e proteggere Priscilla dalla Macellaia. Con un grande gesto eroico, Lee decide, per permettere a Flora una vita migliore, di farsi sparare da Priscilla, così da proteggerla dalla Macellaia, e diventare anche lei uno spirito. Quando Lee muore anche la casa di Roanoke, dopo una fuga di gas, va a fuoco, e gli spiriti di Lee e Priscilla si incamminano nella foresta

#### Agnes Mary Winstead
Agnes Mary, interpretata da Kathy Bates, è l'attrice che interpreta Thomasin White (La Macellaia) in My Roanoke Nightmare (la versione reale della Macellaia è interpretata da Susan Berger). Dopo le riprese del programma e l'interpretazione della Macellaia, ad Agnes viene diagnosticata una forma di schizofrenia e viene rinchiusa per sei mesi in un ospedale psichiatrico in seguito a due episodi dove, nel primo,  Agnes aveva ferito delle persone nella Walk of Fame di Hollywood con una mannaia e nel secondo aveva minacciato di morte l'attrice Audrey Tindall perché quest'ultima aveva vinto il Saturn Award come miglior attrice del programma. Nel 2016, quando Sidney va ad intervistarla, la donna sembra guarita in un primo momento, ma, quando il produttore le dice che non dovrà far parte del cast del sequel del programma, Agnes comincia ad urlare contro lui utilizzando delle parole e un tono di voce simile a quello utilizzato dall'attrice quando era nei panni della Macellaia. Quando iniziano le riprese di Return to Roanoke: three days in hell, la donna riprende i panni della Macellaia, ma non come attrice. Dopo aver ucciso Sidney e la sua troupe, si precipita nella casa a Roanoke dove prova ad uccidere Shelby Miller perché ha invaso per la seconda volta la "sua" terra, ma viene fermata da Dominic Banks. In seguito si precipiterà nella foresta e, mentre sta per aggredire Audrey, Monet e Lee, quest'ultima le spara impedendo l'aggressione. Sopravvissuta, Agnes si reca la sera stessa davanti alla casa invocando parole incomprensibili e rivendicando la possessione della terra, credendosi la Macellaia. Nello stesso momento incontra la vera Thomasin White insieme ai coloni e viene uccisa dalla stessa, che le taglia la testa in due parti con la sua mannaia.

### Personaggi ricorrenti

#### Flora Harris
Flora, interpretata da Simone Baker e da Saniyya Sidney, è la figlia di Lee e Mason Harris. Dopo la separazione dei genitori, viene affidata la custodia di Flora al padre quando Lee va ad abitare nella casa di Roanoke con il fratello e la cognata, Lee la porta con sé illegalmente nella casa. Qui incontra Priscilla, uno degli spiriti coloni, con cui stringe un rapporto di amicizia. Flora viene salvata dalla bambina mentre sta per essere uccisa dalla Macellaia e, dopo tante peripezie, riesce a scappare con la madre e gli zii. Dopo il sequel della serie, Lee viene incolpata di un quadruplo omicidio e, Flora, in tribunale, ammette di aver visto la madre che uccideva il padre mentre era nei boschi con Priscilla, e non vuole più avere a che fare con la madre. Flora, dopo questi eventi, ritorna nella casa per stare con Priscilla e diventare uno spirito anche lei per proteggere l'amica dalla Macellaia. Quando viene trovata, dopo due settimane, da Lee, quest'ultima decide di sacrificarsi per la figlia e Flora viene riportata a casa dalla polizia.

#### Ashley Gilbert / Cricket Marlowe
Ashley, interpretato da Leslie Jordan, è un attore che interpreta il medium Cricket Marlowe in My Roanoke Nightmare, l'uomo che, cercando di aiutare i Miller per trovare Flora ha modo di conoscere Scathach e la Macellaia e viene ucciso, infatti, da quest'ultima. Sidney, il produttore della serie, non chiede ad Ashely, per motivi non individuati, di tornare per il sequel. L'attore, però, partecipa a un programma su eventi paranormali nella casa di Roanoke, Cacciatori di Spiriti. Quando, insieme, agli altri partecipanti, va nella casa durante il periodo della Luna di Sangue, Ashely viene ucciso dallo spirito dell'Uomo Maiale.

#### Scathach
Scathach, interpretata da Lady Gaga, è una strega che vive tra i coloni di Roanoke. Scathach è una ragazza inglese che ha vissuto nel XVI secolo, discendente di druidi e romani, possedente di poteri magici. Dopo che viene scoperta per aver viaggiato in una nave illegalmente dall'Inghilterra all'America (allora Nuovo Mondo), viene imprigionata e condannata a morte. In seguito ad un incantesimo riesce a scappare e ad uccidere coloro che la tenevano rinchiusa, e si rifugia nei boschi adiacenti al fiume Roanoke. Scathach è una strega, è infatti la Prima Suprema delle streghe di New Orleans (vedi American Horror Story: Coven). Nei boschi incontra Tomasyn White, abbandonata a morire lì, e la salva, prendendole l'anima e trasformandola in un'anima cattiva e crudele, costringendola ad uccidere tutti i suoi uomini, persino suo figlio. Nel 2015, ha modo di parlare con Cricket Marlowe, il medium che aiuta i Miller a trovare Flora, chiedendogli in cambio un'esperienza erotica con Matt. Quando, nel 2016, i Miller tornano nella casa, Scathach ritrova il suo vero amore, Matt, ma, essendo stati scoperti da Dominic e Shelby, Matt viene ucciso da Shelby, e Scathach è costretta a scappare. La terza notte della Luna di Sangue, salva la vita a Lee, prendendole l'anima e trasformandola per quella notte nella Macellaia.

#### Thomasin White
Thomasin, interpretata da Kathy Bates e Susan Berger, anche nota come "La Macellaia", è una donna inglese, moglie di John White, governatore della colonia dei Roanoke, e madre di Ambrose, vissuta nel XVI secolo. Durante un viaggio in Inghilterra, il marito lascia a Thomasin il potere nella colonia, ma, in seguito a una carestia di fame, viene allontanata da alcuni uomini della colonia e abbandonata nei boschi con addosso una mordacchia. Viene salvata da Scathach, la crudele strega a cui Thomasin vende la propria anima. Quando torna dai coloni uccide gli uomini che l'hanno voluta abbandonare e decide, insieme al figlio e agli altri coloni, di trasferire la colonia nei pressi della casa dove nel 2015 hanno vissuto i Miller. Nel momento in cui i coloni si lamentano della presenza di Scathach tra di loro, Thomasin decide di avvelenare l'intera colonia e si fa uccidere dalla strega. Da quel momento in poi ogni periodo della Luna di Sangue uccide chiunque invada la propria terra, ad eccezione dei Polk, con cui ha stretto un accordo. Nel 1990 fa uccidere le sorelle Jane e nel 2015 uccide, davanti agli occhi di Shelby e Matt, Cricket Marlowe, sventrandolo, e fallisce nell'uccidere i Miller e Flora. Nel 2016 quando si trova davanti Agnes, l'attrice che l'ha interpretata, la uccide e, in seguito, sventra Dylan.

#### Mamma Polk
Mamma, interpretata da Robin Weigert e Frances Conroy, è la matriarca dei Polk, la nota famiglia di cannibali dei territori di Roanoke. La famiglia dei Polk ha fatto un patto con la Macellaia più di duecento anni fa, con cui i Polk dovevano controllare che nessuno andasse mai a vivere nella casa colonica, in cambio potevano abitare in quei territori. Dalla Grande depressione, senza cibo ne averi, è iniziata la tradizione cannibale della famiglia. Quando, nel 2015, i Miller riescono a scappare dalla casa colonica, vengono rapiti dai Polk e riportati dalla Macellaia, ma, durante il tragitto, rimane ucciso uno dei figli, Cain. Mamma, allora rompe la caviglia a Shelby, impedendole di scappare, anche se i Miller riusciranno ad evadere. Nel 2016, quando gli attori del programma e i personaggi reali tornano nei luoghi, i Polk rapiscono Audrey, Monet e Lee. Mentre cerca di estrapolare un dente ad Audrey, quest'ultima, grazie a Lee, riesce ad uccidere Mama Polk con una mannaia.

#### Jether Polk
Jether, interpretato da Finn Wittrock, è uno dei componenti della famiglia cannibale dei Polk e il più piccolo dei figli di Mamma Polk. Nel 2015 il proprio personaggio non compare in My Roanoke Nightmare. Nel 2016 i Polk rapiscono Monet, Audrey e Lee, cibandosi della carne di quest'ultima. Dopo aver tagliato un orecchio a Lee, Jether viene intenerito dalle parole di quest'ultima, che cerca di sedurlo e rimane attratto da Lee. In seguito viene soffocato e ucciso dalla stessa.

### Personaggi secondari
- Miranda Jane, interpretata da Jenna Doolittle e da Maya Rose Berko nel documentario, è una delle due infermiere assassine che hanno vissuto nella casa di Roanoke prima di Elias Cunningham e dei Miller. Viene uccisa dalla Macellaia.
- Bridget Jane, interpretata da Areana Cirina e da Kirsten Rakes nel documentario, è una delle due infermiere assassine che hanno vissuto nella casa di Roanoke prima di Elias Cunningham e dei Miller. Viene uccisa dalla Macellaia.
- Mason Harris, interpretato da Charles Malik Whitfield, è l'ex marito di Lee e il padre di Flora. Quando va nella casa per andare a prendere la figlia, viene ucciso e bruciato vivo. Per l'omicidio viene imputata Lee, che, però, nega. In realtà è stata proprio la moglie ad ucciderlo sotto gli occhi di Flora e Priscilla.
- Priscilla, interpretata da Savannah Rose e Estelle Hermansen nel documentario, è uno degli spiriti di Roanoke, che nel '500 era stata uccisa come sacrificio dalla Macellaia. Diventa amica di Flora con la quale instaura un rapporto di grande amicizia, tanto che, Flora per proteggerla vuole diventare anche lei uno spirito ma si sacrifica Lee, che decide di fare in questo modo da seconda madre alla bambina.
- Edward Philippe Mott, interpretato da Elliott Ehlers e Evan Peters, è un nobile di Filadelfia e il primo proprietario della casa di Roanoke e colui che la fa costruire nel 1792. Dopo aver abbandonato la moglie con il figlio, si rifugia nella casa insieme alle sue opere d'arte e al suo amante, Guinness. Viene ucciso dalla Macellaia e i coloni, che lo bruciano vivo. Il suo spirito, nel 2015, aiuta i Miller a scappare dalla casa attraverso un tunnel costruito da lui stesso. Edward è l'antenato di Dandy e Gloria Mott (vedi American Horror Story: Freak Show).
- Uomo Maiale, interpretato da Marti Matulis, è uno degli spiriti che infestano la landa intorno alla casa. È una creatura antropomorfe con il corpo da uomo e la testa di maiale. Si esprime attraverso raccapriccianti grugniti. È morto da molto tempo ed infesta il luogo da lunga data. Shelby e Matt lo vedono la prima volta nel video di Elias, dove si vede chiaramente l'uomo che viene aggredito dalla creatura. Successivamente, appare attraverso lo specchio a Lee mentre la donna è in casa. Shelby, vedendo un rituale nel bosco in cui la Macellaia brucia vivo un uomo mettendogli una testa di maiale addosso, crede erroneamente che il misterioso Uomo Maiale sia in realtà lo spirito di quell'uomo. Pochi giorni dopo, L'Uomo Maiale viene sorpreso da Shelby nella doccia; lei, disperata, urla e comincia a correre mentre lo spirito, armato di ascia, la insegue. Proprio quando per lei e per Matt sembra finita, arriva Elias, ancora vivo, che caccia via l'Uomo Maiale gridando "Croatoan", la mistica parola da sempre usata a Roanoke per cacciare gli spiriti temporaneamente. Elias sembra conoscere molte cose a proposito dell'Uomo Maiale e di tutti gli altri spiriti; si scopre che l'antropomorfe terrorizzò anche la famiglia Chen ed Edward Philippe Mott. Quindi Elias porta Shelby e Matt nel bosco, dove vedono Flora che gioca a mosca cieca insieme a tutti gli spiriti, compreso l'Uomo Maiale. All'interno di "My Roanoke Nightmare" l'ultima apparizione dell'Uomo Maiale avviene durante l'invasione dei coloni intorno alla casa. Sfruttando il potere della Luna di Sangue, insegue Shelby, Matt e Flora nella casa. Poco dopo Edward aiuta Shelby, Matt e Flora a scappare combattendo contro i coloni e l'Uomo Maiale. Quando il cast del documentario torna a Roanoke per la seconda stagione, assistiamo all'apparizione del vero Uomo Maiale, ancora più raccapricciante e selvaggio. Il mostro uccide Diana Cross, l'assistente di Sidney, infiltrandosi nella sua auto mentre questa era in procinto di scappare da Roanoke. Poi insegue Dominic e Shelby nei condotti sotterranei. Lee, rapita dai Polk e tenuta legata ad una sedia, viene sorvegliata da Jesther Polk, il più giovane ed ingenuo della famiglia cannibale. Jesther si lamenta del fatto che i suoi fratelli hanno avuto una controparte televisiva nel documentario mentre lui non è apparso. Uno dei suoi sogni più reconditi infatti è quello di essere famoso e lasciare un'impronta gloriosa nella stirpe dei Polk. Parlando con Lee, Jesther le rivela che il più famoso Polk fu Kincaid Polk, l'uomo che si nasconde dietro l'attuale Uomo Maiale. Prendendo ispirazione dalla Macellaia che metteva le teste di maiale alle sue vittime, l'avo di Jesther rubò l'idea e si fece una maschera con la pelle di un vero maiale. Quindi si recó all'Esposizione Mondiale di Chicago, dove montò un recinto con dentro i suoi maiali, che ogni tanto mutilava. Kincaid si divertiva uccidendo le persone e appendendole a dei ganci come se fossero maiali. Un giorno, durante l'Esposizione, cadde nel recinto dei maiali e venne divorato vivo dalle bestie. La sua anima rimase legata alla landa di Roanoke, dove si manifesta come spirito, uccidendo chi si introduce nel luogo durante la Luna di Sangue. Un anno dopo il massacro dove l'unica sopravvissuta è stata Lee, si manifesta durante la Luna di Sangue ed uccide Ashley Gilbert, che si trovava lì con la crew di Spirit Chasers. La storia di Kincaid, alias l'Uomo Maiale, sarà d'ispirazione per la creazione della leggenda metropolitana di Piggy Man. Secondo la leggenda metropolitana, chi chiama Piggy Man davanti allo specchio riceverà lo spirito e verrà ucciso da lui stesso. Nel 2011, quindi prima degli eventi narrati in questa stagione, a Los Angeles la leggenda metropolitana diventa un'ossessione per Derrick, uno dei pazienti del Dr. Ben Harmon (vedi American Horror Story: Murder House). Derrick arriva ad essere così terrorizzato dalla figura di Piggy Man da non poter neanche più guardarsi allo specchio o farsi la barba. Grazie a Ben, Derrick supererà la sua paura, ma verrà ironicamente ucciso subito dopo da un ladro che si nascondeva nella doccia del suo bagno.
- Lot Polk, interpretato da Frederick Koheler e Chaz Bono, è uno dei figli di Ishamel e Mamma Polk. Durante il sequel del programma è l'unico sopravvissuto della famiglia Polk perché riesce a scappare anche dai coloni. Ritenendo Lee la responsabile della morte dei componenti della famiglia, decide di vendicarsi contro di lei. Mentre Lee è intervistata da Lana Winters, Lot soccombe uccidendo la crew della giornalista e colpendo quest'ultima alla testa, non uccidendola. Mentre sta per uccidere Lee, viene ucciso dalla polizia.
- Cain Polk, interpretato da Orson Chaplin nel documentario. Mentre i Polk stanno consegnando i Miller dalla Macellaia, Matt aggredisce Lot e a quest'ultimo parte un colpo di pistola sulla testa di Cain, uccidendolo.
- Ismahel Polk, interpretato da Frank Collison e da Grady Lee Richmond nel documentario, è il patriarca della famiglia Polk. Durante il sequel del programma viene ucciso da Audrey Tindall mentre la sta minacciando di morte.
- Guinness, interpretato da Henderson Wade nel documentario, è un uomo vissuto nel '700 e l'amante di Edward Philippe Mott. Dopo l'uccisione di quest'ultimo da parte della Macellaia e i coloni, Guinness viene accusato dell'omicidio e giustiziato.
- Rhett Snow, interpretato da Billy Snow, è un tassista che lavora nei pressi dell'Isola di Roanoke. Mentre sta riportando Cricket Marlowe al proprio hotel assiste alla sparizione di quest'ultimo nei boschi dopo aver visto Flora. Nel 2016, durante il sequel del programma, dopo aver portato alla casa Dylan, viene ucciso dall'Uomo Maiale.
- Brian Wells, interpretato da Chaz Bono, è un attore che interpreta Lot Polk in My Roanoke Nightmare. In seguito al programma è colui che celebra le nozze di Audrey e Rory.
- Doris Kearns Goodwin, interpretata da sé stessa, è una storica che racconta la storia e la morte di Edward Philippe Mott in My Roanoke Nightmare.
- Cage, interpretato da John Pyper-Ferguson, è uno dei coloni che abbandona nei boschi Thomasin White, costringendola a stare con una mordacchia.
- Diana Cross, interpretata da Shannon Lucio, è l'assistente di Sidney James, che, dopo un evento inspiegabile avvenuto nel set del sequel del programma, decide di andarsene e abbandonare la zona. Viene uccisa dall'Uomo Maiale, e il suo spirito sanguinante viene visto da Sophie, Milo e Todd, che trovano la propria macchina. Il corpo di Diana, però, non verrà mai ritrovato.
- Sophie Green, interpretata da Taissa Farmiga, è una blogger e fanatica di My Roanoke Nightmare che, insieme a Todd e Milo, si addentra nei boschi di Roanoke per vedere la casa. Dopo che Todd viene ucciso da Lee, Sophie, insieme a Milo, si addentra nei boschi per scappare e giunge alla roulotte di Sidney. Qui, attraverso, i monitor vede che Lee sta per andare nella casa ad uccidere Audrey e Monet e, per salvarle, giunge nella casa. Fuori da questa Lee e i coloni trovano i ragazzi, e, dopo averli portati dai coloni, questi li impalano e bruciano vivi. Il corpo di Sophie viene trovato, carbonizzato, la mattina seguente dalla polizia.
- Todd Connors, interpretato da Jacob Artist, è un è una blogger e fanatico di My Roanoke Nightmare che, insieme a Sophie e Milo, si addentra nei boschi di Roanoke per vedere la casa. Mentre, giunta la notte, camminano nei boschi in cerca della casa trovano Lee mentre è impossessata dallo spirito di Scathach. Quando si avvicina a Lee, Todd viene ucciso da quest'ultima.
- Milo, interpretato da Jon Bass, è un blogger e fanatico di My Roanoke Nightmare che, insieme a Todd e Sophie, si addentra nei boschi di Roanoke per vedere la casa. Dopo che Todd viene ucciso da Lee, Milo, insieme a Sophie, si addentra nei boschi per scappare e giunge alla roulotte di Sidney. Qui, attraverso, i monitor vedono che Lee sta per andare nella casa ad uccidere Audrey e Monet e, per salvarle, giungono nella casa. Fuori da questa Lee e i coloni trovano i ragazzi, e, dopo averli portati dai coloni, questi li impalano e bruciano vivi. Il corpo di Milo viene trovato, carbonizzato, la mattina seguente dalla polizia.
- Lana Winters, interpretata da Sarah Paulson, è una giornalista ed ex paziente del manicomio Briarcliff (vedi American Horror Story: Asylum). Dopo alcuni anni di sospensione del proprio lavoro e dopo il successo mondiale che ha avuto Lee Harris, dopo le sue esperienze a Roanoke, Lana crea un suo nuovo programma, il Lana Winters Special. Lee ammette a Lana di vedersi in lei per molti aspetti, come l'uccisione del figlio, Bloody Face. Durante l'intervista tutta la crew di Lana viene uccisa da Lot Polk, l'unico superstite della famiglia Polk, che aggredisce Lana, non uccidendola. Dopo essersi rimessa e tornata dall'ospedale, Lana ammette di ammirare la personalità e la forza d'animo di Lee.

## Personaggi della settima stagione:Cult
Il cast principale dell'ottava stagione è costituito da:
- Sarah Paulson
- Evan Peters
- Billie Lourd
- Cheyenne Jackson
- Alison Pill

### Personaggi principali

#### Allyson "Ally" Mayfair-Richards
Allyson, detta Ally, interpretata da Sarah Paulson, è una donna di pensiero liberale proveniente da New York che soffre di ansia ed ha varie fobie, tra cui la fobia per i clown, i buchi e il sangue. Ally è seguita per questi ragione dallo psichiatra Rudy Vincent. Inoltre, Ally è la proprietaria, insieme alla moglie Ivy, con cui ha un figlio, Oz, del ristorante The Butchery On Main. Prima delle elezioni del 2016, Ally viveva una vita normale ed era riuscita a sedare le sue paure ma l'elezione a Presidente degli Stati Uniti d'America di Donald Trump la fa ricadere nella sua paranoia e nelle sue fobie. Dopo le elezioni, Ally e Ivy assumono Winter Anderson come bambinaia per il figlio Oz, nello stesso periodo in cui Ally è vittima di vari attacchi da parte di una setta di clown. In seguito a questi eventi, la paranoia della donna aumenta tanto che è costretta a recintare la propria casa con delle barriere metalliche. Accidentalmente, però, Ally uccide durante un black out un suo dipendente, Pedro Morales. Dopo che, in seguito alle sue eccessive paure, Ivy prende il figlio e lascia la moglie, Ally viene a conoscenza grazie a Meadow Wilton del coinvolgimento della moglie con la setta di clown che la hanno terrorizzata per mesi. Dopo il tentato assassinio di Kai da parte di Meadow, essendo Ally presente, viene rinchiusa in un ospedale psichiatrico per tre settimane senza aver mai visto la moglie e il figlio. In questo periodo Ally viene contattata dall'FBI e le viene chiesto di entrare a far parte della setta di Kai per trasmettere informazioni alla polizia segreta. Avendo cambiato completamente atteggiamento dopo essersi liberata autonomamente dalle sue paure, entrando a far parte del culto facendo credere a Kai di essere il padre biologico di Oz, Ally uccide prima di tutto Ivy avvelenandola con dell'arsenico e arriva a portare Kai ad uccidere la sorella Winter. Dopo poco tempo Kai viene arrestato dall'FBI, portando il giovane ragazzo a minacciare di morte Ally e distruggendo così la sua setta. L'anno seguente ai fatti, Ally, diventata un'icona femminista e ottenendo grande fama, si candida come senatrice e, durante un dibattito politico, orchestra a tavolino la morte di Kai. Dopo la morte del giovane uomo, Ally diventa senatrice mentre intende strutturate un governo femminsita, essendo diventata parte della setta dello SCUM.

#### Kai Anderson
Kai, interpretato da Evan Peters, è un giovane uomo mentalmente instabile, fratello di Rudy Vincent e Winter Anderson. Kai ha perso i propri genitori in un omicidio-suicidio nel 2014, portando il fratello Vincent a nascondere i cadaveri nella camera matrimoniale, per non perdere i soldi della pensione di invalidità del padre. Dopo aver assistito alle torture di un certo Pastore Charles e dopo l'incontro con la sua terapista per controllare la rabbia, Bebe Babbitt, diventando nel frattempo un sostenitore di Trump, l'elezione del quale diventa per il giovane un segnale per iniziare la sua rivoluzione, Kai diventa una figura disturbante e manipolativa che controlla le menti delle persone utilizzando le loro paure e le loro paranoie. Per questo motivo crea una setta di clown per spaventare gli abitanti della cittadina in cui vive e il suo bersaglio principale diventa Ally Mayfair-Richards. Nello stesso momento, cerca di ottenere un forte consenso politico, volendosi candidare come Consigliere Comunale. Per questa ragione, provoca un gruppo di Messicani che lo pestano a sangue e uccide il Consigliere Tom Chang, volendosi candidare al suo posto. Inoltre, utilizza Meadow Wilton, diventata sua amante, come esca per ottenere ancora più consenso politico, costringendo la donna a sparargli e a suicidarsi. Nel tempo, la sua follia aumenta sempre più, arrivando ad uccidere anche i fratelli. Diventato ancora più misogino, in seguito anche a delle allucinazioni in cui vede Charles Manson, Kai pianifica, mentre si vuole candidare come Senatore, di uccidere un centinaio di donne incinte. Ma Kai, dopo essersi fidato di Ally e della sua nuova tenacia, viene arrestato dall'FBI, dopo che tutti i componenti della setta, a meno di Beverly Hope, vengono uccisi. Nei mesi seguenti Kai crea nella prigione dove è detenuto una sorta di setta utilizzando le solite capacità da demagogo; in seguito, riesce ad uscire da prigione con l'intenzione di uccidere Ally come simbolo di vendetta. Ma Kai viene ingannato dalla poliziotta che lo fa uscire e gli fornisce una pistola scarica. Fallito il tentativo di uccidere Ally, durante il suo primo dibattito politico, viene ucciso con un colpo di pistola da Beverly, avendo la donna, insieme ad Ally, pianificato la sua morte.

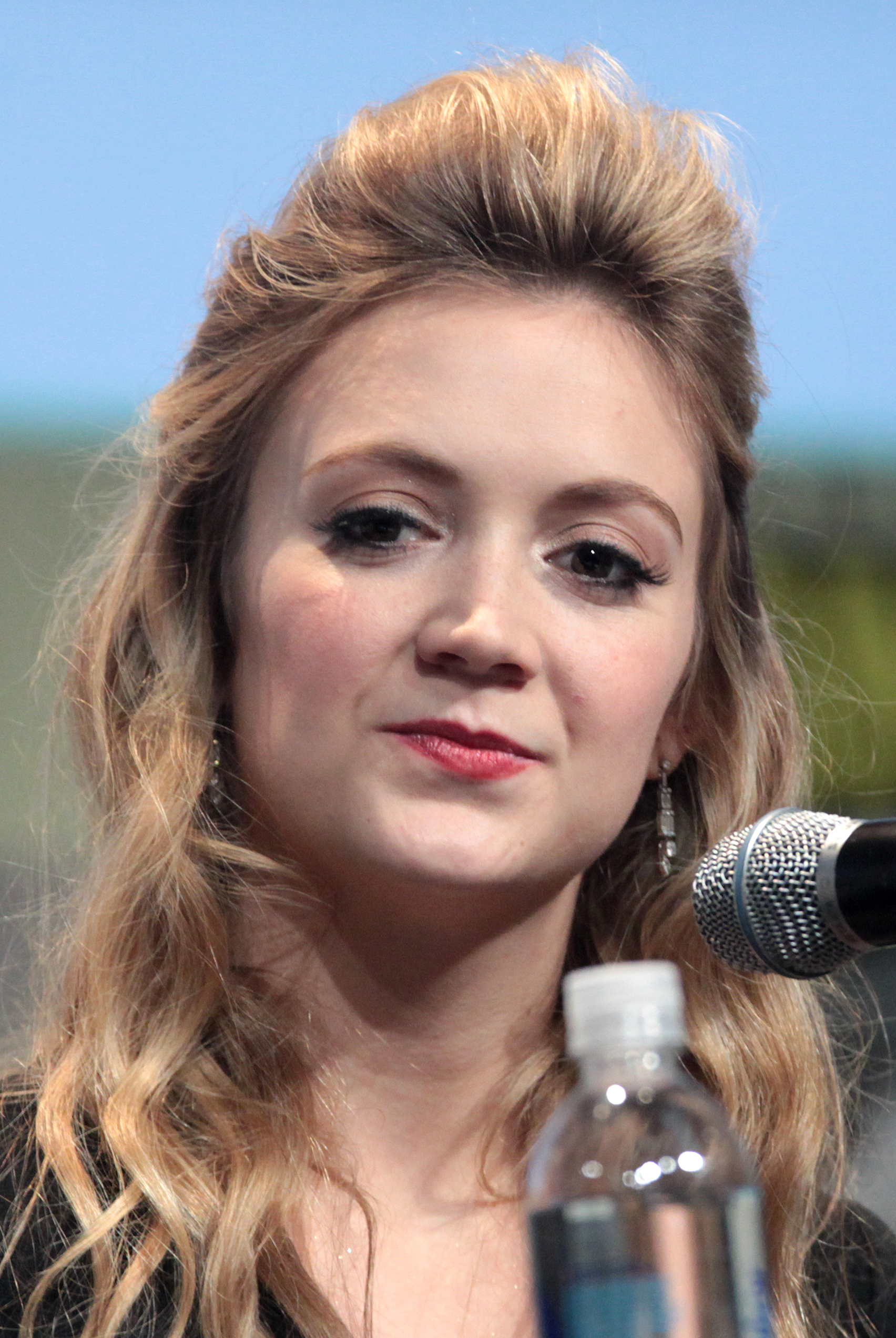
Billie Lourd interpreta Winter Anderson.

#### Winter Anderson
Winter, interpretata da Billie Lourd, è una giovane ragazza liberale e sorella di Kai, che ha lasciato la scuola per unirsi alla campagna favorevole all'elezione di Hillary Clinton come prima donna presidente degli Stati Uniti d'America. Durante i giorni delle elezioni Winter conosce Ivy a una manifestazione pro-Hillary dopo averla difesa dalle offese di Gary Longstreet, un sostenitore di Trump. Winter ed Ivy legano in un seminterrato l'uomo per impedirgli di votare il giorno delle elezioni. Quando Trump viene eletto Winter è sconvolta e viene rivelato il suo passato autolesionistico mentre giura fedeltà al fratello facendo parte della sua setta di clown. Winter è forzata da Kai a diventare la bambinaia di Oz Mayfair-Richards, facendo vedere al bambino di nascosto video che ritraggono persone uccise e facendolo assistere all'omicidio dei Chang. Winter inoltre fa sì che Ivy lasci Ally convincendo quest'ultima a smettere di prendere le sue medicine e provandola a sedurre nella vasca da bagno la sera stessa in cui Ally uccide Pedro. Winter nel tempo è sempre più manovrata dal volere del fratello e nel frattempo inizia una relazione con Ivy, dopo che la donna lascia la moglie. Pur volendo difendere a tutti i costi Kai, Winter cerca a un certo punto di lasciare la setta e scappare via, ma viene strangolata dal fratello dopo che Ally la incolpa di aver messo delle cimici in casa sua e di Kai per incastrarlo.

#### Dr. Rudy Vincent
Rudy Vincent, interpretato da Cheyenne Jackson, è uno psichiatra che aiuta Ally Mayfair-Richards a sedare le sue paure. Ally regolarmente incontra l'uomo che gli prescrive spesso anche una serie di medicinali antidepressivi , ma dopo che Ally assiste alla morte di Roger, uno dei suoi impiegati, smette di andare da Vincent, facendo preoccupare l'uomo, che la va a trovare. Durante la visita, Ally le mostra una pistola, presa in prestito da Harrison e Meadow, cosa che non trova il consenso del dottore. In seguito viene rivelato che il vero nome dell'uomo è Vincent Anderson ed è il fratello maggiore di Kai e Winter. In seguito si incontra con Ally, dopo averla fatta chiudere in un ospedale psichiatrico, per dirle che le crede per ogni cosa che ha detto su Kai e la sua setta, dicendole che quest'ultimo è suo fratello e che la sua intenzione è farlo arrestare. In seguito, Ally utilizza questa informazione per fare un patto con Kai, in cambio di cui Kai può farle rivedere dopo vario tempo il figlio Oz. Saputa la notizia, Kai fa rapire Vincent e lo uccide.

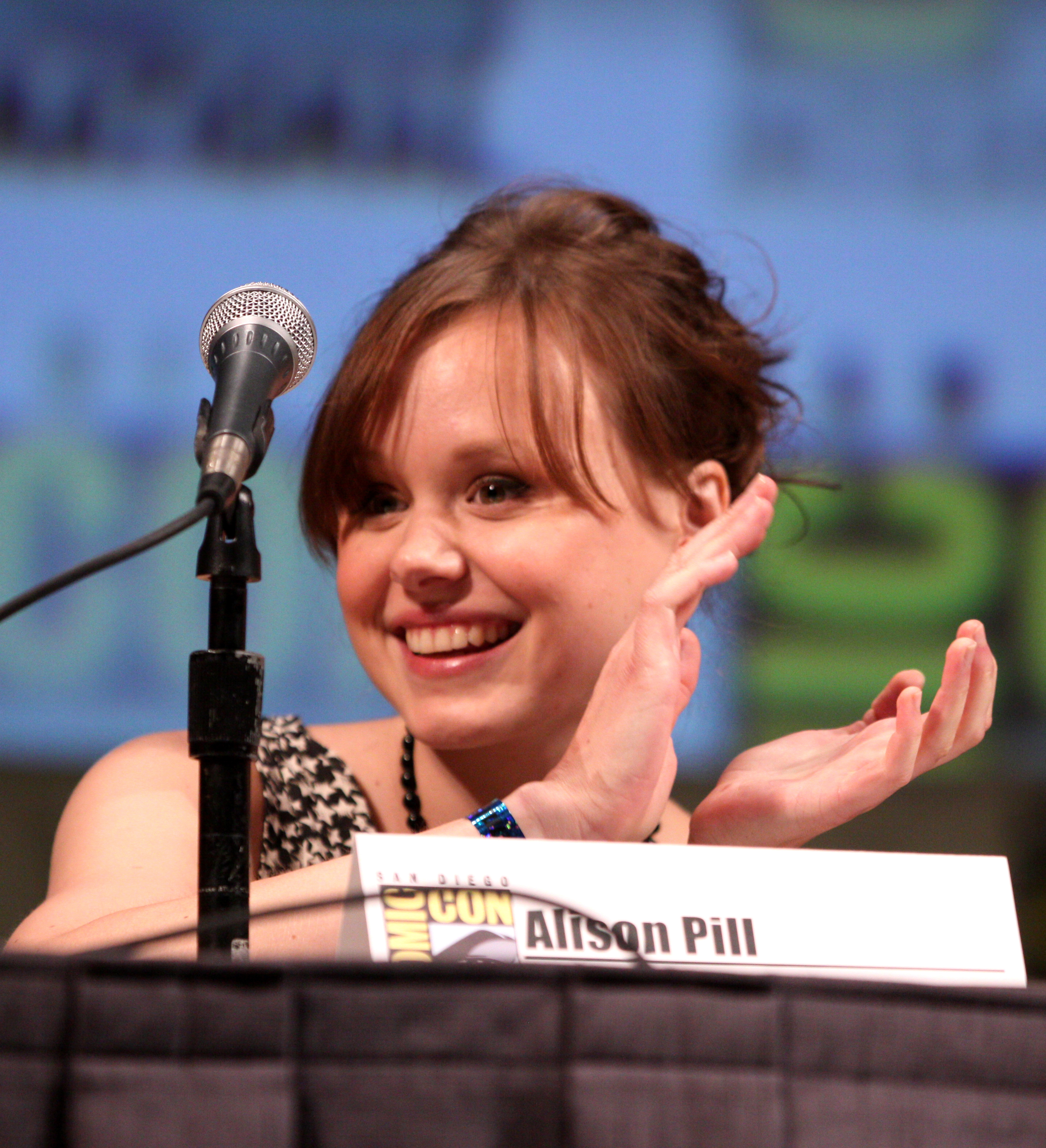
Alison Pill interpreta Ivy Mayfair-Richards.

#### Ivy Mayfair-Richards
Ivy, interpretata da Alison Pill, è la gestrice, insieme alla moglie Ally, di un ristorante. Ivy e Ally hanno un figlio, Oz. Dopo le elezioni, Ivy apparentemente cerca di consolare la moglie e, segretamente, si unisce alla setta di Kai, volendo allontanare Ally dal figlio Oz, facendo diventare pazza la moglie, così che un giudice le affidi la piena custodia del bambino. Ivy si lega alla setta di Kai, diventandone il quinto membro, anche perché Ally non ha votato Hillary alle elezioni, ma Jill Stain, odiata sia da Ivy che da Kai. Ivy entra in contatto con Kai grazie all'incontro con Winter, che ha difeso la donna dopo che Gary Longstreet cerca di violentarla. Ivy lascia la moglie ed inizia una relazione con la giovane Winter. Le cose, però, non vanno come Ivy ha pianificato; infatti, Ally si unisce alla setta di Kai per incastrare la moglie. Ivy, infatti, viene uccisa da Ally dopo che quest'ultima le avvelena il cibo con dell'arsenico. Quando Kai viene arrestato si assume la colpa per tutti gli omicidi tranne quello di Ivy ed incolpa Ally di questo. Il giovane, però, non viene creduto e la colpa dell'omicidio di Ivy ricade su Kai.

### Personaggi secondari

#### Beverly Hope
Beverly, interpretata da Adina Porter, è una tormentata giornalista di Brookfield Heights la cui rabbia nei confronti del mondo è notata da Kai Anderson che prova il suo interesse per il passato della donna uccidendo Serena Belinda, una giovane reporter odiata da Beverly. Dopo questo, Kai ottiene la lealtà della donna e Beverly diventa il terzo membro della setta di clown, con la promessa di avere lo stesso potere del leader, Kai. Beverly utilizza la sua posizione da giornalista per far aumentare il consenso nei confronti di Kai dopo che si candida come Consigliere Comunale, mettendo in evidenza con grande brutalità gli omicidi che devastano la piccola cittadina. Inoltre, Beverly appoggia in seguito la decisione di Kai di uccidere R.J., il cameraman della donna che entra anche lui a far parte della setta, per la sua debolezza d'animo. Beverly incontra una sera Bebe Babbitt, che la convince ad incontrarla nell'hotel in cui vive. Giunta all'appuntamento, Bebe dice a Beverly che Kai la sta trattando come un burattino, e lo stesso con le altre donne della setta. In seguito, Beverly fa conoscere la Babbitt ad Ivy e Winter ed insieme decidono di uccidere brutalmente Harrison, per alcuni commenti sessisti. In seguito Beverly, come punizione, viene isolata e torturata dopo che Winter dà la colpa alla reporter per l'omicidio di Jack Samuels, pur essendo stata lei stessa; dopo le torture e il riconoscimento della sua innocenza e dopo che Kai fa bere una bevanda inventando che sia avvelenata, Beverly cade giù di morale ed inizia il suo esaurimento nervoso. D'altra parte, dopo che Ally fa arrestare Kai dall'FBI e automaticamente Beverly, essendo presente nel posto, Beverly ritorna ad essere la donna lucida di un tempo. Infatti, la donna è scagionata subito dopo, creduta dalla polizia una vittima di Kai, e non un membro della setta, ed instaura un forte rapporto di amicizia con Ally. Beverly ormai non è più una reporter ed aiuta Ally nella sua campagna per diventare Senatrice, promuovendo le sue iniziative. Durante il dibattito tra Ally e il suo avversario politico, Kai irrompe nella sala, e, dopo il mancato omicidio da parte del giovane di Ally, Beverly spara in testa a Kai, uccidendolo.

#### Meadow Wilton
Meadow, interpretata da Leslie Grossman, è la moglie e migliore amica di Harrison Wilton. Meadow e Harrison erano migliori amici al liceo e, nonostante l'omosessualità di lui, si sono sposati poiché entrambi single. Meadow è una donna irritante ed ipocondriaca, che si circonda di hobby per allontanare la sua rabbia interiore. A seguito di un tumore alla pelle, è costantemente in guerra contro il sole. A differenza di Harrison che non prova veri sentimenti per lei, Meadow lo ama sin da quando era piccola. È la tipica casalinga, fan sfegatata di Nicole Kidman e di Real Housewives. Meadow non crede nelle elezioni presidenziali perché non pensa che i cittadini abbiano i requisiti per eleggere il presidente. Dopo essere rimasta disoccupata a causa della malattia e delle molestie del suo capo, attraversa una crisi finanziaria con il marito. I due perdono la casa, ma verranno motivati dall'incontro con Kai Anderson, un sostenitore di Trump con ideali estremisti. Kai vuole prendere il potere creando un movimento politico, ma per farlo vuole reclutare dei seguaci, con cui diffondere la paura nelle menti della gente in modo da controllarle e salire al potere. Meadow ed Harrison, convinti dalle idee di Kai, diventano i suoi primi due seguaci. Kai, in modo da sfruttare la paura delle persone, vuole terrorizzarle creando l'idea di una setta di clown assassini, le cui repellenti maschere vengono disegnate da Meadow, che avrebbe voluto fare l'artista. Con addosso le maschere da clown, Kai, Meadow ed Harrison uccidono la giornalista Serena Belinda e il suo camera-man Cole, in modo da reclutare Beverly Hope. In breve tempo Kai crea una vera e propria setta. A seguito della vittoria di Donald Trump alle elezioni presidenziali si uniscono a Kai anche sua sorella Winter, Ivy Mayfair-Richards, Gary Longstreet e RJ, il camera-man di Beverly. Meadow intanto riesce a liberarsi del suo essere ipocondriaca e di tutte le sue ossessioni, quindi libera la propria rabbia interiore. Tutto questo grazie a Kai, di cui Meadow si innamora perdutamente, persino più di Harrison. Kai riesce a far sentire Meadow speciale e inarrestabile. Ben presto la setta di Kai riesce a diffondere la paura nella cittadina di Brookfield Heights tramite vari omicidi. Kai ordina a Meadow ed Harrison di trasferirsi nella casa dei defunti Chang (uccisi proprio da Meadow e dagli altri). I due fanno la conoscenza delle vicine Ally e Ivy. Successivamente daranno ad Ally una delle pistole dalla loro collezione privata, poiché la donna, afflitta da svariate fobie (aumentate dopo la vittoria di Trump), sente la necessità di proteggere sé stessa e la sua famiglia. Dopo che Ally uccide accidentalmente Pedro Moralez, Meadow ed Harrison la indicano come razzista terrorizzandola sul portico di casa sua e regalando a suo figlio Oz un porcellino d'india, criticando il fatto che il bambino non abbia un punto di riferimento maschile. Successivamente, qualcuno si infiltra in casa di Ally e Ivy, dipingendo sulla porta un clown che sorride, il simbolo della setta, e intrappolando il porcellino d'india di Oz nel microonde, uccidendolo. Ally indica subito come colpevoli Meadow ed Harrison. Dopo una sfuriata e un litigio finito male a casa dei Wilton, dove Ally arriva a minacciare Meadow dopo che quest'ultima la critica, Ally ed Ivy trovano il simbolo della setta disegnato anche a casa loro ma decidono di non avvertirli. Nel frattempo Kai scopre che Harrison, dentro di sé, è arrivato a odiare la moglie e la vorrebbe morta. Meadow, intanto, si infuria con Kai e decide di lasciare la setta. Per questo Kai la fa legare e le dice che non conta niente. Poi la fa gettare in una buca da Harrison e dal suo amante Jack Samuels. Le autorità, avendo trovato il simbolo della setta dipinto nella casa dei Wilton, reputa Meadow come rapita, visto che Kai ha fatto in modo di lasciare delle tracce di sangue che lascino pensare al rapimento. Ally, spiando Harrison e Samuels, scoprirà della loro relazione. Dopo essersi intrufolata a casa loro, scoprirà Meadow in stato confusionale all'interno della buca. Allarmata, correrà a chiamare la polizia, ma Meadow la segue. Meadow la avverte della setta e di sua moglie, subito prima di essere riportata a casa sua da Samuels e da Harrison. Ally quindi si introduce ancora una volta a casa loro e libera Meadow. Le due si recano al ristorante di Ally, dove Meadow rivela tutto della setta ad Ally. Quest'ultima scopre quindi che tutti gli eventi orribili degli ultimi mesi non erano altro che opera dei clown della setta di Kai. Meadow averte Ally che l'unico modo per fermarlo ed impedirgli di salire al potere è ucciderlo. Per guadagnare tempo, Ally lascia Meadow nello studio del suo terapeuta Rudy Vincent mentre lei va a cercare aiuto. Meadow, durante l'assenza di Ally, riceve una chiamata di Kai e se ne va. Il mattino dopo, durante un dibattito pubblico di Kai, Meadow uccide molti dei presenti con dei colpi di pistola. Meadow spara a Kai colpendolo alla gamba e Ally cerca di fermarla. In quel momento Meadow dice: "questo è il volto del vero amore"; poi si spara in bocca. Assistiamo ad un flashback in cui scopriamo che Kai, dopo aver legato Meadow, gli aveva dichiarato il suo amore e le aveva chiesto di fingersi terrorizzata agli occhi di Ally, per poi rivelargli tutto. Kai infatti crede che se Ally, affetta da molte fobie, parli di una setta di clown nessuno le crederà e sarà in quel momento che la verità sarà nascosta bene. Mentre hanno un rapporto sessuale, Kai chiede inoltre a Meadow di sparargli senza ucciderlo per farlo apparire più forte agli occhi della gente, in vista delle elezioni comunali. Kai inoltre fa capire a Meadow che, subito dopo avergli sparato, dovrà uccidersi. Meadow accetta, sapendo di rendere il loro amore eterno con questo atto. Ritornando al presente, Meadow viene trovata morta dalle autorità, mentre Kai, soddisfatto, viene portato in ospedale. In seguito Harrison giustifica di fronte alla stampa le azioni di Meadow come vendetta per la vittoria di Trump. Le donne della setta (Winter, Beverly e Ivy) vendicheranno Meadow uccidendo Harrison, che non gli era stato devoto come avrebbe dovuto essere.

#### Harrison Wilton
Harrison, interpretato da Billy Eichner, è un eccentrico uomo che si trasferisce insieme alla moglie Meadow nella casa di fronte a quella dei Mayfair-Richards. Pur essendo sposato con una donna, Harrison è omosessuale; infatti, al liceo fece un patto con la donna secondo cui se non si fossero ancora sposati a 35 anni si sarebbero sposati tra loro. Harrison è un personal trainer e un apicoltore e tiene in casa sua una vasta collezione di armi. Dopo le elezioni sia Harrison che Meadow entrano in contatto con Kai Anderson. Harrison conosce il giovane uomo in palestra attraverso cui capisce che è di continuo sfruttato dal suo capo, Vinny Ravoli. Dopo un'interazione sessuale con Kai, Harrison uccide Ravoli smembrandolo e disperdendone i resti. Harrison si lega anche a Kai in un momento difficile: i coniugi vengono sfrattati e perdono la propria casa e sono costretti a trasferirsi in un monolocale. Dopo aver ucciso i Chang insieme agli altri membri della setta, i Wilton si trasferiscono nella loro casa. Pur essendo inizialmente amichevoli con le Mayfair-Richards, dopo l'omicidio di Pedro prendono di mira Ally offendendola e minacciandola. In un confessionale con Kai, Harrison rivela di volere la propria moglie morta. Nel frattempo, inizia una relazione con il Detective Jack Samuels. Dopo che Meadow dice a Kai di voler lasciare la setta, il giovane le dà un'ultima possibilità: tentare di ucciderlo per ottenere voti. Harrison nel frattempo cerca di seppellire viva la moglie e fingere davanti ad Ally un arresto per avere ucciso Meadow. Dopo il suicidio di quest'ultima, Harrison confida a Kai dei commenti sessisti contro le donne. Quando Ivy, Winter e Beverly li scoprono, grazie alla spinta della femminista Bebe Babbitt, decidono di uccidere Harrison segandogli da vivo prima un braccio e poi la testa, gettando i resti in un lago vicino alla cittadina.

#### Oz Mayfair-Richards
Ozymandias "Oz", interpretato da Cooper Dodson, è il giovane figlio di Ally e Ivy ed ha come bambinaia Winter Anderson. Oz è in realtà solo il figlio di Ally, essendo stato tenuto in grembo da lei attraverso un'inseminazione artificiale. Pur essendo la madre terrorizzata dai clown, Oz sembra avere un'ossessione per questi, comprando un fumetto sul clown Twisty. Per questi motivi c'è molta tensione tra Ally e Oz, che sembra preferire l'altra madre, Ivy. Una sera, Oz è testimone insieme a Winter, che cerca di spaventarlo in tutti i modi, dell'omicidio dei Chang. Dopo che Ivy va via di casa con Oz, la relazione del bambino con Ally peggiora ancora di più. Mentre Ally è rinchiusa un istituto psichiatrico, Ivy non porta mai il figlio a vedere la madre. Quando Ally, però, esce dall'ospedale ha modo di rivedere Oz dopo tanto tempo ed il volere tenere solo per sé il figlio è tra le motivazioni che spinge Ally ad uccidere Ivy. Ally, inoltre, riesce ad entrare nella setta di Kai inventando all'uomo che Oz è suo figlio. Kai, infatti, si affeziona in maniera particolare al ragazzino. Nel periodo in cui Ally diventa Senatrice, il rapporto tra madre e figlio si solidifica sempre di più.

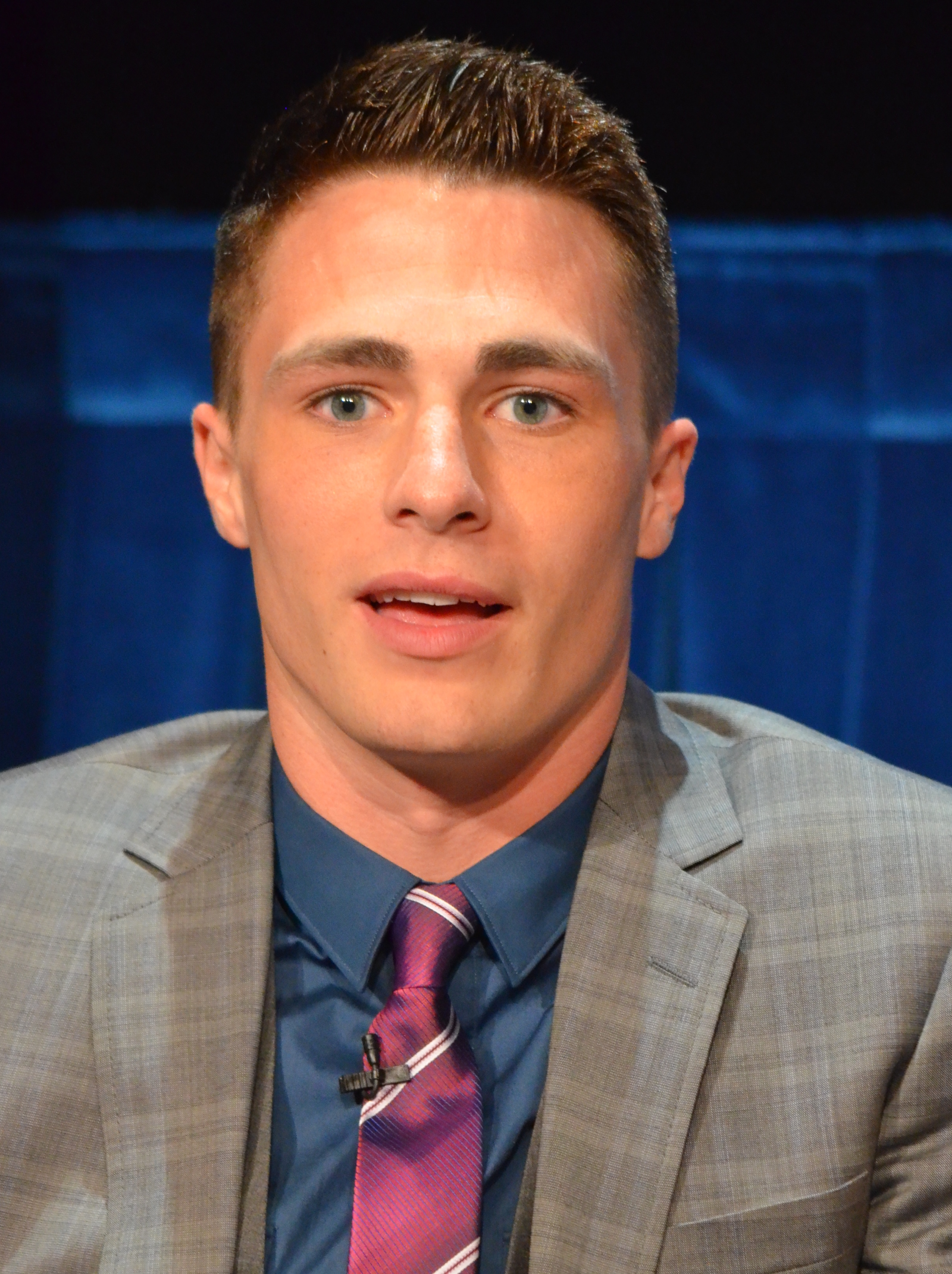
Colton Haynes interpreta il Detective Jack Samuels.

#### Detective Jack Samuels
Jack, interpretato da Colton Haynes, è un poliziotto di Brookfield Heights che indaga su molti casi di cronaca che avvengono nella cittadina. Apparentemente Samuels sembra abbracciare un ideale razzista e di stampo nazista, conservando una serie di cimeli del Nazismo in casa sua. Mentre sta facendo un'ispezione anti-droga Jack conosce Kai Anderson, ma non lo arresta con l'accordo che Kai debba dare la maggior parte dei soldi guadagnati al detective. Samuels ha una relazione tormentata con le donne, con cui è violento e sadico, e, una sera, Kai va a fargli visita confermando l'omosessualità del poliziotto facendo sesso con lui. In seguito si lega alla setta di Kai. Jack è chiamato ad investigare sugli omicidi avvenuti nella città, come quelli dei coniugi Chang e di Rosie e Mark, e anche sull'attacco ad Ally al supermercato, da parte dei clown. Inoltre, essendo di pensiero razzista, accusa senza prove Pedro di aver ucciso Roger. In seguito, Kai persuade Jack a partecipare a un rapporto sessuale a tre con la sorella Winter, così che il poliziotto metta incinta Winter mentre fa sesso anale con Kai, per dare vita un nuovo "Messia". Pur accettando, sia Samuels che Winter si rifiutano di fare questa follia. In seguito Jack prova a stuprare Winter per metterla incinta, ma Winter prontamente gli ruba la pistola e gli spara in testa, facendo di Samuels il quarto membro della setta a morire.

#### Bebe Babbitt
Bebe, interpretata da Frances Conroy, è una donna che è stata per un periodo l'amante di Valerie Solanas e leader della setta dello SCUM nel periodo in cui la Solanas è rinchiusa in un ospedale psichiatrico. Circa cinquant'anni dopo Bebe diventa la terapista di Kai Anderson e lo deve aiutare a placare la sua rabbia incontrollata. Bebe durante le sedute con Kai lo sprona di continuo ad entrare in politica come un mezzo per aumentare la rabbia femminile e portare le donne ad avere la propria rivincita. Bebe inoltre incontra Beverly, Ivy e Winter e convince le donne a ribellarsi al sessismo presente nella setta, e le convince ad uccidere Harrison. La Babbitt scopre però che l'intento di Kai non coincide con quello che avrebbe voluto lei stessa e nel momento in cui sta per uccidere il giovane uomo, Bebe viene uccisa con un colpo di pistola da Ally.

#### Gary K. Longstreet
Gary, interpretato da Chaz Bono, è un cassiere di un supermercato di Brookfield Heights. Il giorno prima delle elezioni entra in discussione con Ivy durante un rally politico, provando a stuprarla, ma è fermato da Winter, che lo minaccia di chiamare la polizia. In seguito Winter e Ivy lo sequestrano e gli legano il braccio a un palo di uno scantinato, così che non possa scappare per andare a votare. Però, Kai Anderson lo aiuta a scappare costringendo Gary a tagliarsi la mano con una sega. Giunto al seggio elettorale insieme a Kai, vota fieramente Trump, ed in seguito è ospedalizzato. In seguito anche Gary diventa parte della setta di Kai. Gary diventa il sesto ed ultimo, prima di Kai, membro della setta a morire, sacrificandosi per Kai e facendo sì che il suo corpo smembrato fosse messo davanti a una clinica per gli aborti, in segno di protesta.

#### Bob Thompson
Bob, interpretato da Dermot Mulroney, è un conduttore del telegiornale locale di Brookfield Heights e capo di Beverly Hope e Serena Belinda. Bob inizia una relazione sessuale con la giovane Serena. Dopo l'uccisione della ragazza, Bob fa sì che nessuno veda il video dove si vede Serena mentre la accoltellano. Beverly insiste per avere il video così che la gente si accorga di cosa stia succedendo, sotto richiesta di Kai. Dopo che Bob minaccia Beverly di licenziarla per i suoi servizi eccessivamente cruenti, il conduttore è ucciso dalla setta di Kai, inclusa Beverly. Mentre stanno per ucciderlo, si scopre che Bob ha uno schiavo sessuale, e dopo l'uccisione di questo, viene automaticamente ucciso l'uomo, scena che provoca il disgusto di Ivy.

#### Speedwagon
Speedwagon, interpretato da Cameron Cowperthwaite, è un giovane ragazzo che fa parte di un "esercito" di uomini che volontariamente diventano il braccio destro di Kai dopo che egli è stato nominato Consigliere Comunale. Speedwagon diventa, più degli altri, un grande sostenitore della politica di Kai, diventando anche parte della setta dei clown quando molti dei vecchi membri uomini, indossando più precisamente il costume di R.J.. In realtà, viene poi rivelato che il giovane si è unito a Kai perché in contatto con la polizia, ponendo nella casa di Kai una serie di cimici. Inizialmente, Ally accusa Winter di aver messo gli apparecchi elettronici, portando Kai ad uccidere la sorella. Dopo l'uccisione, Speedwagon corre in macchina per distruggere gli apparecchi, preso dai sensi di colpa, mentre è raggiunto da Ally a cui spiega la storia. La donna, dopo la rivelazione, lo uccide con una pugnalata al cuore.

### Personaggi ricorrenti
- Twisty il Clown, interpretato da John Carroll Lynch, è il clown assassino della quarta stagione della serie, American Horror Story: Freak Show. Oz Mayfair-Richards possiede dei fumetti intitolati Le Cronache di Twisty, in cui sono raccontati alcuni brutali omicidi del clown ma in chiave moderna e Oz lo vede spesso in alcuni incumbi. Ally inizialmente è terrorizzata dal fumetto a causa della sua fobia per i clown, che in seguito supera, regalando vari numeri del fumetto al bambino. Oz possiede anche un pupazzo che ritrae Twisty.
- Tom Chang, interpretato da Tim Kang, è, insieme alla moglie Marilyn, il vicino di casa di Ally e Ivy Mayfair-Richards. Tom è un Consigliere Comunale e, quando Kai si presenta in Comune facendo un discorso sulla politica della paura, Tom non lo considera. In seguito, i coniugi sono uccisi brutalmente dalla setta di clown e sono testimoni di ciò Oz e Winter.
- Pedro Morales, interpretato da Jorge-Luis Pallo, è uno chef presso il ristorante di Ally e Ivy. Anche se Ally lo ha assunto poiché è un immigrato messicano, anche se l'uomo dice di provenire dalla cittadina americana di San Diego. Più che con Ally, sembra avere particolarmente un buon rapporto con Ivy; Pedro rimane anche coinvolto in un diverbio con un altro chef, Roger, poiché l'uomo messicano è solito parlare lo spagnolo in cucina. La sera stessa, Roger viene ucciso e Pedro viene considerato il responsabile dell'omicidio, a causa anche del razzismo della polizia di Brookfield Heights. Durante un inaspettato blackout, Ivy manda Pedro da Ally per darle delle candele, ma, quando arriva dalla donna, Ally lo uccide, pensando che sia un ladro.
- Roger, interpretato da Zack Ward, è un impiegato del ristorante di Ally e Ivy. Apparentemente, sembra avere un forte atteggiamento razzista, in particolar modo verso un impiegato messicano, Pedro. Una sera, Roger viene trovato morto nella cella frigorifera del ristorante e il corpo viene trovato da Ally.
- Rosie, interpretata da Laura Allen, è una paziente del dottor Rudy Vincent che soffre di una rara fobia verso le tombe e i cimiteri, a causa di un trauma che ebbe da piccola a causa di suo padre; dopo la morte del padre riesce a superare questa fobia, anche a causa del dottor Vicent. Dopo una seduta con lo psichiatra insieme al marito Mark, la coppia torna a casa viene assalita dalla setta di Kai e i coniugi vengono rinchiusi vivi e lasciati morire all'interno di due bare bianche. I corpi vengono poi trovati dalla polizia giorni dopo.
- Mark, interpretato da Ron Melendez, è il marito di Rosie, una paziente del dottor Vincent. Insieme alla moglie vengono assaliti dalla setta di Kai e rinchiusi vivi e lasciati morire all'interno di due bare bianche.
- R.J., interpretato da James Morosini, è un giovane cameraman che lavora spesso con Beverly Hope. Insieme alla giornalista, il giovane si unisce alla setta di Kai e partecipa alle azioni di omicidio e terrore che terrorizzano Brookfield Heights. Spesso R.J. critica l'eccessiva violenza di Kai e si emoziona facilmente di fronte a crimini efferati. Pur essendo parte della setta, Kai non ha una grande simpatia per lui, arrivando a tirargli un ceffone quando R.J. chiede alcune motivazioni. In seguito, Beverly viene infastidita dall'eccessiva debolezza del ragazzo e propone a Kai di eliminarlo dal gruppo. Allora, una sera Kai lo lega ad una sedia e ordina agli altri membri della setta di ucciderlo tutti insieme con una pistola sparachiodi. R.J. è il primo membro della setta a morire.
- Serena Belinda, interpretata da Emma Roberts, è una giovane giornalista che diventa la rivale di Beverly Hope. Serena utilizza la propria femminilità e la propria sessualità per continuare la sua carriera giornalistica, tanto da diventare l'amante di Bob Thompson, il direttore del giornale dove lavorano la Belinda e la Hope, volendo lavorare per il Today Show. Serena e il suo cameraman, Cole, sono uccisi dai clown assassini sotto l'ordine di Kai, che compie quest'azione per persuadere Beverly a unirsi alla propria setta.
- Sally Keffler, interpretata da Mare Winningham,  è un membro del consiglio comunale di Brookfield Heights che si oppone al metodo di Kai Anderson di dominare attraverso la paura. Il giorno prima delle elezioni per il Consiglio Comunale, Sally decide di candidarsi all'ultimo minuto. La sera stessa, riceve la visita di Ally Mayfair-Richards che le riferisce che Kai, il suo avversario politico, è il leader della setta di clown che spaventa la cittadina. Sally le crede e, mentre stanno parlando, la setta irrompe in casa della donna. I clown la mettono a terra impedendole di alzarsi, mentre Kai sta scrivendo un messaggio di addio sul suo account Facebook. In seguito, uccide Sally con un colpo di pistola al petto, così che la sua morte possa sembrare un suicidio.
- Valerie Solanas, interpretata da Lena Dunham, è stata una femminista radicale e autrice del manifesto SCUM e colei che tentò di uccidere Andy Warhol il 2 giugno 1968 a causa dell'indifferenza dell'uomo verso i suoi scritti. Nella stagione è, però, messa in evidenza la formazione da parte della Solanas di una setta femminista il cui unico scopo era uccidere la razza maschile e l'uccisione da parte del gruppo di una serie di uomini e donne, in particolar modo coppie; nel frattempo, però, un membro omosessuale che faceva parte della setta si accredita degli omicidi sotto il nome dello Zodiaco, il famoso killer anonimo che uccise una serie di coppie a fine anni Sessanta. Dopo l'assassinio di Warhol, Valerie è chiusa in un istituto psichiatrico, da cui da istruzioni alle sue seguaci, e da quando poi viene rilasciata la sua condizione mentale peggiora sempre più ed ha continue allucinazione dove vede Warhol. Fallito ogni suo piano, muore in solitudine di polmonite nel 1988.
- Andy Warhol, interpretato da Evan Peters, è stato un artista americano che non considerò alcuni copioni di cinema scritti da Valerie Solanas; questa azione fece infuriare la donna, portandola a sparare a Warhol nel giugno 1969.
- Butchy May, interpretata da Dot-Marie Jones, è stata una delle seguaci di Valerie Solanas, dopo che aveva ucciso un uomo ed era scampata alla polizia. In seguito, Butchy e le altre donne seguaci di Valerie la abbandonano a causa della sua follia repentina.
- Hedda, interpretata da Jamie Brewer, è stata una delle seguaci di Valerie Solanas. Hedda era stata abbandonata da piccola ed era poi diventata una ragazza di strada. In seguito, la ragazza e le altre donne seguaci di Valerie la abbandonano a causa della sua follia repentina.
- Charles Manson, Jim Jones, David Koresh e Marshall Applewhite, interpretati da Evan Peters, sono stati quattro leader di quattro sette, esaltati da Kai Anderson, da cui trae ispirazione per molte proprie azioni, in particolar modo da Manson e dalla sua Famiglia.
- Pastore Charles, interpretato da Rick Springfield.
- Susan Atkins, Patricia Krenwinkel, Linda Kasabian e Tex Waston, interpretati, rispettivamente, da Sarah Paulson, Leslie Grossman, Billie Lourd e Billy Eichner, sono stati quattro componenti della Famiglia Manson, tutti condannati all'ergastolo per i molteplici omicidi, in particolar modo per gli omicidi Tate-La Blanca. La Kasabian, in particolar modo, aiutò la polizia americana ad arrestare Charles Manson.
- Sharon Tate, interpretata da Rachel Roberts, è stata un'attrice americana e l'ultima vittima di Charles Manson e della sua Famiglia, uccisa al nono mese di gravidanza.
- Herbert Jackson, interpretato da Dennis Cockrum, è l'avversario politico di Ally quando la donna si candida al ruolo di Senatore nel 2018.
- Erika ,interpretata da Annie Ilonzeh, è la nuova fidanzata di Ally. Inoltre, Erica lavora come chef nel ristorante di Ally e dell'ormai deceduta Ivy. In seguito supporta, insieme al figlio di Ally,Oz, e Beverly Hope, Ally quando si candida come Senatrice degli Stati Uniti nel 2018.

## Personaggi dell'ottava stagione:Apocalypse
Il cast principale dell'ottava stagione è costituito da:
- Sarah Paulson
- Evan Peters
- Adina Porter
- Billie Lourd
- Leslie Grossman
- Cody Fern
- Emma Roberts
- Cheyenne Jackson
- Kathy Bates

### Personaggi principali

#### Wilhemina Venable
Wilhemina, interpretata da Sarah Paulson, è la barbarica governatrice dell'Avamposto Tre. Sembra che lavori per la Cooperativa, la società che gestisce ciò che rimane dell'umanità dopo lo sgancio dei missili balistici, ma in realtà fa solo ciò che vogliono i loro rappresentanti. Nell'Avamposto ha imposto regole ferree, come il divieto di avere rapporti sessuali, introducendo anche una pena di morte per chi infrange le regole. Inoltre, impone a tutti coloro che abitano l'Avamposto di chiamarla Signorina Venable. Apparentemente sembra anche indolore nel sentenziare ingiustamente le persone. Wilhemina soffre di una grave forma di scoliosi, cosa che la costringe a camminare con un bastone e a tenere sempre abiti molto coprenti; infatti quando ha un confronto con Langdon si rifiuta di mostrargli la schiena inizialmente, cosciente della sua vergogna. In seguito, Langdon le dice che non è fra coloro che verranno scelti per accedere al Santuario, vista la rovina che dopo anni sta avendo l'Avamposto. Dopo che un carico di mele mature arriva all'Avamposto, decide, insieme alla Signorina Mead di avvelenare tutti i residenti del bunker con il veleno di alcuni serpenti che compaiono misteriosamente nel luogo, così che possa accedere al Santuario solo in compagnia della Mead. Dopo che tutti i residenti muoiono, sopraggiunge da Langdon che le dice, prendendola in giro, che ora ha passato la prova. Nel frattempo aveva ordinato alla Mead di sparare a Langdon, ma, essendo questa un robot controllato da Langdon, cosa che la donna non ne era a conoscenza, la Mead spara il colpo di pistola alla Venable, uccidendola. Attraverso dei flashback, viene rivelato che Wilhemina lavorava nella società segreta di robot di Jeff Pfister e Mutt Nutter, i creatori del robot della Mead e pianificatori degli avamposti, come loro assistente personale; i due infatti decidono di assegnarle in seguito a delle lamentele della donna la direzione dell'Avamposto Tre. La sua morte è poi evitata quando Mallory ritorna indietro nel tempo per uccidere Michael ed evitare, di conseguenza, l'apocalisse.

#### Cordelia Goode
Cordelia, interpretata da Sarah Paulson, precedentemente nota come Cordelia Foxx, è uno fra i personaggi principali della terza stagione. La strega arriva, insieme a Madison Montgomery e Myrtle Snow, all'Avamposto Tre per resuscitare le proprie "sorelle": Mallory, Dinah Stevens e Coco St. Pierre Vanderbilt. Cordelia riferisce a Mallory che hanno bisogno di lei per riuscire a sconfiggere Michael Langdon. Nel momento in cui Langdon compare davanti a lei, insieme alla Mead, Cordelia e le altre sono pronte ad affrontarlo. In una serie di flashback, Cordelia, insieme a Zoe Benson e Myrtle giunge alla Hawthorne School (luogo dove ora si trova l'Avamposto Tre), per un concilio di emergenza. All'incontro, lo stregone Ariel Agustus chiede a Cordelia di poter far praticare le Sette Meraviglie a un altro stregone, Michael Langdon. Cordelia si rifiuta di praticarle, poiché rischierebbe, come successe con Misty Day, di condannare il ragazzo a morte; nel frattempo, Behold Chablis la rimprovera per aver qualche anno prima abbandonato un'altra propria strega, Queenie, a Los Angeles; Cordelia si difende affermando che ha provato in tutte le maniere a salvare strega, trovando prima il suo spirito all'interno dell'Hotel Cortez, mentre giocava a carte con lo spirito di James Patrick March, non riuscendola a salvare vista la forza demoniaca dell'hotel, che non è riuscita a vincere. Chiuso il consiglio, nel momento in cui Cordelia, Zoe e Myrtle lasciano l'edificio trovano davanti a sé Michael, insieme a Queenie e Madison, quest'ultima uccisa anni prima ed ha uno svenimento. Quando si sveglia gioisce nel rivedere le sue due ragazze. In seguito permette a Michael di compiere le Sette Meraviglie, passandole, e manda Madison, insieme a Behold, alla Murder House, la casa dove nacque Michael, per cercare informazioni sul ragazzo. Dopo aver scoperto che in realtà il ragazzo non è uno stregone, ma è l'Anticristo, chiede a Dinah Stevens, la regina del Voodoo, di avere un dialogo con Papa Legba, così che possa annientare Michael per sempre; incontra la divinità in compagnia di Nan, scoprendo che è stata uccisa anni prima da sua madre Fiona, ma l'accordo non viene stipulato e così Cordelia si trova di nuovo a terra. Nel frattempo Zoe riferisce a Cordelia le grandi abilità di un'altra strega dell'Accademia, Mallory, dopo che riesce a salvare miracolosamente Coco. In seguito la congrega condanna, per l'omicidio di John Henry Moore, Ariel, Baldwin e Miriam Mead, bruciandoli al rogo, essendo gli unici alleati di Michael. Quest'ultimo scopre le ceneri di costoro ed ha un confronto con Cordelia, che lo informa dell'incantesimo sull'anima della Mead, per non farla riportare in vita. Cordelia prova a trovare un compromesso con Michael ma il ragazzo rifiuta, promettendo di uccidere lei e le altre streghe. Dopo che Michael fa una strage della congrega, Cordelia riesce a sopravvivere, insieme a Myrtle, Madison, Mallory e Coco; Cordelia viene a conoscenza dei piani postapocalittici, e pone Coco e Mallory sotto un incantesimo di identità, così che si dimentichino del loro passato da streghe, per proteggerle, e assicurarle, attraverso i soldi di Coco, un posto nell'Avamposto Tre; arrivata, insieme a Madison e Myrtle, dopo le esplosioni nucleari, all'avamposto, Cordelia si suicida per permettere a Mallory di diventare la nuova Suprema, così che la ragazza riesce ad andare indietro nel tempo, uccidendo Michael e prevenendo l'apocalisse. Come risultato dell'alterazione temporale, Cordelia è così riportata in vita, continuando a dirigere l'Accademia insieme a Zoe, Queenie e Misty.

#### Mr. Gallant
Gallant, interpretato da Evan Peters, è un eccentrico parrucchiere. Appare inizialmente mentre sta facendo la piega a Coco St. Pierre Vanderbilt, essendo il suo parrucchiere di fiducia e uno dei più esclusivi di Los Angeles, riuscendo a scappare dai missili balistici insieme a sua nonna Evie, che lo ha cresciuto, salendo in un aereo insieme a Coco e Mallory. In seguito sopraggiungono anch'essi all'Avamposto Tre, dove rischia di morire, venendo dichiarato contaminato dalle radiazioni. Quando Langdon sopraggiunge all'Avamposto parlando ai residenti del Santuario e di chi possa essere adatto ad accedervi, chiede di aver per primo il confronto. Nel colloquio con Michael viene rivelato che Gallant è gay e odia profondamente Evie, poiché quest'ultima ha provato ad educarlo come un "perfetto omosessuale". Langdon lo provoca attraverso il Rubber Man, una figura emblematica che indossa una tuta di lattice, e quest'ultimo ha un rapporto sessuale con Gallant, venendo scovati da Evie, che, dopo aver fatto la spia alla Mead, fa infliggere al nipote una severa punizione. In seguito viene sedotto un'altra volta dal Rubber Man e, pensando sia Langdon, pugnala questa figura nel petto varie volte. Dietro il ragazzo appare però Michael stesso e al posto del Rubber Man insanguinato si trova sua nonna morta ricoperta di sangue. In seguito Langdon riferisce a tutti che Evie è morta naturalmente. Gallant muore insieme agli altri abitanti dell'Avamposto nella notte di Halloween, essendo tutti avvelenati dalla Venable e della Mead.  La sua morte è poi evitata quando Mallory ritorna indietro nel tempo per uccidere Michael ed evitare, di conseguenza, l'apocalisse.

#### Jeff Pfister
Jeff, interpretato da Evan Peters, è uno scienziato che lavora in una società segreta di robot. Insieme al collega Mutt, è solito fare scherzi e prendere in giro gli altri impiegati della società. Viene rivelato che entrambi vendettero la propria anima a Satana e sono responsabili della costruzione del robot con le sembianze e l'animo di Miriam Mead. Jeff e Mutt si occupano dell pianificazione degli avamposti e del mondo dopo le esplosioni nucleari; infatti, Myrtle, giunge dai due ragazzi e attraverso un incantesimo, manipola i due prenotando un posto per Coco e Mallory nell'Avamposto Tre. Jeff, dopo l'apocalisse, viene trasferito nell'Avamposto Due e, presumibilmente, muore dopo che l'avamposto cessa di esister per mancanza di cibo. La sua morte è poi evitata quando Mallory ritorna indietro nel tempo per uccidere Michael ed evitare, di conseguenza, l'apocalisse.

#### Dinah Stevens
Dinah, interpretata da Adina Porter., è una ricca e confortevole presentatrice televisiva che, pagando un'ingente somma di denaro, riesce a rifugiarsi con il figlio Andre nell'Avamposto Tre dopo l'esplosione nucleare. La donna è anche una praticante del Voodoo, ed ha già precedentemente conosciuto Michael Langdon prima dell'apocalisse dei missili balistici. Dopo che viene avvelenata dalla Venable e dalla Mead, insieme agli altri residenti, viene risorta, con Mallory e Coco, da Cordelia Goode. In alcuni flashback, viene rivelato che Dinah è il successore di Marie Laveau come Regina del Voodoo e viene spesso richiesta da molte donne, in cambio di soldi, per utilizzare il proprio potere come arma contro i loro mariti. Un giorno viene raggiunta da Cordelia che le chiede di poter contattare Papa Legba, essendo una divinità voodoo, per chiedergli di poter uccidere per sempre Michael Langdon. Dinah è sconvolta dal rifiuto di Cordelia nei confronti di Papa, considerata l'entità demoniaca della divinità. Poco dopo, Dinah, in cambio di soldi, permette a Michael e alla Mead di entrare nell'Accademia Robichaux e sterminare tutta la congrega, assicurandosi un posto nell'Avamposto Tre; le sopravvissute, Cordelia, Madison e Myrtle, decidono di non condannarla nel momento. Giunte nell'avamposto, Dinah crede che le streghe l'abbiano risuscitata per sconfiggere insieme a loro Michael, ma ribadisce di rimanere fedele a Langdon; in realtà, insieme alle streghe, si trova la sua predecessora, Marie Laveau, che viene riportata in vita in cambio dell'anima più oscura e crudele di Dinah Stevens; quest'ultima viene infatti poco dopo uccisa da Marie con un machete. La sua morte è poi evitata quando Mallory ritorna indietro nel tempo per uccidere Michael ed evitare, di conseguenza, l'apocalisse.

#### Mallory
Mallory, interpretata da Billie Lourd, è una giovane ragazza che lavora come assistente della miliardaria Coco St. Pierre Vanderbilt, venendo spesso trattata male dell'ereditiera. Insieme a Coco, Gallant ed Evie riesce a salvarsi dai missili balistici. All'interno dell'Avamposto non è un "Viola" come gli altri, ma un "Grigio", ovvero un servo. Quando viene intervistata da Langdon viene intimidita da quest'ultimo, non facendole lasciare la stanza, contro la sua volontà; poco dopo riesce a farlo volare in fondo alla stanza e a quasi dar fuoco alla stanza. Dopo che, insieme agli altri, viene avvelenata dalla Venable e della Mead, viene riportata in vita da Cordelia Goode, insieme a Coco e Dinah. Viene di seguito rivelato che Mallory è una strega, ma le viene inflitto un incantesimo da Cordelia per cui non è cosciente dei suoi poteri, per salvarla. Attraverso dei flashback, Mallory è una delle allieve streghe della Miss Robichaux's Academy di Cordelia, e apparentemente la più forte della congrega, con dei poteri mai visti prima d'ora, a seconda di quanto vedono Myrtle e Zoe. Poco dopo Mallory svolge le Sette Meraviglie, passandole tutte, di modo che tutti pensano sia la prossima Suprema. Mallory riesce a sopravvivere alla strage che Michael e la Mead compiono nell'accademia e per proteggerla, le streghe, insieme a Coco, la pongono sotto un incantesimo di identità, per assicurarsi che non muoiano durante le bombe nucleari (infatti, con i soldi di Coco potrà giungere in uno degli avamposti) e che l'incantesimo si rompa nel momento in cui Mallory sarà pronta per compiere un complesso incantesimo per tornare indietro nel tempo, che mai nessuna strega era riuscita a compiere. L'apocalisse avviene, Mallory giunge all'Avamposto Tre, viene avvelenata dalla Venable e della Mead e in seguito riportata in vita da Cordelia; a questo punto, Mallory è pronta per compiere l'incantesimo e ritorna alla sua identità di origine; dopo che Michael viene ucciso momentaneamente da Madison, Mallory si affretta, insieme a Cordelia e Myrtle, a compiere l'incantesimo ma, poco dopo, viene pugnalata per vendetta da Brock, il fidanzato di Coco, vagante nell'edificio. Poco prima che possa compiere l'incantesimo muore, ma, in seguito al gesto estremo di Cordelia, Mallory ritorna un'altra volta in vita, acquisendo così i poteri di Suprema e compiendo l'incantesimo. La ragazza ritorna nel 2015, dove un Michael adolescente viene cacciato di casa, dopo aver ucciso un prete, da sua nonna Constance Langdon. Mallory investe con un SUV il ragazzo, uccidendolo. Poco dopo, giunge all'Accademia Robichaux, dove lei sa chi siano tutte le streghe, ma non il contrario, dove conosce Cordelia, Zoe e Queenie, vive e vegete, convincendo anche quest'ultima a non soggiornare all'Hotel Cortez, evitando così la morte della ragazza. Per aver ucciso l'Anticristo, i demoni dell'inferno concedono a Mallory un favore, e la ragazza riporta in vita le due streghe Misty Day e Nan, ma quest'ultima decide di ritornare negli inferi. Mallory è consapevole che, però, il male non cessa di esistere con la morte di Langdon, ma sarà sempre in cerca di un'anima pura per realizzare i propri scopi malvagi.

#### Coco St. Pierre Vanderbilt
Coco, interpretata da Leslie Grossman, è una bizzarra miliardaria che trova rifugio nell'Avamposto Tre, insieme a Mallory, Gallant ed Evie, grazie all'aereo privato di suo padre, che muore insieme a sua madre e suo fratello a Hong Kong, in seguito a un altro missile balistico; è costretta ad abbandonare il suo fidanzato, Brock. Nell'Avamposto ha un rapporto conflittuale con la Venable, e spesso le vengono inflitte punizioni, lamentandosi spesso degli altri abitanti del luogo. In particolare, tratta molto male la propria assistente Mallory, offendendola spesso con parole pesanti. Durante la serata di Halloween, mentre gli altri abitanti vengono avvelenati, Coco si trova in camera insieme a un uomo mascherato, che, invece di Langdon come pensava, si tratta di Brock, riuscito a sopravvivere e a raggiungere l'Avamposto. Viene uccisa con una pugnalata in testa dall'uomo, per essere poi riportata in vita da Cordelia, insieme a Mallory e Dinah. Viene rivelato che è una strega, ma le viene inflitto un incantesimo da Cordelia per cui non è cosciente dei propri poteri. Attraverso dei flashback, Coco, grazie all'ingente finanziamento di suo padre, viene accolta nella Miss Robichax's Academy di Cordelia. Inizialmente, Coco pensa di essere inutile fra le altre streghe, poiché ha solo il potere di vedere se all'interno di un cibo c'è del glutine, ma, in seguito scopre di avere il potere di identificare quando c'è o meno un pericolo. In seguito, quando Cordelia scopre l'uccisione di John Herny Moore da parte di Miriam Mead, manda Coco a trovare la donna, facendola rapire dalla congrega e poi condannandola a bruciare al rogo. Dopo che Langdon e il robot della Mead compiono la strage nell'accademia, Coco riesce salvarsi insieme a Cordelia, Madison, Mallory e Myrtle. La donna, insieme a Mallory, viene poi posto sotto un incantesimo di identità per proteggere Mallory, assumendo la bizzarra e particolare personalità che avrà nell'avamposto; infatti, grazie ai soldi di Coco, quest'ultima e Mallory, che diventa la sua assistente personale, riescono a salvarsi dai missili balistici all'interno dell'Avamposto Tre. Dopo che viene resuscitata da Cordelia, ritorna ad assumere la sua vecchia personalità, e, nel confronto tra Langdon e le streghe, viene uccisa da Michael una seconda volta. La sua morte è poi evitata quando Mallory ritorna indietro nel tempo per uccidere Michael ed evitare, di conseguenza, l'apocalisse.

#### Michael Langdon
Michael, interpretato da Cody Fern, è il giovane figlio nato dallo stupro di Vivien Harmon, protagonista della prima stagione, da parte del fantasma dello psicopatico Tate Langdon, rendendolo così l'Anticristo fatto a persona. Circa diciotto mesi dopo la distruzione del mondo da parte dei missili balistici, Langdon si presenta all'Avamposto Tre, dicendo di essere stato mandato nel luogo dalla Cooperativa. Michael rivela agli altri abitanti che tutti gli altri avamposti sono cessati di esistere e la sua missione è di stabilire chi debba essere scelto per accedere al Santuario, un luogo misterioso dove le persone si dice abbiano dispense per decenni. Detto ciò, si rifiuta di rivelare chi siano gli scelti. Durante un'intervista a Gallant, Langdon scopre l'orientamento omosessuale del ragazzo e il suo odio nei confronti di sua nonna Evie. Dopo averlo manipolato attraverso un'interazione sessuale con il Rubber Man, Langdon fa uccidere a Gallant sua nonna. Durante la sua intervista con la Venable, Langdon ironizza sulla paura della donna legata alla sua scoliosi e alla sua paura della solitudine. In seguito mette in atto il proprio piano di uccidere tutti gli abitanti dell'avamposto attraverso la Mead, il robot che lui stesso ha fatto creare con le sembianze della donna che lo ha cresciuto gli anni precedenti, uccidendo poi anche la Venable. Attraverso dei flashback, viene rivelato che Michael fu cresciuto inizialmente da sua nonna Constance Langdon, che non fu in grado di frenare le sue misteriosi attitudini. Dopo che il ragazzo cresce di più di dieci anni in una sola notte,ha provato ad ucciderla,per poi uccidere un prete, Constance si suicida alla Murder House, rifiutandosi di vedere suo nipote per sempre. Dopo aver trovato il corpo di Constance, Michael va a vivere nella casa, instaurando inizialmente un bel rapporto con il fantasma di Ben Harmon; quest'ultimo poi decide di non farsi più vedere dopo che Michael uccide e brucia le anime delle due nuove proprietarie della casa. Poco dopo, la casa e Michael vengono scoperti da un gruppo di satanisti, tra cui la signora Miriam Mead, che permettono al ragazzo di realizzare la propria natura di essere l'Anticristo. Dopo che il fantasma di sua madre Vivien tenta di ucciderlo, Michael va via dalla casa e va ad abitare con la Mead, che diventa il suo braccio destro per eccellenza. Quando Michael viene arrestato per aver ucciso con la forza del pensiero un macellaio, viene scoperto in cella da un gruppo di stregoni e viene ammesso alla Hawthorne School (il futuro Avamposto Tre). Michael utilizza i propri poteri satanici per far credere agli stregoni di essere l'Alpha, uno stregone che, secondo la profezia, può sostituire la strega Suprema in carica nel suo ruolo. Dopo che la Suprema in carica Cordelia Goode si rifiuta di far praticare al ragazzo le Sette Meraviglie, Michael dimostra le sue abilità riportando in vita Queenie dall'Hotel Cortez, un posto considerato demoniaco (Cordelia non era riuscita), e Madison Montgomery dal suo inferno personale. Dopo una visione dell'apocalisse e di un "Demonio Bianco", Cordelia accetta di far praticare le sette prove al ragazzo, costringendolo a riportare in vita un'altra strega, Misty Day. Michael passa le Meraviglie, venendo considerato il prossimo Supremo. Cordelia in realtà capisce che nel ragazzo c'è un potere demoniaco, e lo utilizza per riportare in vita le streghe morte. Per questo motivo manda Madison e Behold Chablis alla Murder House, per reperire informazioni sul ragazzo, e i due scoprono che Michael è l'Anticristo. Dopo che le streghe condannano al rogo, per l'omicidio di John Henry, Ariel Augustus e Baldwin Pennypacker, gli unici due stregoni convinti che Michael sia l'Alpha, e Miriam Mead, Michael si dispera. Poco dopo ha un confronto con Cordelia, che gli dice di aver fatto un incantesimo alla Mea

#### Madison Montgomery
Madison, interpretata da Emma Roberts, è uno fra i personaggi principali della terza stagione. Dopo l'esplosione nucleare causata dai missili balisti, arriva, insieme a Cordelia Goode e Myrtle Snow all'Avamposto Tre, dove vengono risorte Mallory, Coco e Dinah. Attraverso dei flashback, in seguito alla morte da strangolamento inflittale da Kyle Spencer, Madison si trova nel proprio inferno personale, dove si trova a lavorare come una commessa sfruttata in un fittizio centro commerciale. Dopo che Michael Langdon riporta in vita Queenie, giunge nell'inferno di Madison e risorge anche lei. Dopo che Michael passa il test delle Sette Meraviglie, Cordelia manda Madison, insieme a Behold, a scovare sul passato di Michael nella casa dove è stato concepito e nato, la Murder House. Nella casa ha modo di conoscere la storia dell'infanzia di Michael grazie ad alcuni fantasmi, come quello di sua nonna, Constance Langdon, e della sua madre naturale, Vivien Harmon. Dopo vari dialoghi Madison e Behold prendono coscienza della natura demoniaca di Michael e del fatto che sia l'Anticristo. Nella casa Madison, attraverso un incantesimo, aiuta anche Violet Harmon a riconciliarsi per sempre con Tate Langdon. Tornata alla congrega riferisce le sue informazioni a Cordelia. In seguito Madison convince la strega attrice Bubbles McGee a ritornare a far parte della congrega per dare una mano alle streghe; inoltre, riesce a sopravvivere, insieme a Cordelia, Myrtle, Mallory e Coco alla strage che Michael e la Mead fanno nell'accademia. Dopo che Mallory e Coco sono poste sotto un incantesimo di identità, Madison scopre che Dinah Stevens, la Regina del Voodoo, ha compiuto la strage nell'Accademia, riferendolo a Myrtle e Cordelia, che decidono di non farla pagare alla donna nell'immediatezza. Madison, insieme e Cordelia e Myrtle, sarà una delle uniche tre streghe a sopravvivere ai missili balistici e all'apocalisse, rifugiandosi con un incantesimo sotto terra. In seguito, le tre donne giungono all'Avamposto Tre, dove risorgono Mallory per poter compiere l'incantesimo. Madison, per guadagnare tempo per l'incantesimo, uccide Michael con il mitra della Mead. Poco dopo, però, la ragazza è distratta dal corpo di Brock che va a fuoco e Michael riesce così velocemente a ritornare in vita, uccidendola. Dopo che Mallory ritorna indietro nel tempo per prevenire l'apocalisse, Madison si trova così intrappolata ancora nel proprio inferno personale. Mallory decide che per un po' rimarrà in quel luogo ma che la riporterà in vita anche per i grandi favori fatti alla congrega.

#### John Henry Moore
John Henry, interpretato da Cheyenne Jackson, è uno stregone e insegnante alla Hawthorne Academy al maschile. Dopo aver visto un filmato dove Langdon uccide un poliziotto, è l'unico fra gli stregoni a sospettare immediatamente della sua natura demoniaca, e crede fermamente che il ragazzo non sia uno stregone. Pur avendo questi sospetti, prega Cordelia di voler far compiere le Sette Meraviglie al ragazzo; pur essendo inizialmente scettica, la Suprema fa compiere le prove al ragazzo. Durante le celebrazioni per la riuscita di Michael delle sette prove, John Henry si discosta ed ha modo di vedere la faccia demoniaca di Michael nel momento in cui il ragazzo guarda lo stregone. Volendo riferire immediatamente Cordelia della sua visione, John Henry decide di fare le valigie e giungere alla congrega delle streghe. Nel suo viaggio verso New Orleans, mentre sta facendo benzina a una stazione di servizio, viene ucciso da Miriam Mead, sotto ordine di Ariel Augustus, un altro stregone che appoggia Michael, e brucia il corpo. Però, dopo che le streghe uniscono le loro forze per ritrovare le ceneri di John Henry, Mallory, durante le Sette Meraviglie, lo riporta in vita. Risorto, John Henry aiuta Cordelia a trovare, condannare al rogo e uccidere la donna che lo ha ucciso, Miriam, considerata pericolosa dalla congrega. Dopo che Michael e il robot della Mead uccidono quasi tutta la congrega di streghe, giungono all'accademia di stregoni, uccidendoli tutti coloro che sono presenti, fra cui John Henry, e creando con i loro corpi un simbolo satanico. La sua morte è poi evitata quando Mallory ritorna indietro nel tempo per uccidere Michael ed evitare, di conseguenza, l'apocalisse.

#### Miriam Mead
Miriam, interpretata da Kathy Bates, è la sadica guardiana dell'Avamposto Tre, insieme alla Venable. Una sera, controlla chi fra i residenti dell'avamposto sia un minimo contaminato, rivelando con uno strumento che Gallant e Stu lo sono; dopo aver decontaminato Gallant, uccide Stu con una pistola, per poi cuocerlo e trasformarlo in uno stufato, provocando il disgusto degli altri. Dopo che, mentre Emily e Timothy stanno per essere giustiziati, quest'ultimo le spara, viene rivelato che la Mead è un robot controllato esclusivamente da Michael Langdon. Quest'ultimo la utilizza per ideare un piano che consiste nell'avvelenare tutti i residenti dell'Avamposto Tre, per poi sparare a Miss Venable, a cui è stata apparentemente leale da sempre. Infatti, Langdon le dice che è stata voluta far costruire da lui con aspetto e mentalità di una persona a lui cara. In dei flashback, viene rivelato che Miriam Mead è infatti una persona realmente esistita, ovvero un membro di un gruppo satanista, che scopre Michael mentre il ragazzo soggiorna alla Murder House. Dopo che il gruppo fa realizzare a Michael che è l'Anticristo, la Mead diventa il braccio destro di Michael, diventando l'unica persona a credere veramente in lui; Michael nel frattempo uccide con i propri poteri un macellaio per difendere Miriam e, in galera, viene poi scoperto dagli stregoni della Hawthorne School (il futuro Avamposto Tre), anche grazie alle conoscenze della Mead. Nella scuola, il ragazzo, sotto decisione di Cordelia, pratica le Sette Meraviglie, dove viene creduto essere il famoso Alpha. Quando John Henry percepisce la natura demoniaca di Michael, mentre lo stregone si sta recando da Cordelia, la Mead lo segue e lo uccide a una stazione di benzina, dandogli fuoco. Dopo che John Henry viene riportato in vita, Cordelia manda Coco a cercare Miriam e le due hanno un confronto; Miriam le spara con una pistola tranquillizzante, stordendola. Subito dopo, due uomini intervengono, rapendo la Mead e caricandola in un furgone. Miriam, insieme ad Ariel e Baldwin, che anch'essi appoggiano Michael, sono arsi al rogo per l'omicidio di John Henry. Dopo che Michael scopre della morte della Mead, si reca a una società segreta che progetta robot con capacità cognitive estremamente avanzate e dà ai due scienziati Jeff e Mutt, che hanno venduto la propria anima a Satana, il compito di costruire un robot con sembianze e mentalità della vera Mead, riuscendo nel proprio compito. In seguito Michael utilizza la donna-robot per compiere i propri piani, come l'uccisione di quasi tutte le streghe della congrega, fra cui Zoe, Queenie e Bubbles, diventando il suo braccio destro per eccellenza, anche mentre l'Anticristo pianifica la fine del mondo. In seguito, l'apocalisse avviene e il robot della Mead sarà la guardiana dell'Avamposto Tre insieme alla Venable. Quando Cordelia, Madison e Myrtle giungono nell'Avamposto Tre, il robot viene fatto esplodere da Cordelia e il proprio braccio bionico utilizzato da Madison per uccidere Michael momentaneamente. La morte della vera Miriam Mead è poi evitata quando Mallory ritorna indietro nel tempo per uccidere Michael ed evitare, di conseguenza, l'apocalisse. Miriam, sempre in compagnia dei satanisti Anton LaVay e Samantha Crowe, giungerà poi, nel 2024, al cospetto della casa di Timothy Campbell e Emily, per vedere il nuovo Anticristo, Devan Campbell, il figlio della coppia.

### Personaggi ricorrenti

#### Myrtle Snow
Myrtle, interpretata da Frances Conroy, è uno fra i personaggi principali della terza stagione. Dopo l'esplosione nucleare, inflitta dai missili balistici, arriva, insieme a Cordelia Goode e Madison Montgomery all'Avamposto Tre, dove vengono risorte Mallory, Coco e Dinah. Attraverso dei flashback, dopo essere stata, per sua volontà, arsa al rogo dalle streghe della congrega, viene fatta tornare in vita, dopo due anni, attraverso un incantesimo, da Cordelia, necessitando il suo aiuto. Infatti, dopo la scomparsa di Queenie, Cordelia necessita di un'altra persona, oltre a Zoe, al suo fianco. Myrtle, dopo che vengono scoperte le potenzialità di Michael, è estremamente contraria nel far praticare al ragazzo le Sette Meraviglie; dopo che Cordelia decide di fargliele praticare, viene rimproverata, infatti, aspramente da Myrtle. Attraverso l'aiuto di Madison, riesce ad entrare in contatto con una sua storica amica, anch'essa strega, Bubbles McGee, e con questa organizza una cena insieme ai due stregoni Ariel e Baldwin, per scoprire i loro piani. In tutte le situazioni successive, principalmente dopo che Michael stermina quasi tutte le streghe della congrega, Myrtle è di grande aiuto per Cordelia, consigliandola in ogni sua azione. Insieme a Cordelia, permette a Mallory di praticare un complesso incantesimo, attraverso cui la ragazza riesce a tornare indietro nel tempo; Myrtle, infatti, è la prima a notare le grandi abilità di Mallory, dopo averla vista risuscitare un cervo.

#### Zoe Benson
Zoe, interpretata da Taissa Farmiga, è uno fra i personaggi principali della terza stagione. Dopo che, nel 2013, Cordelia viene nominata Suprema in carica della congrega, è uno dei suoi bracci destri, diventando un'insegnante di magia all'interno dell'Accademia. Insieme a Cordelia e Myrtle si rifiuta di far praticare le Sette Meraviglie a Michael, essendo un membro del Consiglio delle Streghe. Sarà Zoe a capire che Mallory è la prossima Suprema, dopo che la ragazza riporta in vita Coco usando una magia mai vista. Zoe consiglia a Cordelia di far praticare a Mallory le Sette Meraviglie. Successivamente Zoe rintraccia le ceneri dello stregone John Henry Moore. Dopo che Michael minaccia di uccidere le streghe, Cordelia decide di "blindare" le scuola con un incantesimo scudo. Qualche giorno dopo, sta praticando una lezione di magia insieme a Queenie, Bubbles e le altre streghe, quando sopraggiungono nella stanza Michael e la Mead, riusciti ad entrare nella scuola grazie a Dinah Stevens. La Mead, attraverso il suo braccio bionico, apre il fuoco sterminando tutte le streghe che ha davanti, fra cui Zoe. Cordelia in seguito prova a far tornare in vita Zoe, ma, Michael, attraverso i propri poteri satanici, riesce a far cessare di esistere non solo il corpo, ma anche l'anima di Zoe e Queenie, impedendo alla strega di risuscitarle. La sua morte è poi evitata quando Mallory ritorna indietro nel tempo per uccidere Michael ed evitare, di conseguenza, l'apocalisse. Zoe infatti continuerà a svolgere il ruolo di insegnante e componente del consiglio delle streghe.

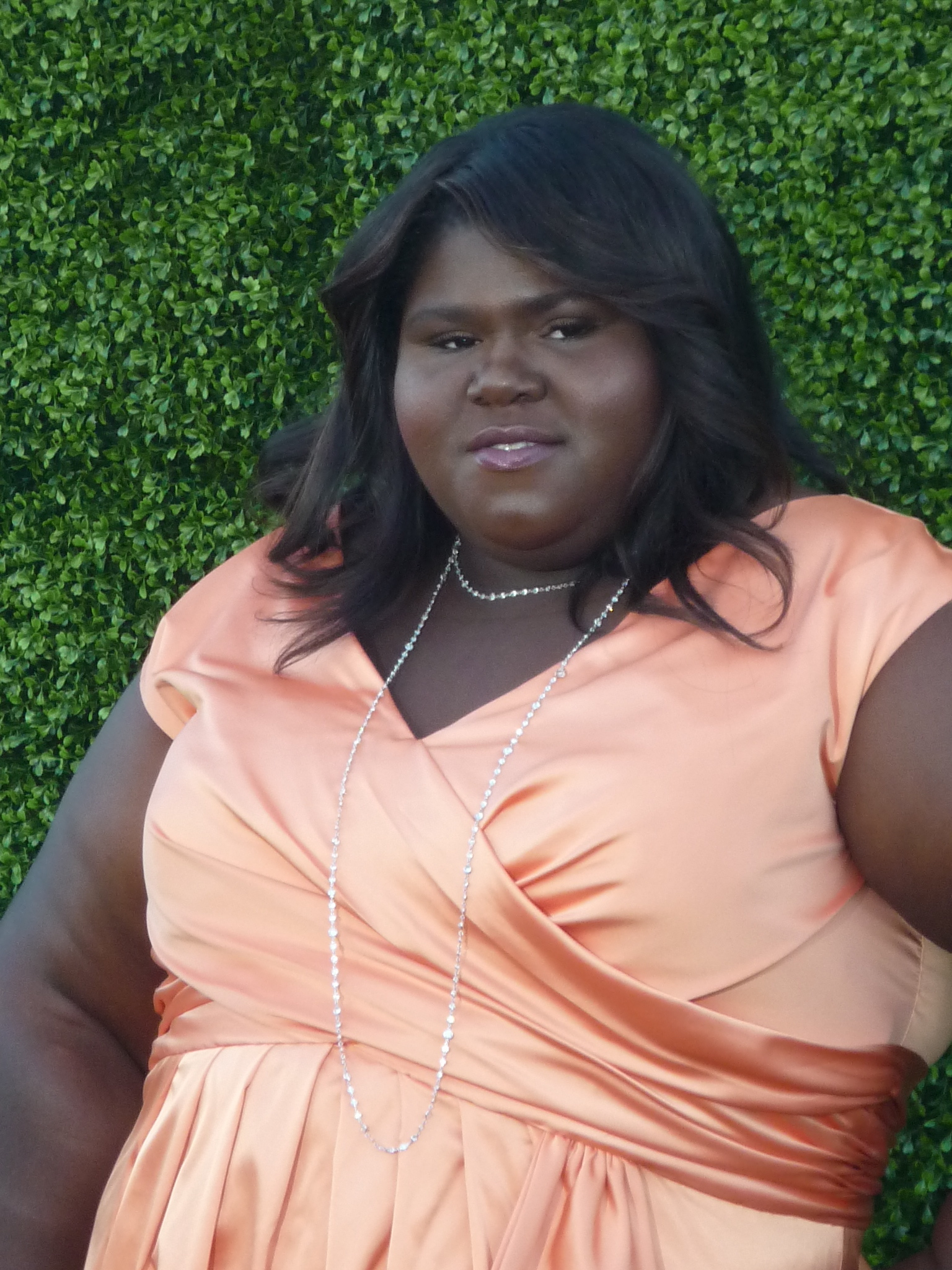
Gabourey Sidibe interpreta Queenie, personaggio apparso anche nella terza e nella quinta stagione.

#### Queenie
Queenie, interpretata da Gabourey Sidibe, è uno fra i personaggi principali della terza stagione. Dopo che, nel 2016, viene uccisa da James Patrick March e Ramona Royale nell'Hotel Cortez, la sua anima rimane intrappolata nel luogo, passando il tempo a giocare a carte con March. Cordelia Goode cerca di riportare in vita Queenie ma, a causa dell'entità demoniaca dell'hotel, non riesce nel suo intento. Per dimostrare la potenza dei propri poteri, allora, Michael Langdon va all'hotel e riesce a riportare in vita Queenie, riunendola con Cordelia e con le altre streghe della congrega. Dopo che Michael minaccia Cordelia di uccidere tutte le streghe ed irrompe con il robot di Miriam Mead nell'accademia, viene uccisa, per la terza volta, dalla Mead. Cordelia non riesce a riportare in vita Queenie e Zoe, poiché Michael riesce a far cessare di esistere le anime delle due. La sua morte è poi evitata quando Mallory ritorna indietro nel tempo per uccidere Michael ed evitare, di conseguenza, l'apocalisse. Infatti, Mallory, giunta all'Accademia, convince Queenie a non soggiornare all'Hotel Cortez, evitando così anche la sua "seconda" morte.

#### Ariel Augustus
Ariel, interpretato da Jon Jon Briones

#### Behold Chablis
Behold, interpretato da Billy Porter

#### Baldwin Pennypacker
Baldwin, interpretato da BD Wong

#### Timothy Campbell
Timothy, interpretato da Kyle Allen, è uno dei residenti dell'Avamposto Tre scelto a causa del suo "perfetto" DNA. Il resto della sua famiglia è abbandonato a Los Angeles e lasciato in preda all'esplosione nucleare. Dopo essere arrivato, instaura una relazione con Emily, ma, a causa delle severe regole della Venable, gli è permesso baciarla una volta al mese. Dopo essersi introdotto con Emily nella stanza di Langdon per avere informazioni sul famoso Santuario, scopre nel suo computer che le regole della Venable non sono coerenti con le regole imposte dalla Corporazione, e i due quindi fanno l'amore. I due vengono però scoperti dalla Mead e dalla Fist, che procedono per ucciderli. Timothy non riesce a scappare, ma l'esecuzione viene interrotta da Langdon. Nella notte di Halloween viene avvelenato e ucciso, insieme agli altri abitanti, dalla Venable e dalla Mead. La sua morte è poi evitata quando Mallory ritorna indietro nel tempo per uccidere Michael ed evitare, di conseguenza, l'apocalisse. Nel 2020, Timothy incontra Emily per la prima volta dalla loro prospettiva a una manifestazione, e dopo un anno hanno un figlio, Devan. All'età di tre anni Devan una sera uccide la propria tata nella stessa maniera in cui Michael Langdon uccise a tre anni, ricevendo poi la visita da parte di Anton LaVay e i propri cardinali satanisti, fra cui Miriam Mead. Per cui, il motivo della loro introduzione nell'avamposto sarebbe stato per procreare un secondo Anticristo.

#### Emily
Emily, interpretata da Ash Santos, è una dei residenti dell'Avamposto Tre scelta a causa del suo "perfetto" DNA, diventando nel luogo la fidanzata di Timothy, a cui è permesso solo un bacio al mese. Dopo essere stata, insieme al ragazzo, salvata dall'esecuzione da Langdon, viene avvelenata, insieme agli altri abitanti, dalla Venable e dalla Mead.  La sua morte è poi evitata quando Mallory ritorna indietro nel tempo per uccidere Michael ed evitare, di conseguenza, l'apocalisse. Nel 2020, Timothy incontra Emily per la prima volta dalla loro prospettiva a una manifestazione, e dopo un anno hanno un figlio, Devan. All'età di tre anni Devan una sera uccide la propria tata nella stessa maniera in cui Michael Langdon uccise a tre anni, ricevendo poi la visita da parte di Anton LaVay e i propri cardinali satanisti, fra cui Miriam Mead. Per cui, il motivo della loro introduzione nell'avamposto sarebbe stato per procreare un secondo Anticristo.

### Personaggi secondari
- Evie Gallant, interpretata da Joan Collins, è la ricca nonna del parrucchiere Gallant, che ha conosciuto in passato Natalie Wood, e una fra i residenti dell'Avamposto Tre. Quando Stu viene ucciso e trasformato in uno stufato di carne, è l'unica a finire il proprio piatto, ricevendo le critiche degli altri abitanti. In seguito viene rivelata la grande tensione che c'è fra lei e suo nipote, poiché la donna vorrebbe Gallant essere il "perfetto omosessuale"; Evie infatti organizza spesso delle cene grottesche per trovare un marito a suo nipote. Nell'avamposto, quando Gallant decidere di uccidere il Rubber Man, figura che tormenta il ragazzo e che crede essere Michael Langdon, viene poi rivelato non essere l'uomo di lattice, ma Evie stessa, essendo Gallant sotto l'effetto dei poteri demoniaci di Michael. La sua morte è poi evitata quando Mallory ritorna indietro nel tempo per uccidere Michael ed evitare, di conseguenza, l'apocalisse.
- Brock, interpretato da Billy Eichner, è il fidanzato di Coco nel momento dell'esplosione nucleare. Abbandonato dalla donna, a Santa Monica riesce a sopravvivere alle radiazioni e, attraverso un carro, diretto all'Avamposto Tre, riesce ad entrare nel bunker. Durante la festa di Halloween dell'avamposto, attira, mascherato, Coco in camera, e, tolta la maschera, la uccide con una pugnalata nella testa. Vagante per i corridoi dell'avamposto, Brock si trova davanti Mallory mentre sta per compiere l'incantesimo per tornare indietro nel tempo, e la pugnala; poco dopo l'uomo viene, per il suo gesto, arso vivo da Myrtle. La sua morte è poi evitata quando Mallory ritorna indietro nel tempo per uccidere Michael ed evitare, di conseguenza, l'apocalisse.
- Andre Stevens, interpretato da Jeffrey Bowyer-Chapman, è il figlio di Dinah Stevens ed uno degli abitanti dell'Avamposto Tre e si lamenta di continui degli atteggiamenti egocentrici della madre. Andre viene poi avvelenato dalla Venable e dalla Mead insieme agli altri abitanti. La sua morte è poi evitata quando Mallory ritorna indietro nel tempo per uccidere Michael ed evitare, di conseguenza, l'apocalisse.
- The Fist, interpretata da Erika Ervin, è una fra le brutali guardiane dell'Avamposto Tre. Quando Brock giunge all'avamposto, per riuscire ad entrare uccide la donna con un pugnale. La sua morte è poi evitata quando Mallory ritorna indietro nel tempo per uccidere Michael ed evitare, di conseguenza, l'apocalisse.
- Agenti della Corporazione, interpretati da Lesley Fera e Sean Blakemore, sono due agenti che prendono dalle proprie casa Timothy Campbell e Emily, prima che i missili balistici distruggano il mondo, portandoli prima al sicuro dalle bombe, e dopo due settimane all'Avamposto Tre.
- Stu, interpretato da Chad James Buchanan, è uno dei residenti dell'Avamposto Tre e fidanzato di Andre Stevens. Dopo che, insieme a Gallant, viene portato nella stanza di decontaminazione per la presunta presenza di radiazioni sul suo corpo, viene ucciso con un colpo di pistola dalla Mead, per poi essere cucinato sotto forma di stufato e dato in pasto agli altri abitanti dell'avamposto. La sua morte è poi evitata quando Mallory ritorna indietro nel tempo per uccidere Michael ed evitare, di conseguenza, l'apocalisse.
- James Patrick March, interpretato da Evan Peters, è uno fra i personaggi principali della quinta stagione. Vagante, sotto forma di fantasma, per le stanze dell'Hotel Cortez, dopo che Queenie viene uccisa da lui stesso e da Ramona Royale, passa il tempo a giocare a carte con la ragazza. Dopo che Michael Langdon giunge all'hotel per riportare in vita Queenie, James percepisce la natura demoniaca del ragazzo e invita Queenie ad andare via con Langdon.
- Misty Day, interpretata da Lily Rabe, è uno fra i personaggi principali della terza stagione. La strega ritorna in vita dopo che, durante le Sette Meraviglie, Cordelia chiede a Langdon di riportare indietro la ragazza dal proprio inferno personale; infatti, quando il ragazzo ritorna sulla Terra, Misty compare accanto a lui. Poco dopo Cordelia sviene, e, quando si sveglia, Misty le dice che avrebbe preferito rimanere nel proprio inferno, poiché, poco prima di ritornare in vita, percepisce una grande malvagità demoniaca in Langdon, poiché il Male inizia a contrattare con il ragazzo per il rilascio di Misty, che descrive Michael come "il profumo del Male"; Misty non è psicologicamente in grado di aiutare Cordelia e le streghe a sconfiggere Michael, viaggiando insieme alla Strega Bianca Stevie Nicks in giro per il mondo. Quando Langdon e la Mead irrompono nell'accademia, Cordelia, Myrtle, Madison, Coco e Mallory si rifugiano nella baracca di palude di Misty. Dopo che Mallory ha cambiato il corso degli eventi tornando indietro nel tempo, riporta in vita Misty, come favore da parte dei demoni dell'inferno, così da poterla riunire insieme a Cordelia, Zoe e Queenie.
- Mr. Kingery, interpretato da Wayne Pére, è l'insegnante di biologia che tormenta Misty Day nel proprio inferno personale. Quando Langdon giunge nel luogo per salvare Misty, Kingery viene ucciso dal ragazzo stesso.
- Stevie Nicks, interpretata da sé stessa, è una famosa cantante americana e strega, soprannominata la Strega Bianca. Dopo che Misty viene riportata in vita da Michael alla Hawthorne School, Stevie viene chiamata da Cordelia a cantare per la ragazza, grande fan di Stevie. In seguito Misty, per proteggerla, viene mandata insieme a Stevie in giro per il mondo.
- Billie Dean Howard, interpretata da Sarah Paulson, è un personaggio apparso nella prima e quinta stagione. La medium acquista una grande notorietà e, dopo che Constance si suicida nella Murder House, diventa l'unico essere umano ad essere accettato dagli spiriti nella casa; quando Madison e Behold giungono nella casa, trovano Billie Dean in compagnia di Constance, e la medium salva Madison da un attacco da parte di Beau Langdon. Quando Madison chiede a Constance informazioni su Michael, Billie Dean è restia a parlare del ragazzo, ma Constance la ignora.
- Tate Langdon, interpretato da Evan Peters, è un personaggio della prima stagione. Dopo che Violet decide di non voler più rivedere lo spirito del ragazzo, è devastato, anche se si riunisce con la madre, che si uccide nella Murder House. Poco dopo Tate
- Vivien Harmon, interpretata da Connie Britton.
- Dr. Ben Harmon, interpretato da Dylan McDermott.
- Moira O'Hara, interpretata da Frances Conroy,è uno fra i personaggi principali della prima stagione. Dopo che Constance diventa uno spirito della casa, Moira ha delle continue discussioni con la donna, che chiede a Madison e Behold di rimuovere dalla casa lo spirito di Moira; la strega e lo stregone trasportano le ossa della donna dal giardino della casa alla tomba di sua madre Molly, uccisa da Moira nel 2011 mentre era in coma vegetativo. Molly ringrazia la figlia di aver fatto quel gesto, e le due così sono riunite per sempre nell'aldilà. Dopo che Mallory torna indietro nel tempo per uccidere Michael, tutto ciò che avviene quando Madison va nella Murder House si annulla, Constance non si suicida, e così Moira è ancora intrappolata all'interno della casa, non potendosi unire ancora alla madre.
- Constance Langdon, interpretata da Jessica Lange, è uno fra i personaggi principali della prima stagione, nonna dell'Anticristo Michael Langdon. Constance, dopo la sua nascita, prende con sé il nipote e lo cresce in segretezza; la donna nota le tendenze psicopatiche del nipote fin da piccolo, iniziate con l'uccisione di piccoli animali e l'omicidio della babysitter. Una mattina, entrando nella camera di Michael, Constance nota che il nipote è cresciuto di più di dieci anni in una notte e dopo poco tenta di uccidere la nonna strangolandola. Dopo questo evento, Constance chiede l'aiuto di un prete, che viene ucciso da Michael. Afflitta e sconsolata, la donna si reca nella Murder House e si suicida, riunendosi così, sotto forma di fantasma, con tre dei suoi quattro figli: Tate, Beau e Rose. Constance passa le giornate a litigare con Moira, facendone rimuovere lo spirito dalla casa da Madison Montgomery e Behold Chablis, in cambio di informazioni su Michael. Quando Mallory torna indietro nel tempo, giunge davanti a casa di Constance, dove Michael ha appena ucciso il prete; Constance, infuriata, lo caccia di casa; uscito di casa viene investito ripetute volte da un SUV guidato da Mallory stessa, uccidendolo. Constance trova il corpo del nipote morente per strada, che le chiede di poterlo portare nella Murder House per diventare uno spirito. Constance, però, si rifiuta di portarlo nella casa e lo lascia morire. Questo evento, così, fa sì che l'apocalisse non possa avvenire e, di conseguenza, nemmeno il suicidio di Constance.
- Violet Harmon, interpretata da Taissa Farmiga, è uno fra i personaggi principali della prima stagione. Quando Madison e Behold visitano la Murder House, dove è intrappolato il suo fantasma, Violet ha un dialogo con Madison, e quest'ultima le dice che le azioni malvagie di Tate del passato sono frutto dell'anima malefica della casa, che ha utilizzato il ragazzo come mezzo per dare vita all'Anticristo, suo figlio Michael. Dopo che Madison fa un incantesimo su Violet, quest'ultima si riunisce con Tate, accettando le proprie scuse. Tutto ciò che succede quando Madison giunge alla Murder House è annullato quando Mallory torna indietro nel tempo per uccidere Michael ed evitare l'apocalisse; in questo modo, Violet non si è potuta così riunire con Tate.
- Samantha Crowe, interpretata da Naomi Grossman, è, insieme a Miriam Mead, uno dei due cardinali della Chiesa di Satana di Anton LaVey. Samantha viene vista pugnalare la giovane ragazza durante la Messa Nera, prima che LaVey estragga il suo cuore e lo dia in pasto a Michael, per unirlo ufficialmente con Satana. Dopo che Mallory ritorna indietro nel tempo per uccidere Langdon ed evitare l'apocalisse, Samantha si presenta così, nel 2024, al cospetto della porta di Timothy Campbell ed Emily, per vedere, insieme a LaVay e alla Mead, il loro figlio Devan, ovvero il nuovo Anticristo.
- Elizabeth Short, interpretata da Mena Suvari, è un personaggio della prima stagione, detta la "Dalia Nera". Elizabeth è vista mentre viene mutilata, per fini puramente sadici, da Michael Langdon.
- Anton LaVey, interpretato da Carlo Rota, è il Papa Nero della Chiesa di Satana che ha finto la propria morte per aspettare la venuta dell'Anticristo; insieme a due suoi cardinali, Samantha Crowe e Miriam Mead, riesce a individuare Michael, compiendo un sacrificio umano nella Murder House. LaVey appare più volte a Langdon sotto forma di allucinazioni. Dopo che Mallory ha cambiato il corso degli eventi ed ucciso Michael prima che LaVey lo scoprisse, si mostra, nel 2024, sempre insieme alla Crowe e alla Mead, al cospetto della porta di casa di Timothy ed Emily, visitando il loro figlio, ovvero il nuovo Anticristo.
- Beauregard "Beau" Langdon, interpretato da Sam Kinsey, è un personaggio della prima stagione e uno dei quattro figli di Constance; quando Behold e Madison visitano la casa, Beau aggredisce Madison e viene fermato da Billie Dean Howard.
- Gladys, interpretata da Celia Finkelstein, è un personaggio della prima stagione che appare sotto forma di fantasma quando Madison e Behold visitano la Murder House.
- Papa Legba, interpretato da Lance Reddick, è una divinità della religione Voodoo, che controlla l'inferno personale di Marie Laveau e Delphine LaLaurie ed ha come assistente personale la giovane Nan.
- Nan, interpretata da Jamie Brewer, è uno fra i personaggi principali della terza stagione. Dopo essere stata uccisa da Fiona Goode e Marie Laveau, diventa l'assistente personale di Papa Legba. Ldivinità viene invocata da Cordelia e Dinah, Nan si trova insieme a Papa e Cordelia ha modo di conoscere come sia morta in realtà la ragazza. Quando Mallory riesce a tornare indietro nel tempo e ad evitare l'apocalisse, ha modo di far tornare in vita, in cambio del proprio gesto (l'uccisione di Michael), Nan e Misty Day; Nan, però, decide di tornare insieme a Papa Legba, preferendolo alle streghe.
- Bubbles McGee, interpretata da Joan Collins, è una strega attrice ed ex membro della congrega. Il suo potere consiste nel poter leggere la mente degli altri e capire i pensieri altrui. Quando la congrega si trova in pericolo per l'arrivo di Michael, viene richiamata a far parte della congrega da parte di Myrtle e Madison. Bubbles riesce a leggere le menti di Ariel e Baldwin e viene a scoprire che i due stanno pianificando di uccidere tutte le streghe. La donna viene poi uccisa da Langdon quando irrompe nella congrega insieme alla Mead, per uccidere le streghe. La sua morte è poi evitata quando Mallory ritorna indietro nel tempo per uccidere Michael ed evitare, di conseguenza, l'apocalisse.
- Mutt Nutter, interpretato da Billy Eichner, è uno scienziato che lavora in una società segreta di robot. Insieme al collega Jeff, è solito fare scherzi e prendere in giro gli altri impiegati della società. Viene rivelato che entrambi vendettero la propria anima a Satana e sono responsabili della costruzione del robot con le sembianze e l'animo di Miriam Mead.
- Hannah, interpretata da Sandra Bernhard, è una Sacerdotessa Nera della Chiesa di Satana.
- Madelyn, interpretata da Harriet Sansom Harris, è una fedele della Chiesa di Satana che, per prima, scopre che Michael è l'Anticristo; grazie a Madelyn, Michael ha modo di incontrare gli scienziati Jeff e Mutt, attraverso cui potrà creare il robot con sembianze e pensieri di Miriam Mead.
- Phil, interpretato da Dominic Burgess, è un fedele della Chiesa di Satana che sta per vendere la propria anima al Diavolo, prima che Langdon si mostri al cospetto della Chiesa come l'Anticristo, prendendo il posto di Phil nel vendere la propria anima.
- Nicola II di Russia, interpretato da Mark Ivanir, è stato l'ultimo zar di Russia, padre di Anastasia, sterminato durante la Rivoluzione Bolscevica. Sua figlia Anastasia cercò di proteggere la propria famiglia dall'esecuzione con un incantesimo, fallendo.
- Anastasija Nikolaevna Romanova, interpretata da Emila Ares, è stata la figlia dell'ultimo zar di Russia, Nicola II, e presunta strega; infatti, prima dell'esecuzione della sua intera famiglia, tenta di bloccare lo sterminio con un incantesimo, fallendo. Quando Mallory torna indietro nel tempo ha un incontro con Anastasia, non riuscendo a salvarla dal proprio destino.
- Jakov Michajlovič Jurovskij, interpretato da Yevegenij Kartashov, è stato uno fra i protagonisti della Rivoluzione Russa del 1917 e esecutore diretto di tutta la famiglia dei Romanov.
- Marie Laveau, interpretata da Angela Bassett, è uno fra i personaggi principali della terza stagione. Dopo essere stata uccisa da Delphine LaLaurie, si trova nel proprio inferno personale mentre tortura quest'ultima; poiché il proprio inferno è governato da Papa Legba, questo si stufa della Laveau a causa della scarsa crudeltà e Cordelia propone alla divinità l'anima di una Regina del Voodoo più crudele, Dinah, in cambio di Marie. Quest'ultima ritorna in vita, recandosi insieme a Cordelia, Madison e Myrtle, dopo l'esplosione delle bombe, all'Avamposto, dove, dopo essere stata resuscitata, ha un confronto con Dinah, che viene uccisa da Marie stessa. Poco dopo, però, Marie viene uccisa da Langdon, mentre tenta di fermare l'uomo con un incantesimo voodoo. La sua morte è poi evitata quando Mallory ritorna indietro nel tempo per uccidere Michael ed evitare, di conseguenza, l'apocalisse, e Marie così ritorna all'inferno a torturare Delphine.
- Delphine LaLaurie, interpretata da Kathy Bates, è uno fra i personaggi principali della terza stagione. Delphine appare nel proprio inferno personale mentre viene torturata da Marie Laveau, sua acerrima nemica.

## Personaggi della nona stagione:1984

### Personaggi principali

#### Brooke Thompson
Brooke, interpretata da Emma Roberts, è una dolce ed ingenua ragazza che decide di diventare consigliere a Camp Redwood dopo essere stata convinta dai suoi amici.

#### Montana Duke
Montana, interpretata da Billie Lourd, è una bizzarra e motivata allenatrice di aerobica

#### Margaret Booth
Margaret, interpretata da Leslie Grossman, è la proprietaria del nuovo Camp Redwood e l'unica sopravvissuta del massacro di Mr. Jingles del 1970.

#### Xavier Plympton
Xavier, interpretato da Cody Fern, è un istruttore di aerobica che decide di passare l'estate come consigliere a Camp Redwood, coinvolgendo anche Brooke, Montana, Ray e Chet.

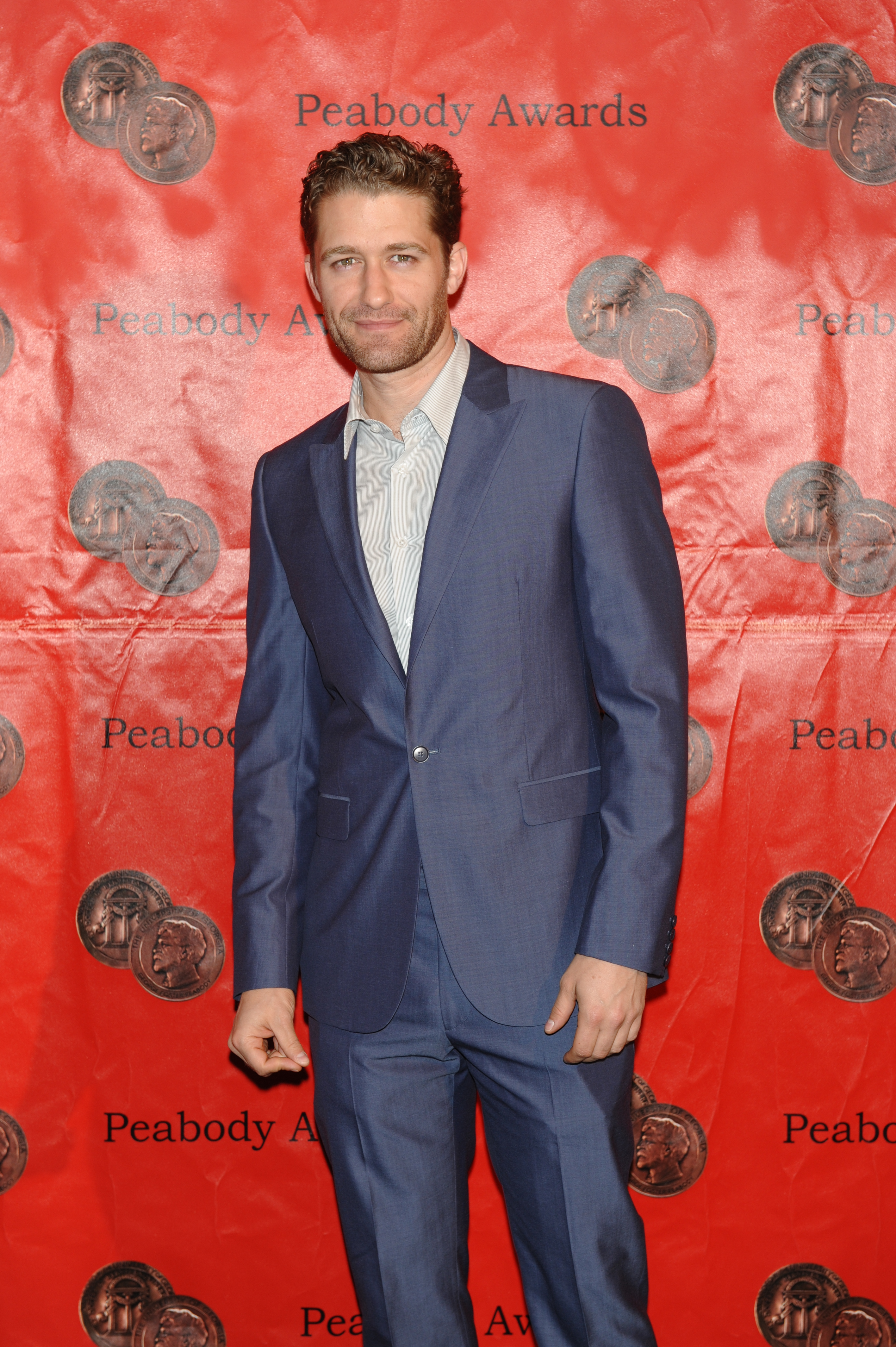
Matthew Morrison interpreta Trevor Kirchner.

#### Trevor Kirchner
Trevor, interpretato da Matthew Morrison, è il coordinatore delle attività ricreative a Camp Redwood, noto per le grandi dimensioni del suo pene.

#### Chet Clancy
Chet, interpretato da Gus Kenworthy, è un ex atleta olimpico che viene cacciato dal comitato olimpico dopo l'assunzione di steroidi.

#### Benjamin Richter
Benjamin, interpretato da John Carroll Lynch, detto "Mr. Jingles", è l'uomo che viene accusato essere il fautore del massacro a Camp Redwood nel 1970, che ha la caratteristica di collezionare le orecchie delle proprie vittime. Richter, nel 1984, scappa dal manicomio dove è rinchiuso per tornare a Camp Redwood.

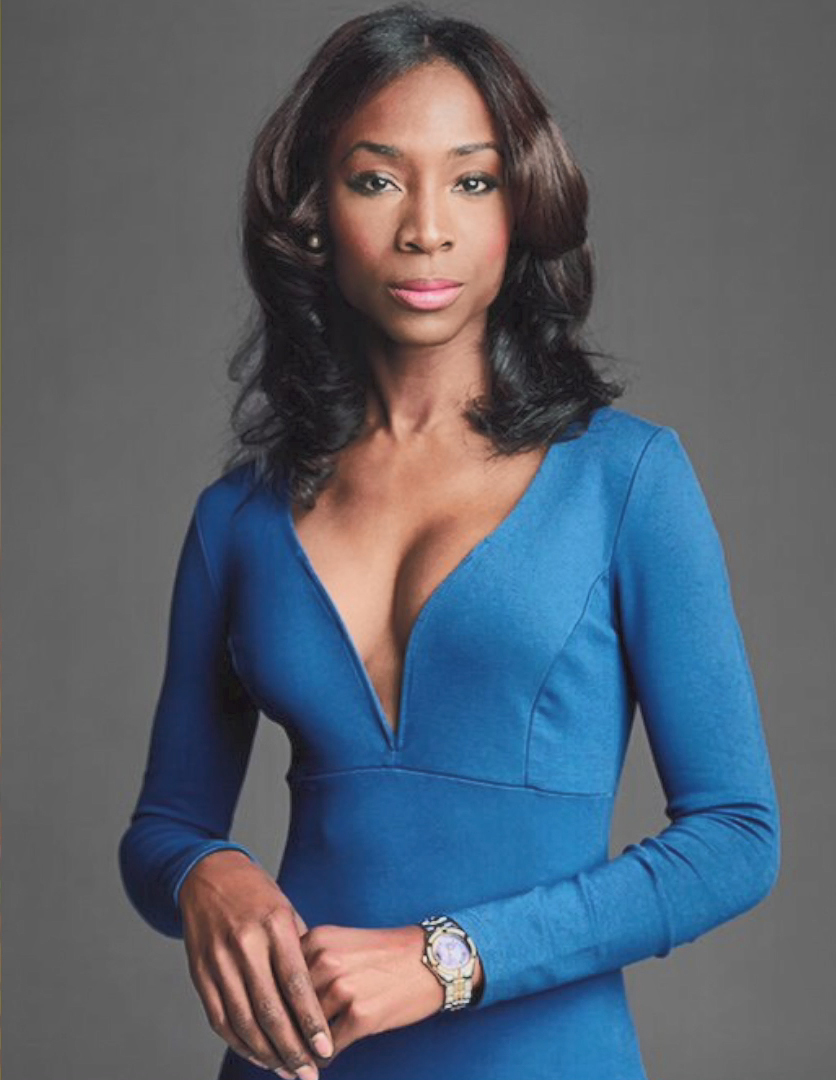
Angelica Ross interpreta Donna Chambers.

#### Donna Chambers
Donna, interpretata da Angelica Ross, è una studentessa di psicologia ossessionata dalle menti degli assassini, fra cui Mr. Jingles

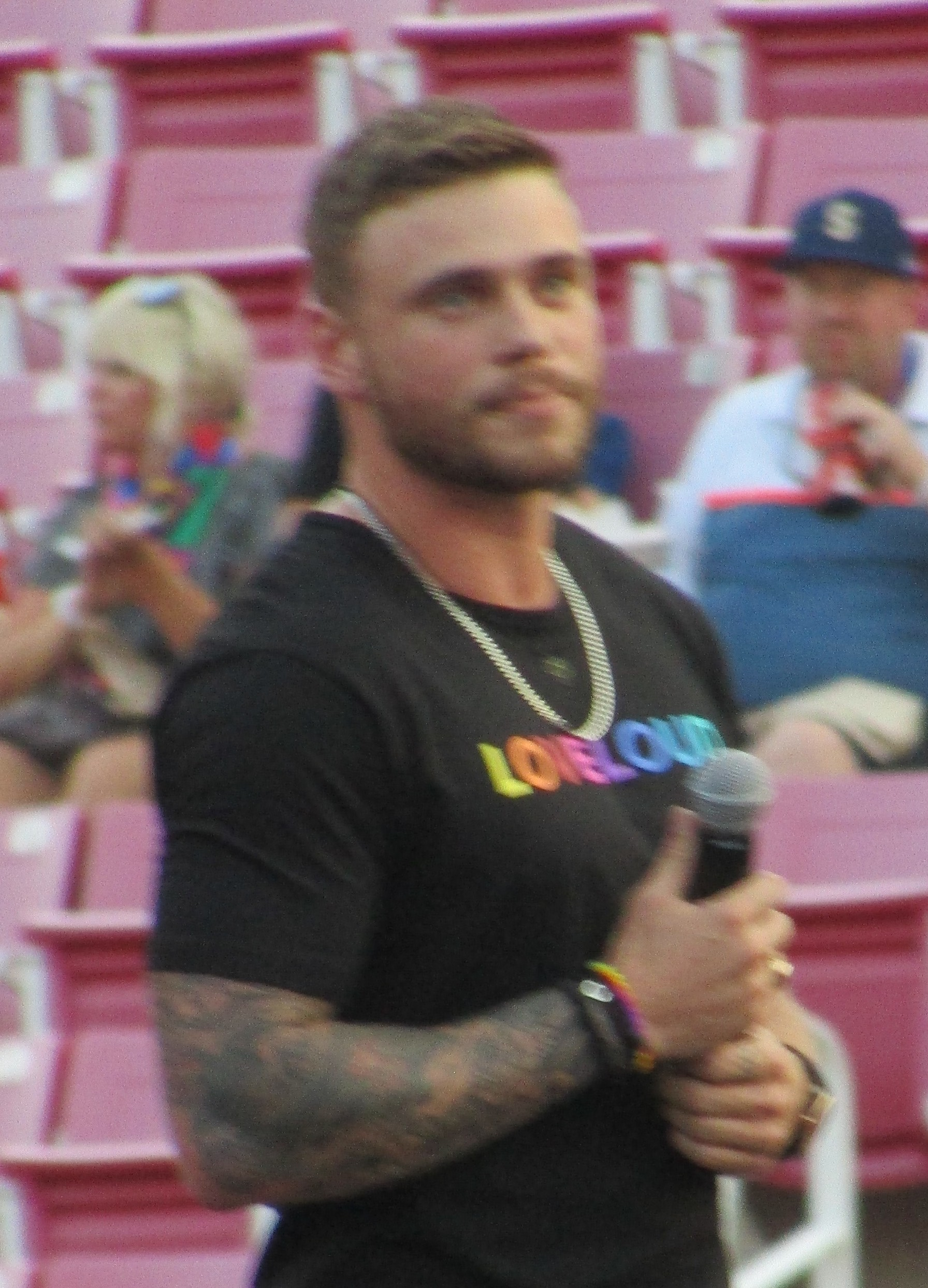
Lo sciatore Gus Kenworthy interpreta Chet Clancy.

#### Richard Ramirez
Richard, interpretato da Zach Villa, è un serial killer, detto anche "Stalker Notturno", ossessionato da Brooke Thompson e alleato di Margaret Booth. Personaggio realmente esistito.

### Personaggi ricorrenti

#### Ray Powell
Ray, interpretato da DeRon Horton, è un bizzarro amico di Chet Clancy, che, insieme a Chet, Brooke, Xavier e Montana decidere di passare l'estate come consigliere a Camp Redwood.

#### Dr. Karen Hopple
Karen, interpretata da Orla Brady, è il capo del manicomio da cui Benjamin Richter scappa.

#### Jonas Shevoore
Jonas, interpretato da Lou Taylor Pucci

#### Courtney
Courtney, interpretato da Leslie Jordan

#### Lavinia Richter
Lavinia, interpretata da Lily Rabe

#### Bruce
Bruce, interpretato da Dylan McDermott

### Personaggi secondari
- Wide Load, interpretato da Sean Liang
- Art, interpretato da Mitch Pileggi
- Bertie, interpretata da Tara Karsian
- Blake, interpretato da Todd Stashwick
- Sig. Thompson, interpretato da Steven Culp
- Rita, interpretata da Dreama Walker
- David Chambers, interpretato da Tim Russ
- Lorraine Richter, interpretata da Tanya Clarke
- Red, interpretata da Yvonne Zima
- Stacey Phillips, interpretata da Stefanie Black
- Bobby Richter, interpretato da Finn Wittrock

## Personaggi della decima stagione: Double Feature (Red Tide)

### Personaggi Principali

#### Karen
Interpretata da Sarah Paulson, è una tossicodipendente e senzatetto. Ha talento per la pittura e sembra avere un forte legame con Mickey.

#### Austin Sommers
Interpretato da Evan Peters, è uno sceneggiatore che, insieme a Belle Noir, riconosce subito il talento di Harry.

#### Belle Noir
Interpretata da Frances Conroy, è una famosa scrittrice di romanzi che, con Austin Sommers, scopre il talento di Harry.

#### Harry Gardner
Interpretato da Finn Wittrock, si occupa di scrivere trame per serie tv che con la moglie Doris, si trasferisce a Province Town per trovare l'ispirazione.

#### Doris Gardner
Interpretata da Lily Rabe. È la moglie incinta di Harry, che si occupa di risistemare la casa dove la famiglia sta alloggiando.

#### Alma Gardner
Interpretata da Ryan Kiera Armstrong, è la figlia dei coniugi Gardner. Sa suonare il violino.

#### Ursula
Interpretata da Leslie Grossman, è la manager di Harry.

#### Comandante Burleson
Interpretata da Adina Porter, è il comandante di polizia di Province Town. È spesso occupata in casi di omicidi dall'arrivo dei Gardner.

#### Leslie "Lark" Feldman
Interpretata da Billie Lourd, gestisce un negozio di abbigliamento in città. È anche una tatuatrice.

#### Mickey
Interpretato da Macaulay Culkin, è un tossicodipendente con la passione per la scrittura.

#### La Chimica
Interpretata da Angelica Ross, è una scienziata molto riservata che sta sperimentando uno strano farmaco.

### Personaggi Ricorrenti

#### Holden
Interpretato da Denis O'Hare, è un agente immobiliare di buon gusto.

### Personaggi Secondari
Martha interpretata da Robin Weigert
Agente Jan Remy interpretato da Dot-Marie Jones

## Personaggi della decima stagione: Double Feature (Death Valley)

### Personaggi Principali

#### Dwight D. Eisenhower
Interpretato da Neal McDonough, è il presidente degli Stati Uniti.

#### Mamie Eisenhower
Interpretata da Sarah Paulson, è la moglie di Dwight.

## Membri del cast
| Principale | Personaggio presente in tutti gli episodi, accreditato nella sigla |
| Ricorrente | Personaggio secondario che appare in due o più episodi             |
| Ospite     | Personaggio che appare in un solo episodio                         |
|            | L'attore non è presente nella stagione e non ricopre nessun ruolo  |

| Stagioni                | Murder House (2011)    | Asylum (2012-2013)       | Coven (2013-2014)        | Freak Show (2014-2015) | Hotel (2015-2016)                  | Roanoke (2016)                                | Cult (2017)                                                                      | Apocalypse (2018)                                               | 1984 (2019)                    | Double Feature (2021)                                    | New York City (2022)   | Delicate (2023-2024)                | N. stagioni |
| Attori                  | Personaggi             | Personaggi               | Personaggi               | Personaggi             | Personaggi                         | Personaggi                                    | Personaggi                                                                       | Personaggi                                                      | Personaggi                     | Personaggi                                               | Personaggi             | Personaggi                          | N. stagioni |
| ----------------------- | ---------------------- | ------------------------ | ------------------------ | ---------------------- | ---------------------------------- | --------------------------------------------- | -------------------------------------------------------------------------------- | --------------------------------------------------------------- | ------------------------------ | -------------------------------------------------------- | ---------------------- | ----------------------------------- | ----------- |
| Connie Britton          | Vivien Harmon          |                          |                          |                        |                                    |                                               |                                                                                  | Vivien Harmon                                                   |                                |                                                          |                        |                                     | 2           |
| Dylan McDermott         | Dr. Ben Harmon         | Johnny Morgan            |                          |                        |                                    |                                               |                                                                                  | Dr. Ben Harmon                                                  | Bruce                          |                                                          |                        |                                     | 4           |
| Evan Peters             | Tate Langdon           | Kit Walker               | Kyle Spencer             | Jimmy Darling          | James Patrick March                | Edward Philippe Mott / Rory Monahan           | Kai Anderson / Andy Warhol / Charles Manson / Marshall Applewhite / David Koresh | Sg. Gallant / Tate Langdon / James Patrick March / Jeff Pfister |                                | Austin Sommers (Red Tide)                                |                        |                                     | 9           |
| Taissa Farmiga          | Violet Harmon          |                          | Zoe Benson               |                        |                                    | Sophie Green                                  |                                                                                  | Zoe Benson / Violet Harmon                                      |                                |                                                          |                        |                                     | 4           |
| Denis O'Hare            | Larry Harvey           |                          | Spalding                 | Stanley                | Liz Taylor                         | Dr. Elias Cunnighan / William van Henderson   |                                                                                  |                                                                 |                                | Holden Vaughn (Red Tide)                                 | Henry Grant            | Dr. Andrew Hill                     | 8           |
| Jessica Lange           | Constance Langdon      | Suor Jude Martin         | Fiona Goode              | Elsa Mars              |                                    |                                               |                                                                                  | Constance Langdon                                               |                                |                                                          |                        |                                     | 5           |
| Zachary Quinto          | Chad Warwick           | Dr. Oliver Thredson      |                          |                        |                                    |                                               |                                                                                  |                                                                 |                                |                                                          | Sam                    | Presentatore Gotham Awards (cameo)  | 4           |
| Joseph Fiennes          |                        | Monsignor Timothy Howard |                          |                        |                                    |                                               |                                                                                  |                                                                 |                                |                                                          |                        |                                     | 1           |
| Sarah Paulson           | Billie Dean Howard     | Lana Winters             | Cordelia Goode           | Bette e Dot Tattler    | Sally McKenna / Billie Dean Howard | Shelby Miller / Audrey Tindall / Lana Winters | Ally Mayfair-Richards / Susan Atkins                                             | Wilhemina Venable / Cordelia Goode / Billie Dean Howard         |                                | Karen (Red Tide) / Mamie Eisenhower (Death Valley)       |                        |                                     | 9           |
| Lily Rabe               | Nora Montgomery        | Suor Mary Eunice         | Misty Day                | Suor Mary Eunice       | Aileen Wuornos                     | Shelby Miller                                 |                                                                                  | Misty Day                                                       | Lavinia Richter                | Doris Gardner (Red Tide) / Amelia Earhart (Death Valley) |                        |                                     | 9           |
| Lizzie Brocheré         |                        | Grace Bertrand           |                          |                        |                                    |                                               |                                                                                  |                                                                 |                                |                                                          |                        |                                     | 1           |
| James Cromwell          |                        | Dr. Arthur Arden         |                          |                        |                                    |                                               |                                                                                  |                                                                 |                                |                                                          |                        |                                     | 1           |
| Frances Conroy          | Moira O'Hara           | Angelo della Morte       | Myrtle Snow              | Gloria Mott            |                                    | Mama Polk                                     | Bebe Babbitt                                                                     | Myrtle Snow / Moira O'Hara                                      |                                | Belle Noir (Red Tide)                                    |                        |                                     | 8           |
| Kathy Bates             |                        |                          | Madame Delphine LaLaurie | Ethel Darling          | Iris                               | La Macellaia / Agnes Mary Winstead            |                                                                                  | Miriam Mead / Madame Delphine LaLaurie                          |                                |                                                          |                        |                                     | 5           |
| Emma Roberts            |                        |                          | Madison Montgomery       | Maggie Esmeralda       |                                    |                                               | Serena Belinda                                                                   | Madison Montgomery                                              | Brooke Thompson                |                                                          |                        | Anna Alcott                         | 6           |
| Michael Chiklis         |                        |                          |                          | Dell Toledo            |                                    |                                               |                                                                                  |                                                                 |                                |                                                          |                        |                                     | 1           |
| Finn Wittrock           |                        |                          |                          | Dandy Mott             | Tristan Duffy / Rodolfo Valentino  | Jether Polk                                   |                                                                                  |                                                                 | Bobby Richter                  | Harry Gardner (Red Tide)                                 |                        |                                     | 5           |
| Angela Bassett          |                        |                          | Marie Laveau             | Desiree Dupree         | Ramona Royale                      | Lee Harris / Monet Tumusiime                  |                                                                                  | Marie Laveau                                                    |                                |                                                          |                        |                                     | 5           |
| Wes Bentley             |                        |                          |                          | Edward Mordrake        | John Lowe                          | Ambrose White / Dylan                         |                                                                                  |                                                                 |                                |                                                          |                        |                                     | 3           |
| Matt Bomer              |                        |                          |                          | Andy                   | Donovan                            |                                               |                                                                                  |                                                                 |                                |                                                          |                        |                                     | 2           |
| Chloë Sevigny           |                        | Shelley                  |                          |                        | Dr. Alex Lowe                      |                                               |                                                                                  |                                                                 |                                |                                                          |                        |                                     | 2           |
| Cheyenne Jackson        |                        |                          |                          |                        | Will Drake                         | Sidney Aaron James                            | Dr. Rudy Vincent Anderson                                                        | John Henry Moore                                                |                                |                                                          |                        |                                     | 4           |
| Lady Gaga               |                        |                          |                          |                        | Elizabeth Johnson "La Contessa"    | Scathach                                      |                                                                                  |                                                                 |                                |                                                          |                        |                                     | 2           |
| Cuba Gooding Jr.        |                        |                          |                          |                        |                                    | Matt Miller / Dominic Banks                   |                                                                                  |                                                                 |                                |                                                          |                        |                                     | 1           |
| André Holland           |                        |                          |                          |                        |                                    | Matt Miller                                   |                                                                                  |                                                                 |                                |                                                          |                        |                                     | 1           |
| Adina Porter            | Sally Freeman          |                          |                          |                        |                                    | Lee Harris                                    | Beverly Hope                                                                     | Dinah Stevens                                                   |                                | Comandante Burleson (Red Tide)                           |                        |                                     | 5           |
| Billie Lourd            |                        |                          |                          |                        |                                    |                                               | Winter Anderson / Linda Kasabian                                                 | Mallory                                                         | Montana Duke                   | Leslie "Lark" Feldman (Red Tide)                         | Dr. Hannah Wells       | Ashley                              | 6           |
| Alison Pill             |                        |                          |                          |                        |                                    |                                               | Ivy Mayfair-Richards                                                             |                                                                 |                                |                                                          |                        |                                     | 1           |
| Leslie Grossman         |                        |                          |                          |                        |                                    |                                               | Meadow Wilton / Patricia Krenwinkel                                              | Coco St. Pierre                                                 | Margaret Booth                 | Ursula (Red Tide) / Calico (Death Valley)                | Barbara Read           | Ashleigh                            | 6           |
| Cody Fern               |                        |                          |                          |                        |                                    |                                               |                                                                                  | Michael Langdon                                                 | Xavier Plympton                | Valiant Thor (Death Valley)                              |                        |                                     | 3           |
| Matthew Morrison        |                        |                          |                          |                        |                                    |                                               |                                                                                  |                                                                 | Trevor Kirchner                |                                                          |                        |                                     | 1           |
| Gus Kenworthy           |                        |                          |                          |                        |                                    |                                               |                                                                                  |                                                                 | Chet Clancy                    |                                                          |                        |                                     | 1           |
| John Carroll Lynch      |                        |                          |                          | Twisty il Clown        | John Wayne Gacy                    |                                               | Twisty il Clown                                                                  |                                                                 | Benjamin Richter "Mr. Jingles" |                                                          |                        |                                     | 4           |
| Angelica Ross           |                        |                          |                          |                        |                                    |                                               |                                                                                  |                                                                 | Donna Chambers                 | La Chimica (Red Tide) / Theta (Death Valley)             |                        |                                     | 2           |
| Zach Villa              |                        |                          |                          |                        |                                    |                                               |                                                                                  |                                                                 | Richard Ramirez                |                                                          |                        |                                     | 1           |
| Macaulay Culkin         |                        |                          |                          |                        |                                    |                                               |                                                                                  |                                                                 |                                | Mickey (Red Tide)                                        |                        |                                     | 1           |
| Ryan Kiera Armstrong    |                        |                          |                          |                        |                                    |                                               |                                                                                  |                                                                 |                                | Alma Gardner (Red Tide)                                  |                        |                                     | 1           |
| Neal McDonough          |                        |                          |                          |                        |                                    |                                               |                                                                                  |                                                                 |                                | Dwight D. Eisenhower (Death Valley)                      |                        |                                     | 1           |
| Kaia Gerber             |                        |                          |                          |                        |                                    |                                               |                                                                                  |                                                                 |                                | Kendall Carr (Death Valley)                              |                        |                                     | 1           |
| Nico Greetham           |                        |                          |                          |                        |                                    |                                               |                                                                                  |                                                                 |                                | Cal Cambon (Death Valley)                                |                        |                                     | 1           |
| Isaac Cole Powell       |                        |                          |                          |                        |                                    |                                               |                                                                                  |                                                                 |                                | Troy Lord (Death Valley)                                 | Theo Graves            |                                     | 2           |
| Rachel Hilson           |                        |                          |                          |                        |                                    |                                               |                                                                                  |                                                                 |                                | Jamie Howard (Death Valley)                              |                        |                                     | 1           |
| Rebecca Dayan           |                        |                          |                          |                        |                                    |                                               |                                                                                  |                                                                 |                                | Maria Wycoff (Death Valley)                              | Alana                  |                                     | 2           |
| Russell Tovey           |                        |                          |                          |                        |                                    |                                               |                                                                                  |                                                                 |                                |                                                          | Patrick Read           |                                     | 1           |
| Joe Mantello            |                        |                          |                          |                        |                                    |                                               |                                                                                  |                                                                 |                                |                                                          | Gino Barelli           |                                     | 1           |
| Charlie Carver          |                        |                          |                          |                        |                                    |                                               |                                                                                  |                                                                 |                                |                                                          | Adam Carpenter         |                                     | 1           |
| Sandra Bernhard         |                        |                          |                          |                        |                                    |                                               |                                                                                  | Hannah                                                          |                                |                                                          | Fran                   |                                     | 2           |
| Patti LuPone            |                        |                          | Joan Ramsey              |                        |                                    |                                               |                                                                                  |                                                                 |                                |                                                          | Kathy Pizazz           |                                     | 2           |
| Matt Czuchry            |                        |                          |                          |                        |                                    |                                               |                                                                                  |                                                                 |                                |                                                          |                        | Dexter Harding                      | 1           |
| Kim Kardashian          |                        |                          |                          |                        |                                    |                                               |                                                                                  |                                                                 |                                |                                                          |                        | Siobhan Corbyn                      | 1           |
| Annabelle Dexter-Jones  |                        |                          |                          |                        |                                    |                                               |                                                                                  |                                                                 |                                |                                                          |                        | Sonia Shawcross / Adeline Harding   | 1           |
| MJ Rodriguez            |                        |                          |                          |                        |                                    |                                               |                                                                                  |                                                                 |                                |                                                          |                        | Nicolette                           | 1           |
| Cara Delevingne         |                        |                          |                          |                        |                                    |                                               |                                                                                  |                                                                 |                                |                                                          |                        | Ivy Ehrenreich                      | 1           |
| Julie White             |                        |                          |                          |                        |                                    |                                               |                                                                                  |                                                                 |                                |                                                          |                        | Signora Preecher                    | 1           |
| Maaz Ali                |                        |                          |                          |                        |                                    |                                               |                                                                                  |                                                                 |                                |                                                          |                        | Kamal                               | 1           |
| Jamie Brewer            | Adelaide Langdon       |                          | Nan                      | Marjorie               |                                    |                                               | Hedda                                                                            | Nan                                                             |                                |                                                          |                        |                                     | 5           |
| Alexandra Breckenridge  | Moira O'Hara           |                          | Kaylee                   |                        |                                    |                                               |                                                                                  |                                                                 |                                |                                                          |                        |                                     | 2           |
| Kate Mara               | Hayden McClain         |                          |                          |                        |                                    |                                               |                                                                                  |                                                                 |                                |                                                          |                        |                                     | 1           |
| Christine Estabrook     | Marcy                  |                          |                          |                        | Marcy                              |                                               |                                                                                  |                                                                 |                                |                                                          |                        |                                     | 2           |
| Matt Ross               | Dr. Charles Montgomery |                          |                          |                        | Dr. Charles Montgomery             |                                               |                                                                                  |                                                                 |                                |                                                          |                        |                                     | 2           |
| Morris Chestnut         | Luke                   |                          |                          |                        |                                    |                                               |                                                                                  |                                                                 |                                |                                                          |                        |                                     | 1           |
| Michael Graziadei       | Travis Wanderly        |                          |                          |                        |                                    |                                               |                                                                                  |                                                                 |                                |                                                          |                        |                                     | 1           |
| Teddy Sears             | Patrick                |                          |                          |                        |                                    |                                               |                                                                                  |                                                                 |                                |                                                          |                        |                                     | 1           |
| Celia Finkelstein       | Infermiera Gladys      |                          |                          |                        |                                    |                                               |                                                                                  | Infermiera Gladys                                               |                                |                                                          |                        |                                     | 2           |
| Rosa Salazar            | Infermiera Maria       |                          |                          |                        |                                    |                                               |                                                                                  |                                                                 |                                |                                                          |                        |                                     | 1           |
| Rebecca Wisocky         | Lorraine Harvey        |                          |                          |                        |                                    |                                               |                                                                                  |                                                                 |                                |                                                          |                        |                                     | 1           |
| Ben Woolf               | Thaddeus Montgomery    |                          |                          | Meep                   |                                    |                                               |                                                                                  |                                                                 |                                |                                                          |                        |                                     | 2           |
| Sam Kinsey              | Beau Langdon           |                          |                          |                        |                                    |                                               |                                                                                  | Beau Langdon                                                    |                                |                                                          |                        |                                     | 2           |
| Shelby Young            | Leah                   |                          |                          |                        |                                    |                                               |                                                                                  |                                                                 |                                |                                                          |                        |                                     | 1           |
| Mena Suvari             | Elizabeth Short        |                          |                          |                        |                                    |                                               |                                                                                  | Elizabeth Short                                                 |                                |                                                          |                        |                                     | 2           |
| Eric Close              | Hugo Langdon           |                          |                          |                        |                                    |                                               |                                                                                  |                                                                 |                                |                                                          |                        |                                     | 1           |
| Anthony Ruivivar        | Miguel Ramos           |                          |                          |                        | Richard Ramirez                    |                                               |                                                                                  |                                                                 |                                |                                                          |                        |                                     | 2           |
| Eric Stonestreet        | Derek                  |                          |                          |                        |                                    |                                               |                                                                                  |                                                                 |                                |                                                          |                        |                                     | 1           |
| Brando Eaton            | Kyle Greenwell         |                          |                          |                        |                                    |                                               |                                                                                  |                                                                 |                                |                                                          |                        |                                     | 1           |
| Ashley Rickards         | Chloe Stapleton        |                          |                          |                        |                                    |                                               |                                                                                  |                                                                 |                                |                                                          |                        |                                     | 1           |
| Alessandra Torresani    | Stephanie Biggs        |                          |                          |                        |                                    |                                               |                                                                                  |                                                                 |                                |                                                          |                        |                                     | 1           |
| Charles S. Dutton       | Detective Grenger      |                          |                          |                        |                                    |                                               |                                                                                  |                                                                 |                                |                                                          |                        |                                     | 1           |
| Naomi Grossman          |                        | Pepper                   |                          | Pepper                 |                                    |                                               |                                                                                  | Samantha Crowe                                                  |                                |                                                          |                        |                                     | 3           |
| Britne Oldford          |                        | Alma Walker              |                          |                        |                                    |                                               |                                                                                  |                                                                 |                                |                                                          |                        |                                     | 1           |
| Fredric Lehne           |                        | Frank McCann             |                          |                        |                                    |                                               |                                                                                  |                                                                 |                                |                                                          |                        |                                     | 1           |
| Adam Levine             |                        | Leo Morrison             |                          |                        |                                    |                                               |                                                                                  |                                                                 |                                |                                                          |                        |                                     | 1           |
| Jenna Dewan             |                        | Teresa Morrison          |                          |                        |                                    |                                               |                                                                                  |                                                                 |                                |                                                          |                        |                                     | 1           |
| Clea DuVall             |                        | Wendy Peyser             |                          |                        |                                    |                                               |                                                                                  |                                                                 |                                |                                                          |                        |                                     | 1           |
| Mark Consuelos          |                        | Spivey                   |                          |                        |                                    |                                               |                                                                                  |                                                                 |                                |                                                          |                        |                                     | 1           |
| Barbara Tarbuck         |                        | Madre Claudia            |                          |                        |                                    |                                               |                                                                                  |                                                                 |                                |                                                          |                        |                                     | 1           |
| Mark Margolis           |                        | Sam Goodwin              |                          |                        |                                    |                                               |                                                                                  |                                                                 |                                |                                                          |                        |                                     | 1           |
| Ian McShane             |                        | Leigh Emerson            |                          |                        |                                    |                                               |                                                                                  |                                                                 |                                |                                                          |                        |                                     | 1           |
| Franka Potente          |                        | Anna Frank               |                          |                        |                                    |                                               |                                                                                  |                                                                 |                                |                                                          |                        |                                     | 1           |
| Robin Weigert           |                        | Cynthia Potter           |                          |                        |                                    | Vera Mama Polk                                |                                                                                  |                                                                 |                                | Martha (Red Tide)                                        |                        |                                     | 3           |
| Devon Graye             |                        | Jed Potter               |                          |                        |                                    |                                               |                                                                                  |                                                                 |                                |                                                          |                        |                                     | 1           |
| Robin Bartlett          |                        | Miranda Crump            | Cecily Pembroke          |                        |                                    |                                               |                                                                                  |                                                                 |                                |                                                          |                        |                                     | 2           |
| Brooke Smith            |                        | Dr. Gardner              |                          |                        |                                    |                                               |                                                                                  |                                                                 |                                |                                                          |                        |                                     | 1           |
| Jill Marie Jones        |                        | Pandora                  |                          |                        |                                    |                                               |                                                                                  |                                                                 |                                |                                                          |                        |                                     | 1           |
| Gabourey Sidibe         |                        |                          | Queenie                  | Regina Ross            | Queenie                            |                                               |                                                                                  | Queenie                                                         |                                |                                                          |                        |                                     | 4           |
| Josh Hamilton           |                        |                          | Hank Foxx                |                        |                                    |                                               |                                                                                  |                                                                 |                                |                                                          |                        |                                     | 1           |
| Danny Huston            |                        |                          | L'uomo con l'accetta     | Massimo Dolcefino      |                                    |                                               |                                                                                  |                                                                 |                                |                                                          |                        |                                     | 2           |
| Lance Reddick           |                        |                          | Papa Legba               |                        |                                    |                                               |                                                                                  | Papa Legba                                                      |                                |                                                          |                        |                                     | 2           |
| Ameer Baraka            |                        |                          | Bastien                  |                        |                                    |                                               |                                                                                  |                                                                 |                                |                                                          |                        |                                     | 1           |
| Alexander Dreymon       |                        |                          | Luke Ramsey              |                        |                                    |                                               |                                                                                  |                                                                 |                                |                                                          |                        |                                     | 1           |
| Leslie Jordan           |                        |                          | Quentin Fleming          |                        |                                    | Cricket Marlowe / Ashley Gilbert              |                                                                                  |                                                                 | Courtney                       |                                                          |                        |                                     | 3           |
| Riley Voelkel           |                        |                          | Giovane Fiona Goode      |                        |                                    |                                               |                                                                                  |                                                                 |                                |                                                          |                        |                                     | 1           |
| Michael Cristofer       |                        |                          | Harrison Renard          |                        |                                    |                                               |                                                                                  |                                                                 |                                |                                                          |                        |                                     | 1           |
| Readen Greer            |                        |                          | Pauline Lalaurie         |                        |                                    |                                               |                                                                                  |                                                                 |                                |                                                          |                        |                                     | 1           |
| Jennifer Warren         |                        |                          | Borquita Lalaurie        |                        |                                    |                                               |                                                                                  |                                                                 |                                |                                                          |                        |                                     | 1           |
| Ashlynn Ross            |                        |                          | Marie Jeanne Lalaurie    |                        |                                    |                                               |                                                                                  |                                                                 |                                |                                                          |                        |                                     | 1           |
| Scott Michael Jefferson |                        |                          | Louis Lalaurie           |                        |                                    |                                               |                                                                                  |                                                                 |                                |                                                          |                        |                                     | 1           |
| Ian Anthony Dale        |                        |                          | Dr. David Zhong          |                        |                                    |                                               |                                                                                  |                                                                 |                                |                                                          |                        |                                     | 1           |
| Grey Damon              |                        |                          | Archie Brener            |                        |                                    |                                               |                                                                                  |                                                                 |                                |                                                          |                        |                                     | 1           |
| Mare Winningham         |                        |                          | Alicia Spencer           | Rita Gayheart          | Hazel Evers                        |                                               | Sally Keffler                                                                    |                                                                 |                                |                                                          |                        |                                     | 4           |
| Christine Ebersole      |                        |                          | Anna-Lee Leighton        |                        |                                    |                                               |                                                                                  |                                                                 |                                |                                                          |                        |                                     | 1           |
| Stevie Nicks            |                        |                          | Se stessa                |                        |                                    |                                               |                                                                                  | Se stessa                                                       |                                |                                                          |                        |                                     | 2           |
| Grace Gummer            |                        |                          | Millie                   | Penny                  |                                    |                                               |                                                                                  |                                                                 |                                |                                                          |                        | Margaret Alcott                     | 3           |
| Erika Ervin             |                        |                          |                          | Amazon Eve             |                                    |                                               |                                                                                  | The Fist                                                        |                                |                                                          |                        |                                     | 2           |
| Jyoti Amge              |                        |                          |                          | Ma Petite              |                                    |                                               |                                                                                  |                                                                 |                                |                                                          |                        |                                     | 1           |
| Mat Fraser              |                        |                          |                          | Paul                   |                                    |                                               |                                                                                  |                                                                 |                                |                                                          |                        |                                     | 1           |
| Rose Siggins            |                        |                          |                          | Suzi                   |                                    |                                               |                                                                                  |                                                                 |                                |                                                          |                        |                                     | 1           |
| Christopher Neiman      |                        |                          |                          | Salt                   |                                    |                                               |                                                                                  |                                                                 |                                |                                                          |                        |                                     | 1           |
| Drew Rin Varick         |                        |                          |                          | Toulouse               |                                    |                                               |                                                                                  |                                                                 |                                |                                                          |                        |                                     | 1           |
| Celia Weston            |                        |                          |                          | Lilian Hemmings        |                                    |                                               |                                                                                  |                                                                 |                                |                                                          |                        |                                     | 1           |
| Chrissy Metz            |                        |                          |                          | Barbara                |                                    |                                               |                                                                                  |                                                                 |                                |                                                          |                        |                                     | 1           |
| Lee Tergesen            |                        |                          |                          | Vince                  |                                    |                                               |                                                                                  |                                                                 |                                |                                                          |                        |                                     | 1           |
| Patti LaBelle           |                        |                          |                          | Dora Ross              |                                    |                                               |                                                                                  |                                                                 |                                |                                                          |                        |                                     | 1           |
| Skyler Samuels          |                        |                          |                          | Bonnie Lipton          |                                    |                                               |                                                                                  |                                                                 |                                |                                                          |                        |                                     | 1           |
| Malcolm-Jamal Warner    |                        |                          |                          | Angus Jefferson        |                                    |                                               |                                                                                  |                                                                 |                                |                                                          |                        |                                     | 1           |
| Neil Patrick Harris     |                        |                          |                          | Chester Creb           |                                    |                                               |                                                                                  |                                                                 |                                |                                                          |                        |                                     | 1           |
| Angela Sarafyan         |                        |                          |                          | Alice                  |                                    |                                               |                                                                                  |                                                                 |                                |                                                          |                        |                                     | 1           |
| Matthew Glave           |                        |                          |                          | Larry Gayheart         |                                    |                                               |                                                                                  |                                                                 |                                |                                                          |                        |                                     | 1           |
| David Burtka            |                        |                          |                          | Michael Beck           |                                    |                                               |                                                                                  |                                                                 |                                |                                                          |                        |                                     | 1           |
| Richard T. Jones        |                        |                          |                          |                        | Detective Andrew Hahn              |                                               |                                                                                  |                                                                 |                                |                                                          |                        |                                     | 1           |
| Shree Crooks            |                        |                          |                          |                        | Scarlett Lowe                      |                                               |                                                                                  |                                                                 |                                |                                                          |                        |                                     | 1           |
| Lennon Henry            |                        |                          |                          |                        | Holden Lowe                        |                                               |                                                                                  |                                                                 |                                |                                                          |                        |                                     | 1           |
| Helena Mattsson         |                        |                          |                          |                        | Agnetha                            |                                               |                                                                                  |                                                                 |                                |                                                          |                        |                                     | 1           |
| Kamilla Alnes           |                        |                          |                          |                        | Vendela                            |                                               |                                                                                  |                                                                 |                                |                                                          |                        |                                     | 1           |
| Alexandra Daddario      |                        |                          |                          |                        | Natacha Rambova                    |                                               |                                                                                  |                                                                 |                                |                                                          |                        |                                     | 1           |
| Lyric Lennon            |                        |                          |                          |                        | Lachlan Drake                      |                                               |                                                                                  |                                                                 |                                |                                                          |                        |                                     | 1           |
| Max Greenfield          |                        |                          |                          |                        | Gabriel                            |                                               |                                                                                  |                                                                 |                                |                                                          |                        |                                     | 1           |
| Mädchen Amick           |                        |                          |                          |                        | Sig.ra Ellison                     |                                               |                                                                                  |                                                                 |                                |                                                          |                        |                                     | 1           |
| Naomi Campbell          |                        |                          |                          |                        | Claudia Bankson                    |                                               |                                                                                  |                                                                 |                                |                                                          |                        |                                     | 1           |
| Charles Melton          |                        |                          |                          |                        | Wu                                 |                                               |                                                                                  |                                                                 |                                |                                                          |                        |                                     | 1           |
| Seth Gabel              |                        |                          |                          |                        | Jeffrey Dahmer                     |                                               |                                                                                  |                                                                 |                                |                                                          |                        |                                     | 1           |
| Darren Criss            |                        |                          |                          |                        | Justin                             |                                               |                                                                                  |                                                                 |                                |                                                          |                        |                                     | 1           |
| Jessica Lu              |                        |                          |                          |                        | Bronwyn                            |                                               |                                                                                  |                                                                 |                                |                                                          |                        |                                     | 1           |
| David Naughton          |                        |                          |                          |                        | Dr. Samuels                        |                                               |                                                                                  |                                                                 |                                |                                                          |                        |                                     | 1           |
| Lindsay Pulsipher       |                        |                          |                          |                        | Tina Black                         |                                               |                                                                                  |                                                                 |                                |                                                          |                        |                                     | 1           |
| Saniyya Sidney          |                        |                          |                          |                        |                                    | Flora Harris                                  |                                                                                  |                                                                 |                                |                                                          |                        |                                     | 1           |
| Simone Baker            |                        |                          |                          |                        |                                    | Vera Flora Harris                             |                                                                                  |                                                                 |                                |                                                          |                        |                                     | 1           |
| Estelle Hermansen       |                        |                          |                          |                        |                                    | Priscilla                                     |                                                                                  |                                                                 |                                |                                                          |                        |                                     | 1           |
| Chaz Bono               |                        |                          |                          |                        |                                    | Lot Polk / Brian Wells                        | Gary Longstreet                                                                  |                                                                 |                                |                                                          |                        |                                     | 2           |
| Charles Malik Whitfield |                        |                          |                          |                        |                                    | Mason Harris / Joe Alvarez                    |                                                                                  |                                                                 |                                |                                                          |                        |                                     | 1           |
| Shannon Lucio           |                        |                          |                          |                        |                                    | Diana Cross                                   |                                                                                  |                                                                 |                                |                                                          |                        |                                     | 1           |
| Doris Kearns Goodwin    |                        |                          |                          |                        |                                    | Se stessa                                     |                                                                                  |                                                                 |                                |                                                          |                        |                                     | 1           |
| Jacob Artist            |                        |                          |                          |                        |                                    | Todd Connors                                  |                                                                                  |                                                                 |                                |                                                          |                        |                                     | 1           |
| Jon Bass                |                        |                          |                          |                        |                                    | Milo                                          |                                                                                  |                                                                 |                                |                                                          |                        |                                     | 1           |
| Emma Bell               |                        |                          |                          |                        |                                    | Tracy Logan                                   |                                                                                  |                                                                 |                                |                                                          |                        |                                     | 1           |
| Trixie Mattel           |                        |                          |                          |                        |                                    | Se stessa                                     |                                                                                  |                                                                 |                                |                                                          |                        |                                     | 1           |
| Billy Eichner           |                        |                          |                          |                        |                                    |                                               | Harrison Wilton / Tex Watson                                                     | Brock / Mutt Nutter                                             |                                |                                                          |                        |                                     | 2           |
| Colton Haynes           |                        |                          |                          |                        |                                    |                                               | Jack Samuels                                                                     |                                                                 |                                |                                                          |                        |                                     | 1           |
| Cooper Dodson           |                        |                          |                          |                        |                                    |                                               | Oz Mayfair-Richards                                                              |                                                                 |                                |                                                          |                        |                                     | 1           |
| Dermot Mulroney         |                        |                          |                          |                        |                                    |                                               | Bob Thompson                                                                     |                                                                 |                                |                                                          |                        |                                     | 1           |
| Lena Dunham             |                        |                          |                          |                        |                                    |                                               | Valerie Solanas                                                                  |                                                                 |                                |                                                          |                        |                                     | 1           |
| Tim Kang                |                        |                          |                          |                        |                                    |                                               | Tom Chang                                                                        |                                                                 |                                |                                                          |                        |                                     | 1           |
| Jeorge Pallo            |                        |                          |                          |                        |                                    |                                               | Pedro Morales                                                                    |                                                                 |                                |                                                          |                        |                                     | 1           |
| Zack Ward               |                        |                          |                          |                        |                                    |                                               | Roger                                                                            |                                                                 |                                |                                                          |                        |                                     | 1           |
| Laura Allen             |                        |                          |                          |                        |                                    |                                               | Rosie                                                                            |                                                                 |                                |                                                          |                        |                                     | 1           |
| Dot-Marie Jones         |                        |                          |                          |                        |                                    |                                               | Butchy May                                                                       |                                                                 |                                | Agente Jan Remy (Red Tide)                               |                        |                                     | 2           |
| Rick Springfield        |                        |                          |                          |                        |                                    |                                               | Pastore Charles                                                                  |                                                                 |                                |                                                          |                        |                                     | 1           |
| Rachel Roberts          |                        |                          |                          |                        |                                    |                                               | Sharon Tate                                                                      |                                                                 |                                |                                                          |                        |                                     | 1           |
| Annie Ilonzeh           |                        |                          |                          |                        |                                    |                                               | Erika                                                                            |                                                                 |                                |                                                          |                        |                                     | 1           |
| Joan Collins            |                        |                          |                          |                        |                                    |                                               |                                                                                  | Evie Gallant / Bubbles McGee                                    |                                |                                                          |                        |                                     | 1           |
| Kyle Allen              |                        |                          |                          |                        |                                    |                                               |                                                                                  | Timothy Campbell                                                |                                |                                                          |                        |                                     | 1           |
| Ash Santos              |                        |                          |                          |                        |                                    |                                               |                                                                                  | Emily                                                           |                                |                                                          |                        |                                     | 1           |
| Jeffrey Bowyer-Chapman  |                        |                          |                          |                        |                                    |                                               |                                                                                  | Andre Stevens                                                   |                                |                                                          |                        |                                     | 1           |
| Billy Porter            |                        |                          |                          |                        |                                    |                                               |                                                                                  | Behold Chablis                                                  |                                |                                                          |                        |                                     | 1           |
| Jon Jon Briones         |                        |                          |                          |                        |                                    |                                               |                                                                                  | Ariel Augustus                                                  |                                |                                                          |                        |                                     | 1           |
| BD Wong                 |                        |                          |                          |                        |                                    |                                               |                                                                                  | Baldwin Pennypaker                                              |                                |                                                          |                        |                                     | 1           |
| Dominic Burgess         |                        |                          |                          |                        |                                    |                                               |                                                                                  | Phil                                                            |                                |                                                          |                        | Hamish Moss                         | 2           |
| Carlo Rota              |                        |                          |                          |                        |                                    |                                               |                                                                                  | Anton LaVey                                                     |                                |                                                          |                        |                                     | 1           |
| Chad Buchanan           |                        |                          |                          |                        |                                    |                                               |                                                                                  | Stu                                                             |                                |                                                          |                        |                                     | 1           |
| Dina Meyer              |                        |                          |                          |                        |                                    |                                               |                                                                                  | Nora Campbell                                                   |                                |                                                          |                        |                                     | 1           |
| Harriet Sansom Harris   |                        |                          |                          |                        |                                    |                                               |                                                                                  | Madelyn                                                         |                                |                                                          |                        |                                     | 1           |
| Mark Ivanir             |                        |                          |                          |                        |                                    |                                               |                                                                                  | Nicola II di Russia                                             |                                |                                                          |                        |                                     | 1           |
| Emilia Ares             |                        |                          |                          |                        |                                    |                                               |                                                                                  | Anastasija Nikolaevna Romanova                                  |                                |                                                          |                        |                                     | 1           |
| DeRon Horton            |                        |                          |                          |                        |                                    |                                               |                                                                                  |                                                                 | Ray Powell                     |                                                          |                        |                                     | 1           |
| Lou Taylor Pucci        |                        |                          |                          |                        |                                    |                                               |                                                                                  |                                                                 | Jonah Shevoore                 |                                                          |                        |                                     | 1           |
| Tara Karsian            |                        |                          |                          |                        |                                    |                                               |                                                                                  |                                                                 | Chef Bertie                    |                                                          |                        |                                     | 1           |
| Emma Meisel             |                        |                          |                          |                        |                                    |                                               |                                                                                  |                                                                 | Midge                          |                                                          |                        |                                     | 1           |
| Conor Donnally          |                        |                          |                          |                        |                                    |                                               |                                                                                  |                                                                 | Eddie                          |                                                          |                        |                                     | 1           |
| Kat Solko               |                        |                          |                          |                        |                                    |                                               |                                                                                  |                                                                 | Helen                          |                                                          |                        |                                     | 1           |
| Orla Brady              |                        |                          |                          |                        |                                    |                                               |                                                                                  |                                                                 | Dr. Karen Opple                |                                                          |                        |                                     | 1           |
| Todd Stashwick          |                        |                          |                          |                        |                                    |                                               |                                                                                  |                                                                 | Blake                          |                                                          |                        |                                     | 1           |
| Mitch Pileggi           |                        |                          |                          |                        |                                    |                                               |                                                                                  |                                                                 | Art                            |                                                          |                        |                                     | 1           |
| Don Swayze              |                        |                          |                          |                        |                                    |                                               |                                                                                  |                                                                 | Roy                            |                                                          |                        |                                     | 1           |
| Dreama Walker           |                        |                          |                          |                        |                                    |                                               |                                                                                  |                                                                 | Infermiera Rita                |                                                          |                        |                                     | 1           |
| Tim Russ                |                        |                          |                          |                        |                                    |                                               |                                                                                  |                                                                 | David Chambers                 |                                                          |                        |                                     | 1           |
| Tanya Clarke            |                        |                          |                          |                        |                                    |                                               |                                                                                  |                                                                 | Lorraine Richter               |                                                          |                        |                                     | 1           |
| Kayla Blake             |                        |                          |                          |                        |                                    |                                               |                                                                                  |                                                                 |                                | Dr. Jordan (Red Tide)                                    |                        |                                     | 1           |
| Craig Sheffer           |                        |                          |                          |                        |                                    |                                               |                                                                                  |                                                                 |                                | Richard Nixon (Death Valley)                             |                        |                                     | 1           |
| Christopher Stanley     |                        |                          |                          |                        |                                    |                                               |                                                                                  |                                                                 |                                | Sherman Adams (Death Valley)                             |                        |                                     | 1           |
| Mike Vogel              |                        |                          |                          |                        |                                    |                                               |                                                                                  |                                                                 |                                | John F. Kennedy (Death Valley)                           |                        |                                     | 1           |
| Alisha Soper            |                        |                          |                          |                        |                                    |                                               |                                                                                  |                                                                 |                                | Marilyn Monroe (Death Valley)                            |                        |                                     | 1           |
| Blake Shields           |                        |                          |                          |                        |                                    |                                               |                                                                                  |                                                                 |                                | Tony (Red Tide)                                          |                        |                                     | 1           |
| Jim Ortlieb             |                        |                          |                          |                        |                                    |                                               |                                                                                  |                                                                 |                                | Ray Cunningham (Red Tide)                                |                        |                                     | 1           |
| Eureka O'Hara           |                        |                          |                          |                        |                                    |                                               |                                                                                  |                                                                 |                                | Crystal DeCanter (Red Tide)                              |                        |                                     | 1           |
| Len Cordova             |                        |                          |                          |                        |                                    |                                               |                                                                                  |                                                                 |                                | Steve Jobs (Death Valley)                                |                        |                                     | 1           |
| John Sanders            |                        |                          |                          |                        |                                    |                                               |                                                                                  |                                                                 |                                | Buzz Aldrin (Death Valley)                               |                        |                                     | 1           |
| Bryce Johnson           |                        |                          |                          |                        |                                    |                                               |                                                                                  |                                                                 |                                | Neil Armstrong (Death Valley)                            |                        |                                     | 1           |
| Clara McGregor          |                        |                          |                          |                        |                                    |                                               |                                                                                  |                                                                 |                                |                                                          | KK                     |                                     | 1           |
| Jeff Hiller             |                        |                          |                          |                        |                                    |                                               |                                                                                  |                                                                 |                                |                                                          | Sig. Whitely           |                                     | 1           |
| Matthew William Bishoo  |                        |                          |                          |                        |                                    |                                               |                                                                                  |                                                                 |                                |                                                          | Big Daddy              |                                     | 1           |
| Kal Penn                |                        |                          |                          |                        |                                    |                                               |                                                                                  |                                                                 |                                |                                                          | Comandante Mac Marzara |                                     | 1           |
| Hale Appleman           |                        |                          |                          |                        |                                    |                                               |                                                                                  |                                                                 |                                |                                                          | Daniel Kanowicz        |                                     | 1           |
| Gideon Glick            |                        |                          |                          |                        |                                    |                                               |                                                                                  |                                                                 |                                |                                                          | Cameron Dietrich       |                                     | 1           |
| Brian Rey Norris        |                        |                          |                          |                        |                                    |                                               |                                                                                  |                                                                 |                                |                                                          | Detective Malcahey     |                                     | 1           |
| Jared Reinfeldt         |                        |                          |                          |                        |                                    |                                               |                                                                                  |                                                                 |                                |                                                          | John Sullivan          |                                     | 1           |
| Sis                     |                        |                          |                          |                        |                                    |                                               |                                                                                  |                                                                 |                                |                                                          | Dunaway                |                                     | 1           |
| Juliana Canfield        |                        |                          |                          |                        |                                    |                                               |                                                                                  |                                                                 |                                |                                                          |                        | Talia Baldwin                       | 1           |
| Tavi Gevinson           |                        |                          |                          |                        |                                    |                                               |                                                                                  |                                                                 |                                |                                                          |                        | Cora                                | 1           |
| Debra Monk              |                        |                          |                          |                        |                                    |                                               |                                                                                  |                                                                 |                                |                                                          |                        | Virginia Harding                    | 1           |
| Reed Birney             |                        |                          |                          |                        |                                    |                                               |                                                                                  |                                                                 |                                |                                                          |                        | Dexter Harding Sr.                  | 1           |
| Zo Tipp                 |                        |                          |                          |                        |                                    |                                               |                                                                                  |                                                                 |                                |                                                          |                        | Theo                                | 1           |
| Ashlie Atkinson         |                        |                          |                          |                        |                                    |                                               |                                                                                  |                                                                 |                                |                                                          |                        | Susan                               | 1           |
| Andy Cohen              |                        |                          |                          |                        |                                    |                                               |                                                                                  |                                                                 |                                |                                                          |                        | Se stesso                           | 1           |
| Erin Murray             |                        |                          |                          |                        |                                    |                                               |                                                                                  |                                                                 |                                |                                                          |                        | Elisabetta I d'Inghilterra          | 1           |
| Sophie Von Haselberg    |                        |                          |                          |                        |                                    |                                               |                                                                                  |                                                                 |                                |                                                          |                        | Maria I d'Inghilterra               | 1           |
| Taylor Richardson       |                        |                          |                          |                        |                                    |                                               |                                                                                  |                                                                 |                                |                                                          |                        | Babette Eno                         | 1           |
| Taylor Schilling        |                        |                          |                          |                        |                                    |                                               |                                                                                  |                                                                 |                                |                                                          |                        | Presentatrice Golden Globes (cameo) | 1           |
| Hamish Linklater        |                        |                          |                          |                        |                                    |                                               |                                                                                  |                                                                 |                                |                                                          |                        | Presentatore Oscar (cameo)          | 1           |